# Karpas
Der Karpas (griechisch Καρπασία Karpasía, türkisch Karpaz, seltener Kırpaşa), auch Karpass, ist eine knapp 900 km² umfassende und mindestens 80 km lange Halbinsel im Nordosten der Mittelmeerinsel Zypern. Sie bildet den östlichsten Teil des Kyrenia-Gebirges. Seine östliche Spitze bildet das Kap Apostolos Andreas, dem die unbewohnten Kleides-Inseln (‚Schlüssel‘) vorgelagert sind.
Die Halbinsel hatte im Jahr 2016 knapp 24.000 Einwohner. Die bedeutendste Stadt ist Rizokarpaso oder Dipkarpaz, wie sie in der griechischen bzw. türkischen Sprache heißt. Hinzu kommen mehr als 40 Dörfer. Viehzucht (Schafe und Ziegen) sowie der Anbau von Johannisbrot, heute vor allem für die kosmetische Industrie, bildeten neben dem Anbau von Getreide sowie der Gewinnung von Olivenöl, Wein, Früchten und Nüssen den wichtigsten Wirtschaftszweig. Zeitweise waren auch der Tabakanbau und die Seidenzucht sowie die Baumwollproduktion von erheblicher Bedeutung. Diese agrarischen Wirtschaftszweige wurden inzwischen vom Tourismus und der Bauindustrie überflügelt.
Den frühesten Beleg menschlicher Anwesenheit stellt eine bäuerliche Siedlung auf der Halbinsel dar, die um 8400 v. Chr. entstand. In der Bronzezeit wurde Zypern durch den Handel mit seinem Kupfer zu einem einflussreichen politischen Zentrum, was auf dem Karpas zur Entstehung von Galinoporni-Vasili, einem größeren Machtzentrum, und in der Folge zur Errichtung von Befestigungsanlagen führte. Zypern konnte jedoch seine Unabhängigkeit seit dem 3. Jahrhundert v. Chr. nur mehr kurzzeitig wahren.
Lange zuvor setzte die Besiedlung durch Griechen ein, die kulturell und sprachlich die vorherige Bevölkerung in einem noch unverstandenen Prozess überlagerte, wobei die Eteokyprische Sprache verschwand. Zu den Griechen gesellte sich eine Reihe anderer ethnischer Gruppen. Nach der griechisch-römischen Epoche teilten sich das orthodoxe Byzanz auf der einen und die islamischen Großmächte der Umayyaden und Abbasiden auf der anderen Seite möglicherweise die Insel bis 965. 1185 machte sich Zypern für einige Jahre vom orthodoxen Byzanz unabhängig, wobei mit Kantara auf dem Karpas eine der mächtigsten Burgen entstand. Zypern ging allerdings bereits 1191 an die katholischen Kreuzfahrer, die den Karpas massiv befestigten. Dessen Bevölkerung blieb jedoch weitgehend orthodox, sieht man von den dorthin geflohenen Maroniten ab. Den französischsprachigen Kreuzfahrern, gegen deren sprachlichen Einfluss sich das Griechische zunehmend durchsetzte, folgte 1489 Venedig als Herrin der Insel. 1570/71 kam der Karpas mitsamt der Insel an das sunnitische Osmanenreich, was erstmals zur Zuwanderung von Türken führte, aber auch von Angehörigen anderer ethnischer Gruppen des Vielvölkerstaates. 1878 bzw. 1914 folgte Großbritannien als Kolonialmacht, das die Insel 1960 in die Unabhängigkeit entließ. Inzwischen waren aus den eher religiös begründeten Konflikten stärker ethnisch begründete geworden, wobei der Karpas eine griechisch-orthodoxe Hochburg blieb. Das Kloster Apostolos Andreas war seit langem der wichtigste Pilgerort der Insel.
Auf die Halbinsel kamen insbesondere ab 1974 vor allem nord-anatolische Soldaten, Staatsbedienstete und Siedler, nachdem die Türkei als Reaktion auf einen Anschlussversuch an Griechenland (Enosis) den Nordteil Zyperns besetzt hatte. Seither haben Griechen und Maroniten die Halbinsel fast vollständig verlassen. Seit 1983 gehört der Karpas zur international nicht anerkannten Türkischen Republik Nordzypern. Das kulturelle Erbe ist, zunächst durch Gewalt, dann durch Vernachlässigung bedroht, wenn sich auch die Bemühungen zu seiner Bewahrung in jüngster Zeit verstärkt haben.
Die Strände des Karpas sind wichtige Gelegestätten bedrohter Meeresschildkröten (Caretta caretta und Chelonia mydas). Auf der Halbinsel leben etwa zehn Fledermausarten, insgesamt ließen sich mehr als zwanzig Säugetier- und zahlreiche Vogelarten nachweisen. Von ökologischer Bedeutung ist zudem der Karpas-Nationalpark mit seinen Wäldern. Intensiver beforscht werden inzwischen die Küstensäume, die Raum für extrem seltene Arten bieten; dies führt zu Konflikten mit den touristischen Bau- und Nutzungsvorhaben, hinter denen meist ausländische Investoren stehen.

## Name
Die Halbinsel taucht in der Literatur unter geringen Abweichungen als Karpas oder Karpass, Karpaz oder Kırpaşa, in den Quellen des Mittelalters auch als Carpas oder Καρπασ auf. Dieser Name geht auf die antike Stadt Karpasia (Καρπασία) zurück, deren Name auf die Halbinsel ausgedehnt wurde. Möglicherweise wurde die Stadt wiederum nach der lokal gängigen Bezeichnung für einen Nordwind benannt.

## Geografie

### Ausdehnung und Grenzen

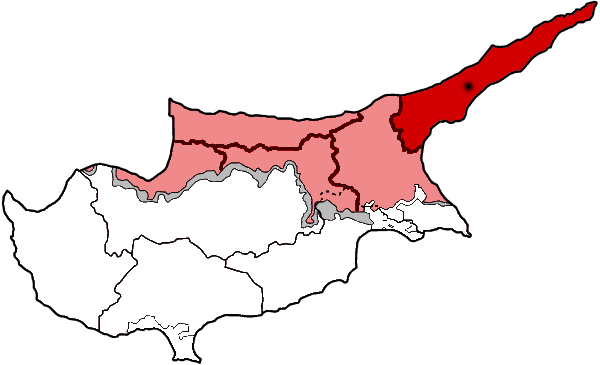
Die fünf Verwaltungsbezirke der Türkischen Republik Nordzypern mit dem dunkler dargestellten Distrikt İskele auf der Karpas-Halbinsel

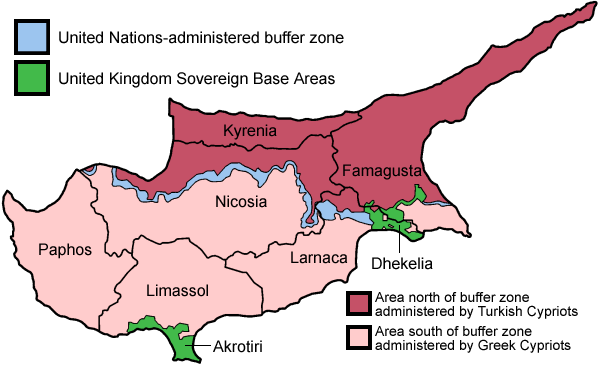
Die von der Republik Zypern weiterhin als maßgeblich beanspruchte Verwaltungsgliederung nebst Grenzverlauf

Die Halbinsel umfasst eine Fläche von 898 km², die politisch in fünf Munizipalitäten des Distrikts İskele zerfällt, der zur international nicht anerkannten Türkischen Republik Nordzypern gehört. Formal bildet der Karpas immer noch einen Teil des Bezirks Famagusta der Republik Zypern.
Die besagten Munizipalitäten sind İskele, Mehmetçik, Büyükkonuk, Yeni Erenköy und Dipkarpaz, sowie Tatlısu, das in den Augen Nordzyperns zum Distrikt Gazimağusa, in denjenigen der Republik Zypern zum Bezirk Famagusta gehört. Im Griechischen heißen die Hauptorte der Bezirke Trikomo, Galatia, Komi Kepir, Yialousa und Rizokarpaso. Wegen der seit 1974 politisch und damit zusammenhängend ethnischsprachlich ungeklärten Situation werden die Ortsnamen zweisprachig aufgeführt, es sei denn, es sind explizit aktuelle organisatorische oder historische Zusammenhänge fokussiert. Tatlısu wurde auf eigenen Antrag dem Distrikt İskele angeschlossen, dem darüber hinaus 35 Dörfer angehören, von denen wiederum fünf in der Mesaoria-Ebene liegen. Im Nordwesten liegt die Bezirksgrenze bei Esentepe/Agios Amvrosios (Distrikt Girne), im Westen und Südwesten Geçitkale/Lefkoniko und Yeniboğaziçi/Agios Sergios (Famagusta/Gazimağusa). Als traditioneller Eingang zur Halbinsel gilt Boğaz (auch Bogazi), während sie im Süden an die Mesaoria-Ebene grenzt, wo İskele das Zentrum des Distrikts darstellt.
Im Osten vorgelagert sind die neun unbewohnten Kleides-Inseln (Zafer adaları), zu denen Dalmonaris, Kila, Lefkonisos und Skaloudia zählen, dann die Inselgruppe um Kordylia sowie einige Felsen.

### Geologie und Landschaft

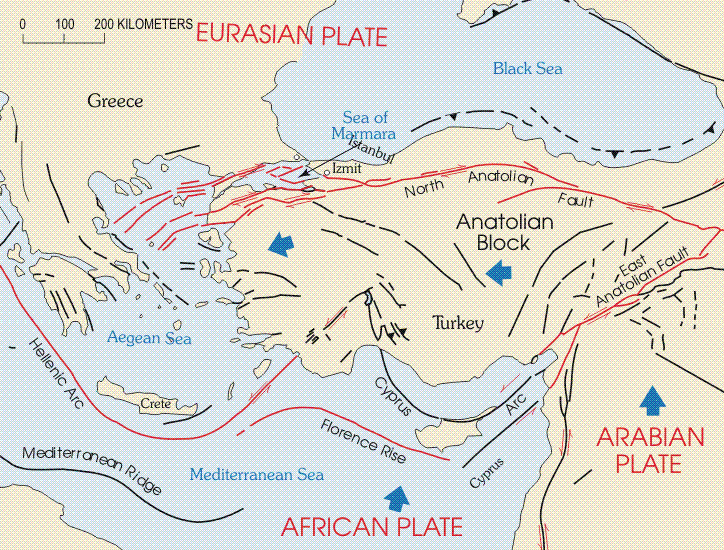
Zypern im Rahmen der anatolischen Plattentektonik

Die Karpas-Halbinsel stellt eines der vier Segmente des Kyrenia-Gebirges dar, das üblicherweise in die westliche, die zentrale, die östliche und die Karpas Range eingeteilt wird. Das etwa 160 km lange Gebirge heißt westlich von Melounda/Mallıdağ auch Pentadaktylos und ging aus einer Serie von Sedimentablagerungen zwischen Perm und mittlerem Miozän hervor (beginnend vor knapp 300 Millionen Jahren), die wiederum durch die Kollision der afrikanischen mit der eurasischen Platte entstanden ist. Während die afrikanische Platte mit einem Millimeter pro Jahr nordwärts driftet, wandert die anatolische Platte etwa zwanzigmal so schnell westwärts.
Obwohl kaum halb so hoch wie das fast 2000 m aufragende Troodos-Gebirge ist der Karpas doch stark zerklüftet. Die ältesten Gesteine stammen aus dem Perm, als das Gebiet am Rande Gondwanas lag, und werden als Kantara-Formation bezeichnet, benannt nach der gleichnamigen Burg im Westen der Karpas-Halbinsel. Sie kommen hauptsächlich auf der besagten Halbinsel vor und zwar in Form verschieden großer Olistolithen (Fremdgestein). Große Teile des Gebirgszugs bestehen, wie die Gebirge Zyperns insgesamt, aus Ophiolithen, also ozeanischem Gestein, das starken Hebungen unterlag, vor allem aber aus Kalkstein. Hinzu kommen ultramafische, plutonische Gesteine, also solche magmatischen Ursprungs, die vielfach hohe Metallgehalte aufweisen, wie etwa Kupfer, was aber vor allem um das Troodos-Gebirge abgebaut wurde. Auf dem Karpas entstand durch zahlreiche Nord-Süd-Faltungen und zusammen mit der leichten Erodierbarkeit des sandigen Kythrea-Flyschs eine raue, zerklüftete Landschaft von mitunter erheblicher Trockenheit.
Da sowohl der Teil Pangaeas, den heute Afrika darstellt, als auch der Teil, der heute Europa ist, weiter südlich lagen, herrschte im Bereich der Tethys ein überwiegend tropisches bis subtropisches Klima. Die Kollision mit der afrikanischen Platte, die vor etwa 191 Millionen Jahren ihre Bewegungsrichtung von einer Ostdrift zu einer Norddrift änderte, erzeugte vor 20 bis 10 Millionen Jahren steile Berge in der Kerynea-Zone, die aus komplexen Kalksteinblöcken, dicken Flyschlagen und begrenzten Mengen metamorphen und magmatischen Gesteins bestehen.
Der Richtungswechsel des afrikanischen Kontinents in Verbindung mit der Öffnung der Neo-Tethys führte zu einem Subduktionsprozess sowie in der Kreidezeit zu einer Rotation des Südens um 60° gegen den Uhrzeigersinn, bis die Subduktion am südlichen Troodos endete. Gleichzeitig wurde das Gebirge, das nun aus dem Tethys-Ozean auftauchte, nordwärts Richtung Kyrenia-Gebirge geschoben, das Teil der eurasischen Platte war, während die Mesaoria-Ebene noch unter Wasser lag. Im Miozän setzte eine erneute Subduktion im Süden ein; erst im späten Pliozän lagerten sich die heutigen Inselteile aneinander.
Eine vergleichsweise kurzzeitig bestehende Landverbindung mit Anatolien in der Zeit vor 5,9 bis 5,4 Millionen Jahren kann nicht ausgeschlossen werden, als das Mittelmeer weitgehend austrocknete und neue Landtiere die Insel erreichten (s. Flora und Fauna). Seit mindestens fünf Millionen Jahren ist Zypern durchgängig eine Insel.

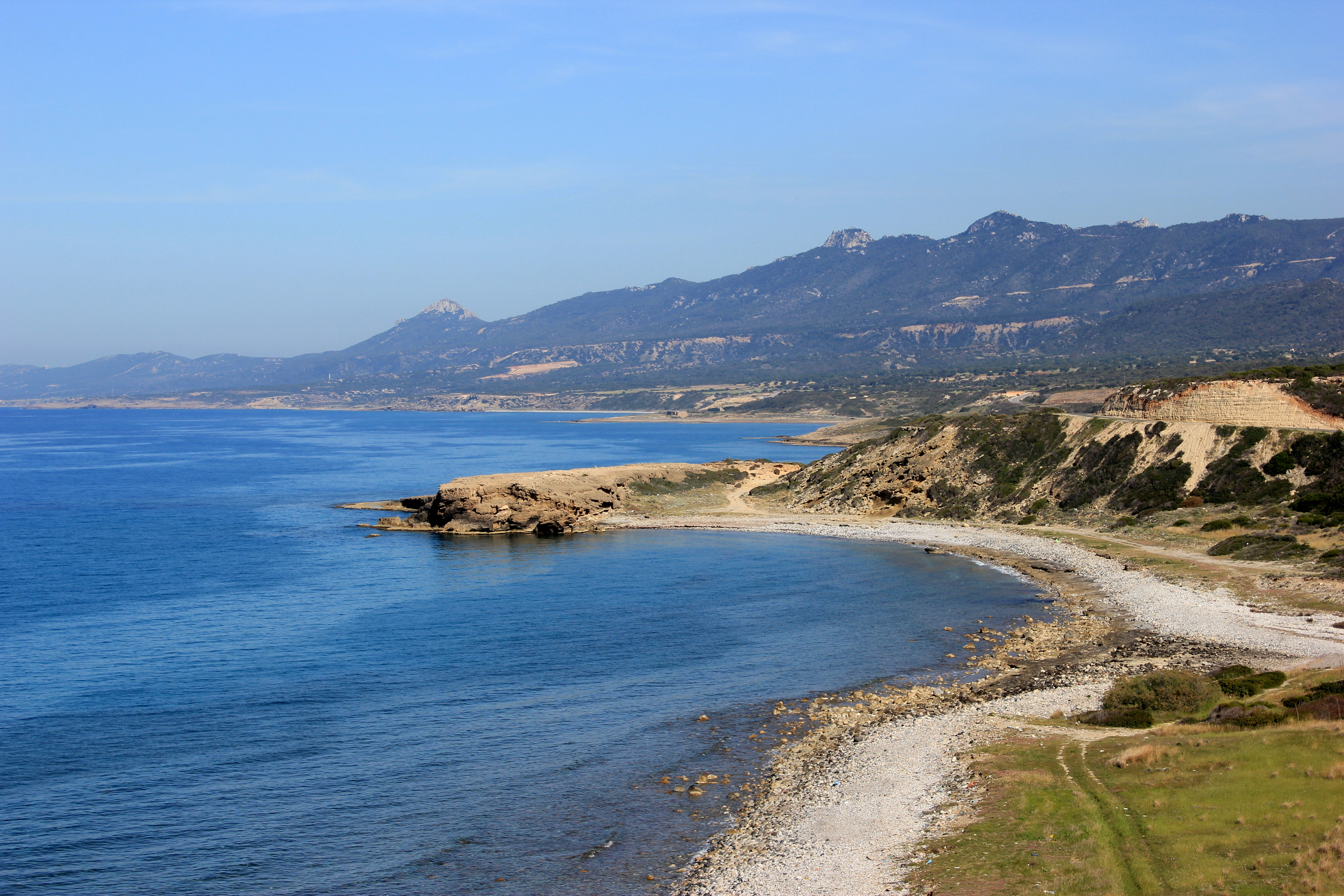
Die Nordküste mit dem Kyrenia-Gebirge

Massive Absenkungen des Meeresspiegels wurden durch das Anwachsen der Eismassen während der Kaltzeiten des Quartärs ausgelöst. Dementsprechend kam es zuletzt während der letzten 125.000 Jahre zu erheblichen Schwankungen des Meeresspiegels. So wurden auch an den Küsten des Karpas marine Ablagerungen in Höhen zwischen 3 und 22 m über dem Meeresspiegel entdeckt. Einige der Mergel bieten Überreste mariner Gastropoden, wie Persististrombus latus aus der Familie der Flügelschnecken, Bursa granularis aus der Überfamilie der Cassoidea oder Conus ermineus, die es im Mittelmeer nicht mehr gibt. Sie sind Indikatoren für die Sauerstoff-Isotopenstufe 5e des Mittelmeers und belegen in den letzten 125.000 Jahren eine Hebung um 15,5 m. Dabei wurde die Insel seit dem frühen Holozän um maximal 1,2 bis 1,5 m gehoben, doch variierte der Meeresspiegel um 40 bis 50 m. Das Wasser oberhalb der undurchdringlichen Mergel des Pliozäns bietet noch heute Trinkwasser. Die Gründer der neolithischen Siedlung Akanthou-Arkosykos erkannten offenbar die Vorzüge einer solchen Quelle.
Bis heute ist die Landschaft nicht nur von schroffen Bergen, sondern auch von über 100 Wasserläufen geprägt, die meist nur wenige Kilometer lang sind (vgl. Liste der Wasserläufe auf der Karpas-Halbinsel).

### Klima

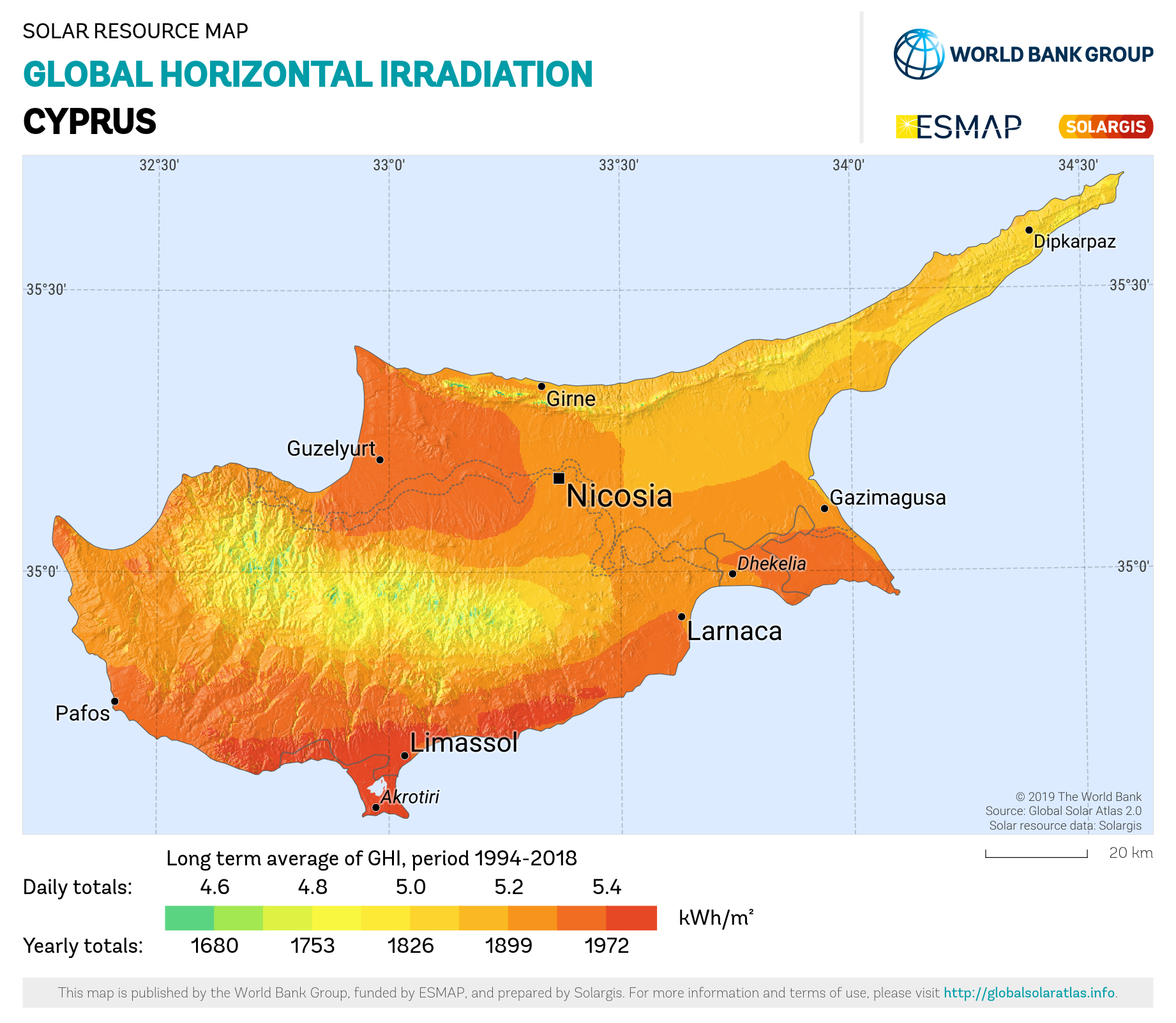
Sonneneinstrahlung pro Jahr: Die Karpashalbinsel weist vergleichsweise niedrige Werte auf.

Das Klima ist mediterran. Das Wetter auf der Halbinsel ist im Winter mäßig kühl und regnerisch, hingegen heiß und trocken im Sommer, mit den höchsten Temperaturen im Juli und August. Die Tagesdurchschnittstemperatur erreicht bei Yenierenköy dann 29 °C, während sie im Winter bei 12 °C liegt. Der durchschnittliche Jahresniederschlag liegt zwischen 455 und 506 mm an der meteorologischen Station Yenierenköy. Der meiste Regen fällt im Dezember und im Januar, der trockenste Monat ist der August, aber auch Juni und Oktober sind oftmals sehr trocken. Im Winter herrschen Nord- und Nordwestwinde vor, im Sommer hingegen solche aus Süd und Südost.
Dabei ist der östliche, auf der Karpas-Halbinsel gelegene Teil des Kyrenia-Gebirges sehr viel weniger von den austrocknenden nächtlichen Fallwinden betroffen, als die Südseite des Troodos. Insgesamt leidet die Region aber, ähnlich wie Zypern und der gesamte Mittelmeerraum, unter zunehmender Trockenheit. Mit mehr als 100 Stauseen weist Zypern die größte Zahl an Dämmen pro Flächeneinheit auf. Allerdings weisen Untersuchungen an Baumringen darauf hin, dass seit 1756 im Schnitt alle fünf Jahre eine Trockenheit auftritt und zwei- bis sechsjährige Trockenphasen in den Clustern 1806–1824, 1915–1934 und 1986–2000. 2003 lag die Jahresregenmenge an der Station Yenierenköy bei etwa 700 mm. Jedoch verteilt sich auch innerhalb der Halbinsel der Niederschlag ungleichmäßig. Nach Untersuchungen der Jahre 1996 bis 1999 fiel um Dipkarpaz am meisten Regen. Der Wassermangel geht allerdings vielfach auf mangelhafte Leitungssysteme, veraltete Techniken und Abzweigung von Wasser zurück sowie daraus resultierende Übernutzung, in deren Gefolge wiederum Böden versalzen. Zudem lässt sich kein Rückgang der Gesamtregenmenge für den Karpas nachweisen, allerdings wuchs die durchschnittliche Regenmenge der Jahre 1979 bis 2009 im September, während sie im März rückläufig war.

### Flora und Fauna

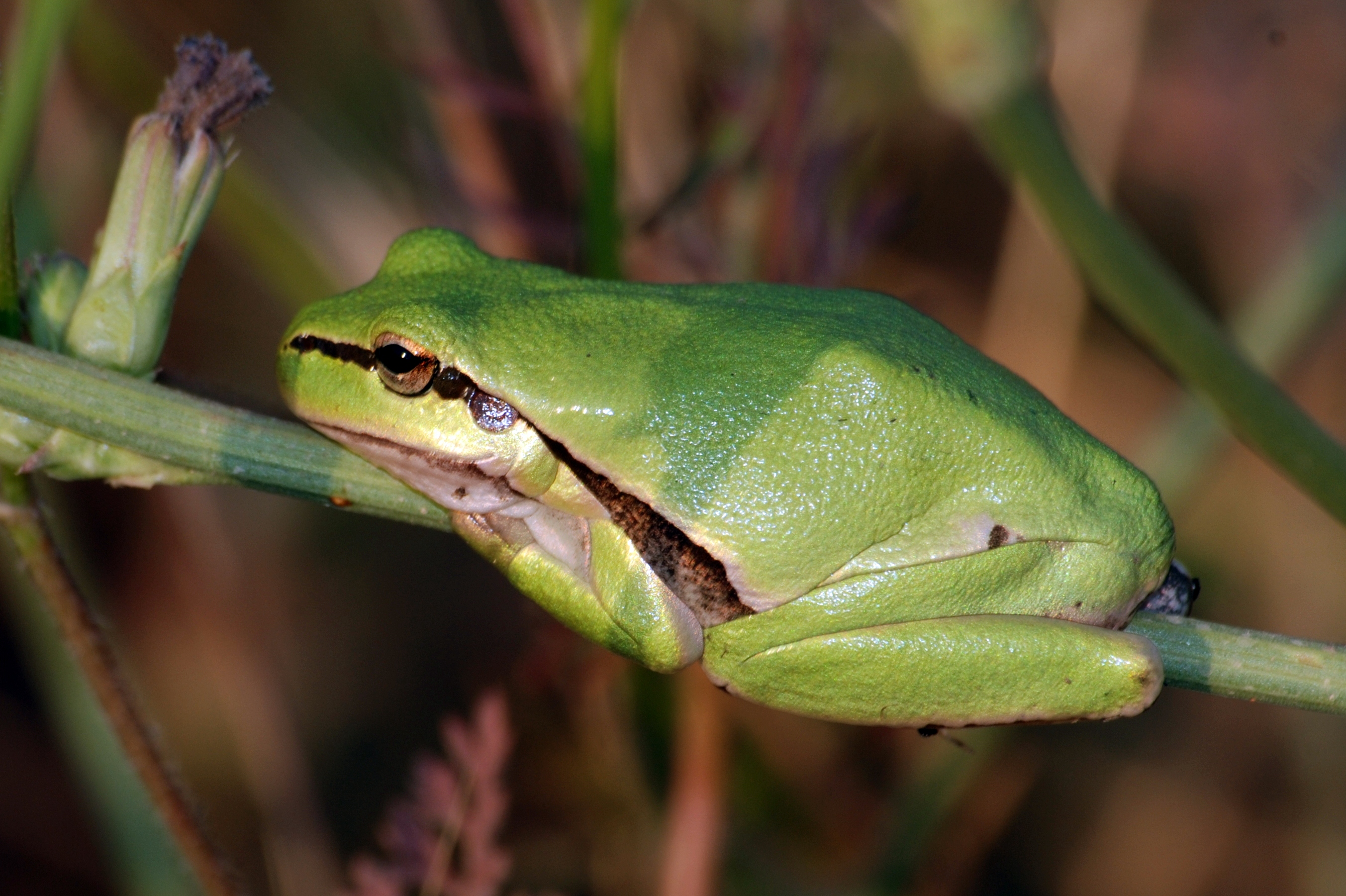
Mittelöstlicher Laubfrosch (Hyla savignyi)

Der Karpas gilt biologisch als eine der wichtigsten Regionen Zyperns, daher wurde die Halbinsel 1997 zu einem eigenen Umweltschutzgebiet erklärt. Zypern gilt noch immer als die waldreichste Mittelmeerinsel, jedoch wurde der ursprüngliche Bewuchs vielfach durch Kulturpflanzen ersetzt. Auch ist die geotektonische Evolution der Insel noch zu wenig geklärt, um eine angemessene biogeographische Rekonstruktion zu ermöglichen. So blieben Fragen der Ankunft der Arten auf der Insel oder Fragen der lokalen Evolution lange (Stand: 2013) fast unbeantwortet. Mit der Untersuchung der mitochondrialen DNA von Ablepharus budaki aus der Familie der Skinke, dann der der Europäischen Schlangenaugenechse Ophisops elegans und der Echsenart Acanthodactylus schreiberi, schließlich der Natternart Telescopus fallax sowie der Froscharten Pelophylax bedriagae und Hyla savignyi konnte eine erste chronophylogenetische Arbeit vorgelegt werden. Sie erwies, dass die Kolonisierung im Miozän begann und sich bis in das Pliozän und das Pleistozän erstreckte. Dabei stellte sich heraus, dass „alte“ Kolonisatoren, die im Übergang von Miozän und Pliozän ankamen, also vor mehr als 5 Millionen Jahren, entweder über eine Landbrücke die Insel erreichten oder über eine transmarine Ausbreitung, wohingegen die „jüngeren“ Kolonisatoren die Insel ausschließlich über See und aus dem Mittleren Osten erreichten. Dabei wurden die „jungen“ Kolonisatoren durch Menschen eingetragen.
Auf der Karpas-Halbinsel wachsen vornehmlich Zypressen, aber auch Wacholder und Kiefern. Inzwischen gedeihen Bougainvillea und Feigenkaktus, der Granatapfelbaum und der Hibiskus, hinzu kommt der Johannisbrotbaum, dann Echter Kapernstrauch sowie Lorbeer- und Maulbeerbaum. Zudem wird die Meerzwiebel ebenso genutzt wie der Olivenbaum.

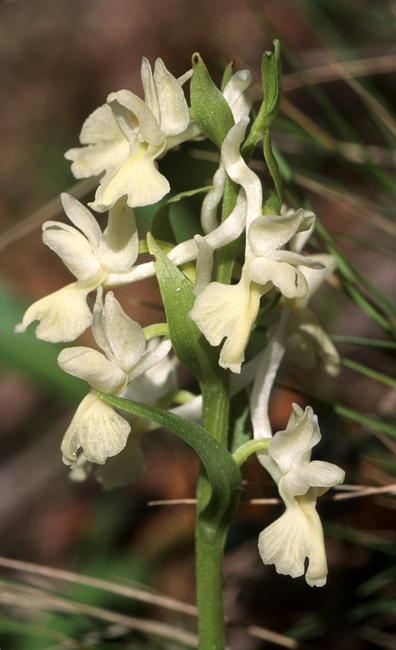
Dactylorhiza romana aus der Gattung der Knabenkräuter

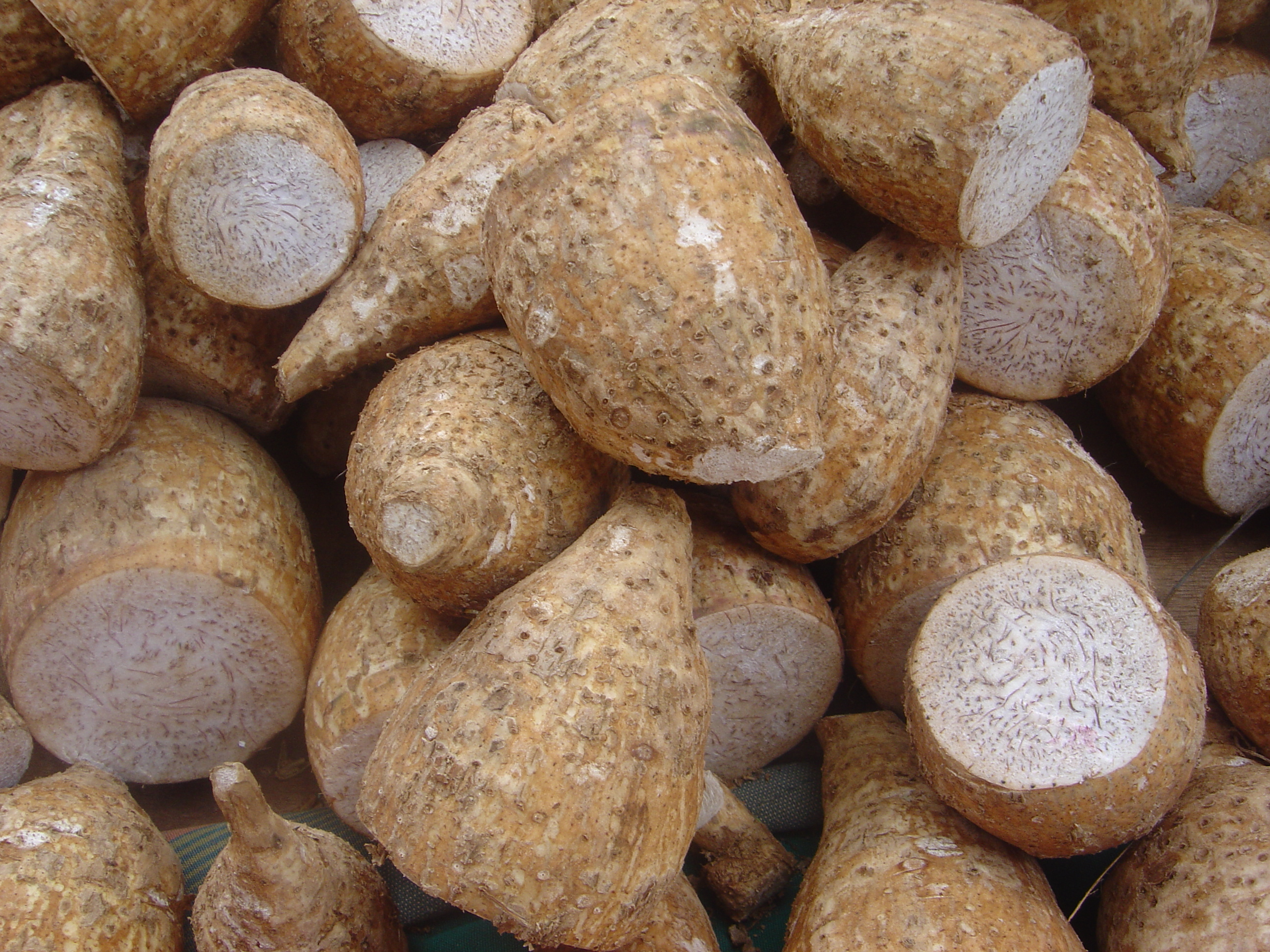
Kolokaz oder Taro wird seit einem Jahrhundert von der Kartoffel verdrängt.

Zahlreiche Pflanzenarten wurden in den letzten Jahrzehnten entdeckt bzw. ihr Standort auf Zypern nachgewiesen, so etwa die Stern-Flockenblume (Centaurea calcitrapa subsp. angusticeps) oder die Wollige Färberdistel, verschiedene Laucharten, wie Allium rubrovittatum oder Allium willeanum, dazu Binsenarten, wie Juncus heldreichianus, Juncus subulatus oder Juncus hybridus, aber auch Schilfrohre (Phragmites frutescens). Allein 45 Orchideenarten gedeihen auf Zypern, von denen es etwa 30 im Norden gibt, darunter Dactylorhiza romana, Orchis anatolica (Anatolisches Knabenkraut), Orchis italica (Italienisches Knabenkraut) und Orchis papilionacea aus der Gattung der Knabenkräuter. Der Management-Plan für die Strände am Süd-Karpas wies vier endemische Arten auf, nämlich Bosea cypria aus der Unterfamilie der Amaranthoideae, dann das im Süd-Karpas weit verbreitete, nur auf Zypern existierende Onopordum cyprium (eine Art der Eselsdisteln), schließlich Teucrium micropoidoides und das seltene Teucrium karpasiticum aus der Gattung der Gamander. Allein im Karpas-Nationalpark wurden im Rahmen einer Studie der Jahre 2009 bis 2010 genau 274 Pflanzenarten aus 57 Familien registriert. Die endemische Tulpenart Tulipa cypria wurde 2017 bei Ayios Symeon (Avtepe) belegt, doch ist ihr taxonomischer Status noch nicht nachgewiesen; in Nordzypern steht sie seit 1997 unter Schutz.
Bis in das 20. Jahrhundert dominierte Kolokassia bzw. Kolokaz, ansonsten eher als Taro bekannt, die Küche, wurde jedoch von der Kartoffel weitgehend verdrängt. Die stärkehaltigen Rhizome wurden wohl durch arabische Siedler oder durch Maroniten eingeführt, erscheinen aber erst ab 1573 in den Quellen, genauer in Stefano Lusignans (1537–1590) Chronik, die 1573 in Bologna erschien. Etwa 27 Wildpflanzenarten dienen bis heute der Ernährung, allen voran eine als ‚ayrelli‘ bezeichnete Spargelart, und Cynara cornigera.

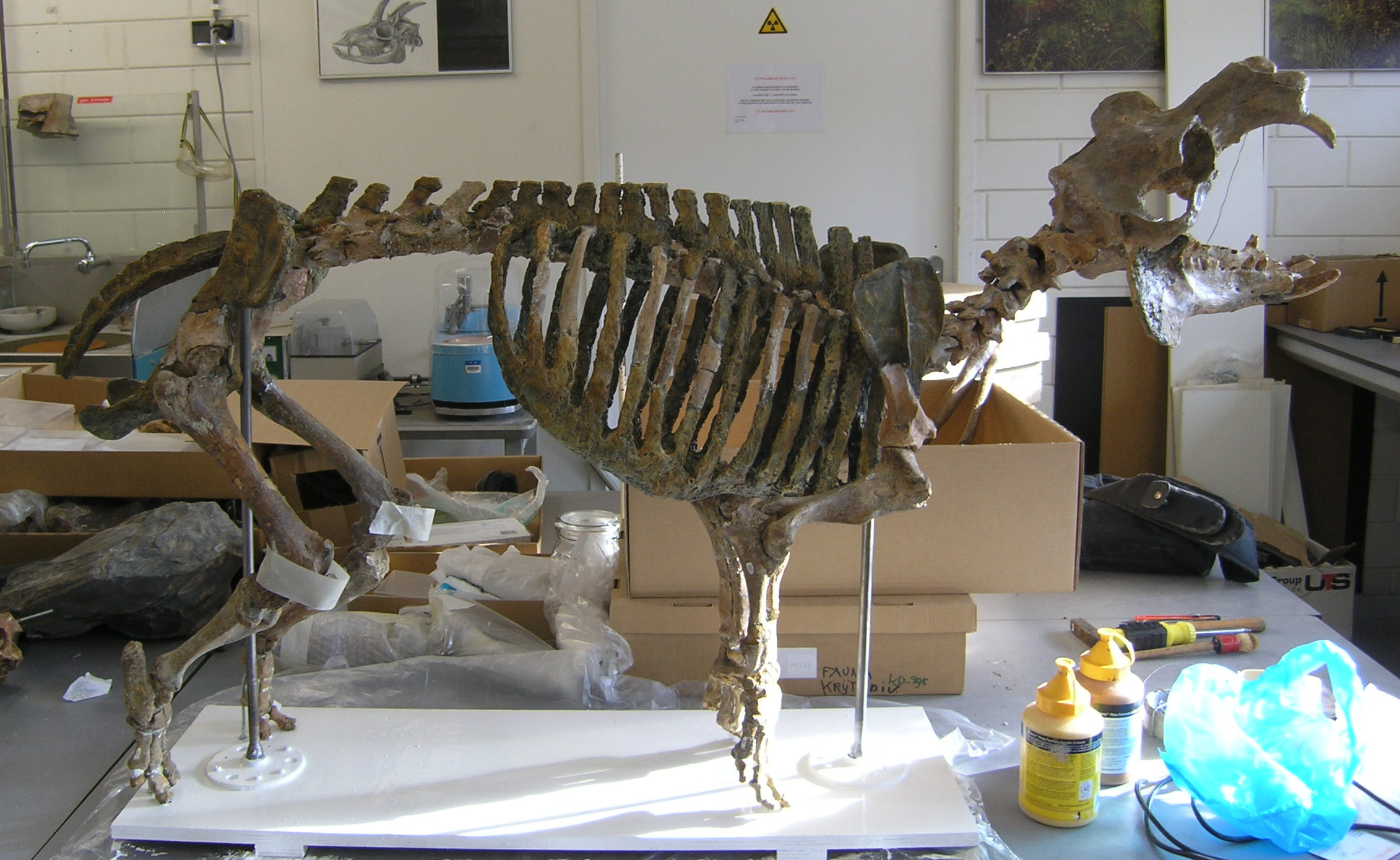
Fossil der kleinen Flusspferdart Phanourios minor

Zypern, das seit mindestens 5 Millionen Jahren isoliert ist, war ein Gebiet, wo sich durch Inselverzwergung entstandene Arten nachweisen ließen, wie Phanourios minor, eine kleine Flusspferdart, oder der Zwergelefant (Elephas cypriotes). Sie verschwanden, obwohl dies nicht die Ursache sein muss, als die ersten Menschen auf der Insel erschienen.
Zu den Säugetierarten erschienen bis 1990 nur zwei Untersuchungen, nämlich von Dorothea Bate (1903) und von Friederike Spitzenberger (1978/79). Bate wies 15 Säugetierarten nach, Spitzenberger 20, darunter sechs bzw. elf Fledermausarten.

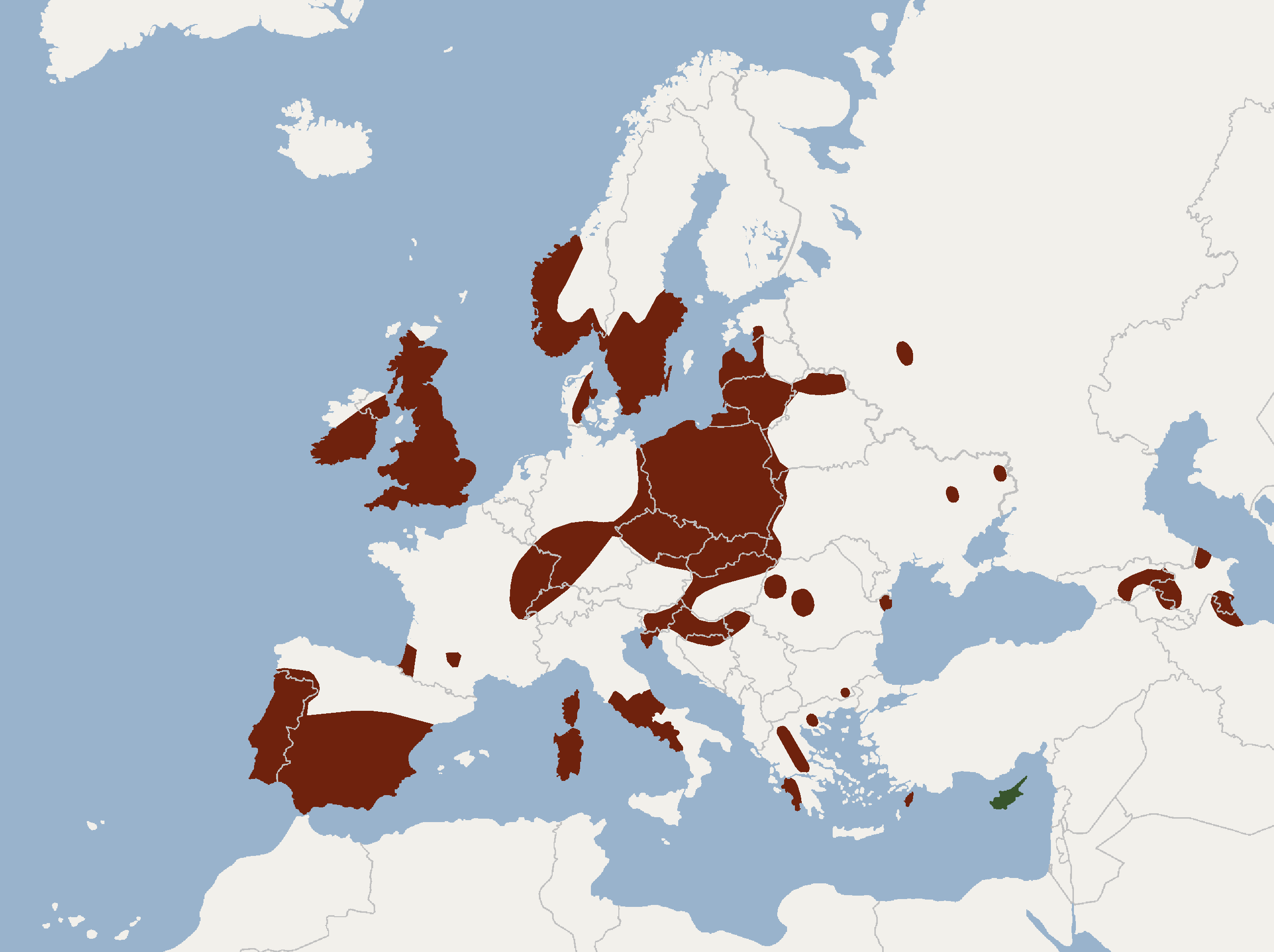
Verbreitungsgebiet von Pipistrellus pygmaeus, der Mückenfledermaus, mit ihrer Unterart auf Zypern

Peter Boye et al. konnten 1990 insgesamt 16 Arten nachweisen, heute sind 22 bekannt. Schon früh war der Nilflughund nachgewiesen worden, die Art, die bis heute am häufigsten ist und an zwei Stellen auf dem Karpas fassbar ist, später die Weißrandfledermaus, die zweithäufigste Art, die auch an sechs Stellen im Karpas nachgewiesen ist, etwa in der Kirche Panagia Chrysiotissa in der Ruinenstadt Afendrika. Hinzu kommen die Kleine und die Große Hufeisennase (erstere nur im Westen des Karpas), dann die Blasius-Hufeisennase. Zwar auf Zypern, aber nicht auf dem Karpas ließen sich die Langflügelfledermaus und das Große Mausohr nachweisen, nebst Kleinem Mausohr (im West-Karpas), schließlich ein einziges Exemplar der Meheley-Hufeisennase, dazu die eher zweifelhafte Langfußfledermaus. Die Alpenfledermaus kommt im Westen des Karpas vor, jedoch nur weiter westwärts die Breitflügelfledermaus, wohingegen sich die verwandte Küstenfledermaus (Eptesicus anatolicus) auf dem Karpas findet. Der Kleine Abendsegler fand sich im Troodos, hinzu kommen Großer Abendsegler (unsicher) sowie Riesenabendsegler im Troodos. Boyce ergänzte 1990 die Mittelmeer-Hufeisennase, ohne jedoch den Ort anzugeben, was damit fraglich bleibt, die Fransenfledermaus (im West-Karpas) und das Graue Langohr. 2001 kamen noch die Wimperfledermaus aus einer Mine im Troodos in über 1600 m Höhe und endlich die Mückenfledermaus hinzu, Letztere ist der östlichste Fund, stellt aber möglicherweise eine Unterart dar (Pipistrellus pygmaeus cyprius). Das Balkan-Langohr ließ sich bisher nur im Westen und Nordwesten der Insel nachweisen, ebenso wie die Europäische Bulldoggfledermaus. Insgesamt sind heute 22 Fledermausarten auf der Insel bekannt, davon fand sich knapp die Hälfte auch auf dem Karpas. Genetische Untersuchungen erwiesen eine nähere Verwandtschaft zu europäischen Arten als zu denen aus der Levante, so dass hier eine frühere und eine spätere Migration angenommen werden.
Nach dem Management Plan for South Karpaz Beaches SEPA (dabei steht SEPA für „Special Environmentally Protected Area“) des Jahres 2010 fanden sich darüber hinaus sehr selten Exemplare der vom Aussterben bedrohten Mittelmeer-Mönchsrobbe und Vertreter der einzigen in Europa existierenden Flughundart, des Nilflughundes.

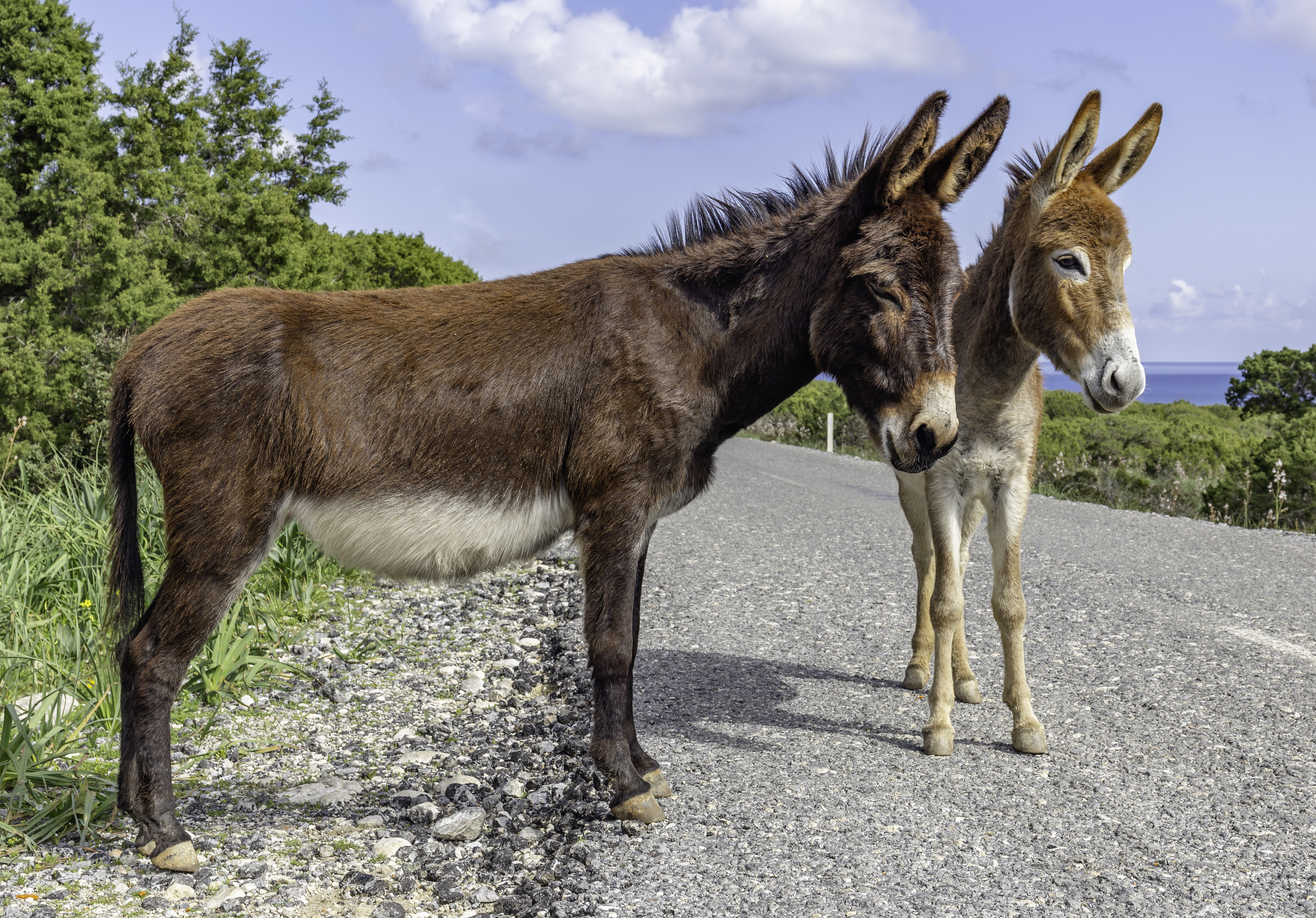
Zwei Esel, die auf der Halbinsel leben

Im Osten der Halbinsel leben mehrere Hundert während und nach dem Bürgerkrieg von 1974 freigelassene Esel, deren Zahl 1997 auf 300 bis 400 geschätzt wurde. Eine Studie von 2005 kam auf mehr als die doppelte Zahl. Das Gebiet, in dem sie leben, wurde zunächst vergebens abgezäunt und ohne weitere Maßnahmen zu einem Schutzgebiet erklärt.

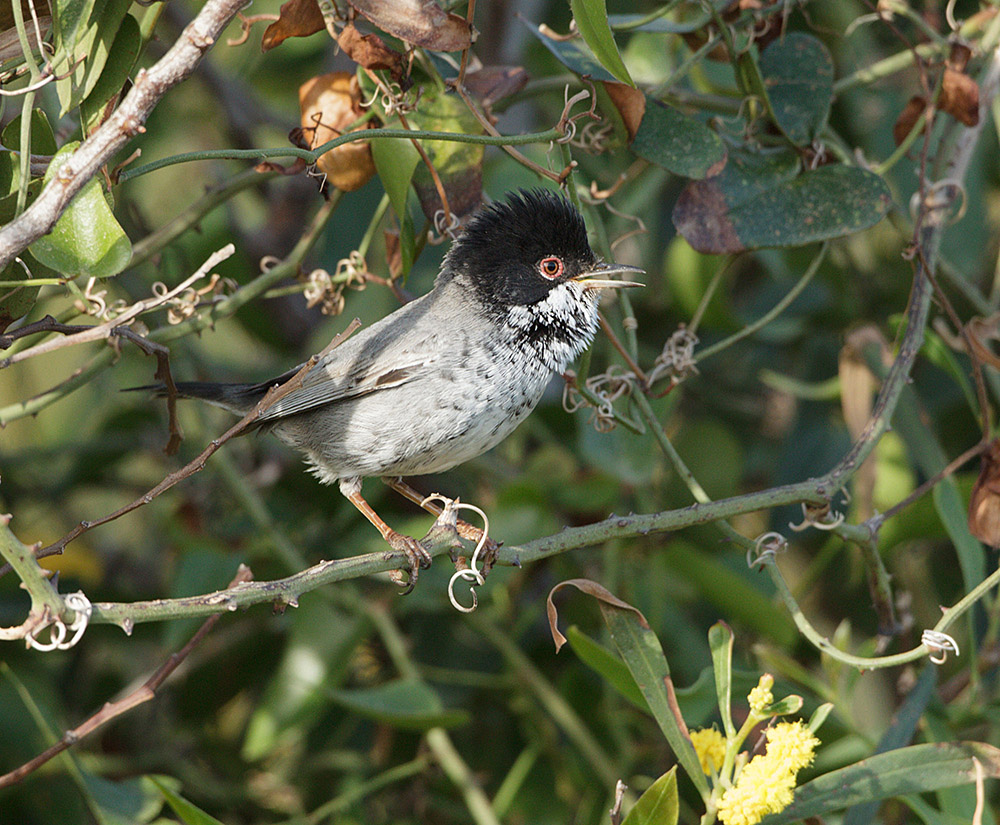
Die endemische Schuppengrasmücke (Sylvia melanothorax), ein Singvogel aus der Gattung der Grasmücken

Die als Suppenschildkröte oder Grüne Meeresschildkröte bekannte Chelonia mydas kommt vor allem an den Küsten des Karpas vor, aber auch die unechte Karettschildkröte. Diese sind die beiden Schildkrötenarten des Mittelmeers. Bei Girne werden die Weibchen im Frühsommer an den Alagadi-Stränden seit 1994 geschützt, indem nachts die Strände abgeriegelt und die Gelege geschützt werden. Die Bestände erholen sich dort zum Teil. Insgesamt wurden 2011 in Nordzypern 965 Nester der unechten Karettschildkröte registriert (der Süden spielt hierbei praktisch keine Rolle), deren Bestand von 2000 bis 3000 Weibchen sich stabilisiert hat. Zudem wurden 44 Chelonia-Gelege mehr gezählt als je zuvor; dabei geht man von 300 bis 400 Weibchen aus, die äußerst ortstreu sind (im Gegensatz zur unechten Karettschildkröte). Etwa ein Drittel der Population sucht seine Gelegeplätze am Karpas; auf Zypern werden insbesondere von Ende Mai bis Juli die Strände von Alagadi und die der Ronnas-Bucht am Karpas bevorzugt.
Die Avifauna wurde erst spät untersucht. In den Bergen wird der Habichtsadler hin und wieder gesichtet, wohingegen die Steppenweihe regelmäßig auf dem Karpas überwintert. Der Karpas ist möglicherweise die wichtigste Wanderungsstation Europas für diese Art. An endemischen Arten finden sich die Schuppengrasmücke und der Zypernsteinschmätzer (Oenanthe cypriaca) aus der Familie der Fliegenschnäpper. In großer Zahl findet man Arten wie die Blauracke, den Häherkuckuck und verschiedene Arten aus der Familie der Würger.

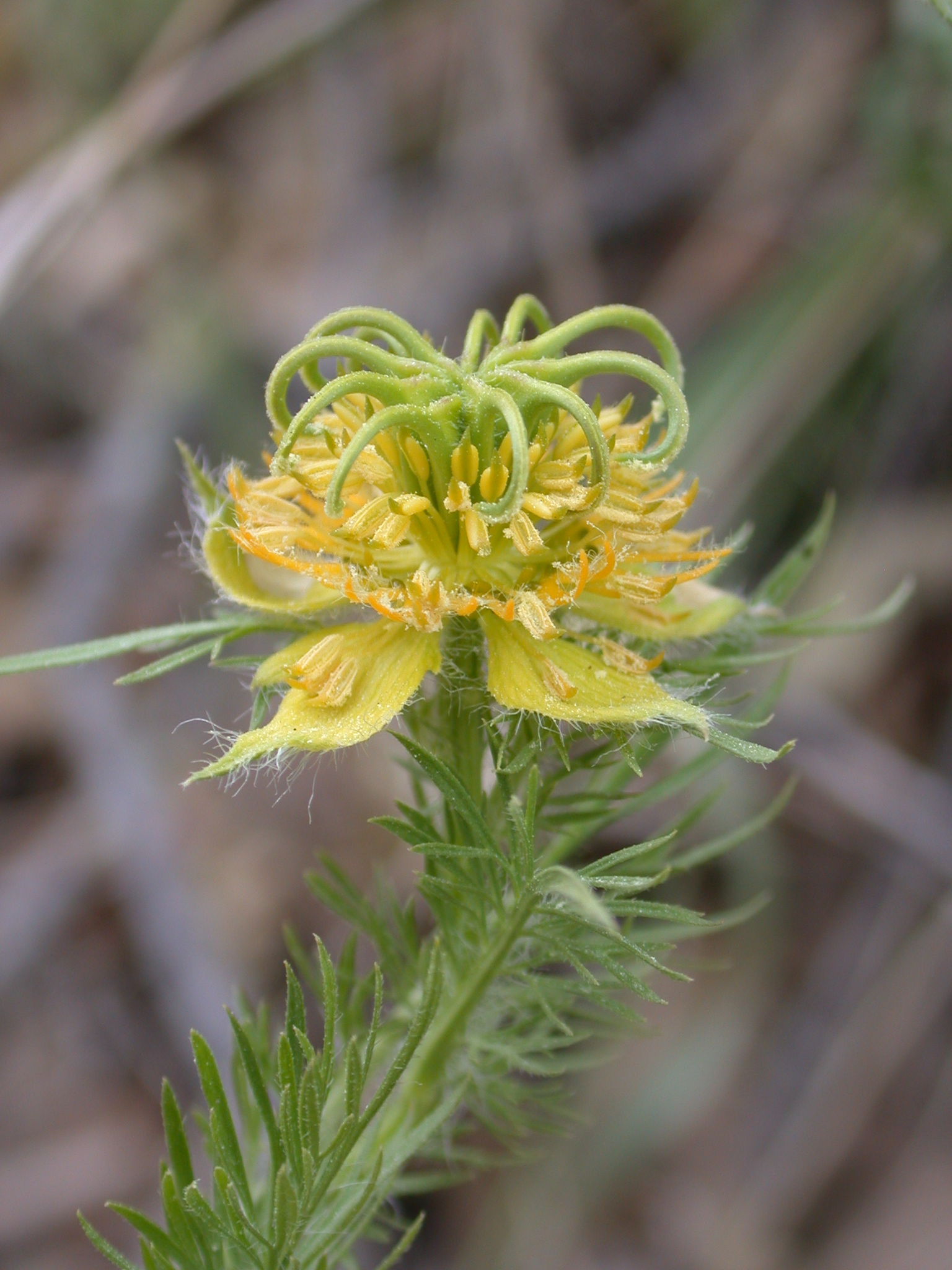
Nigella ciliaris

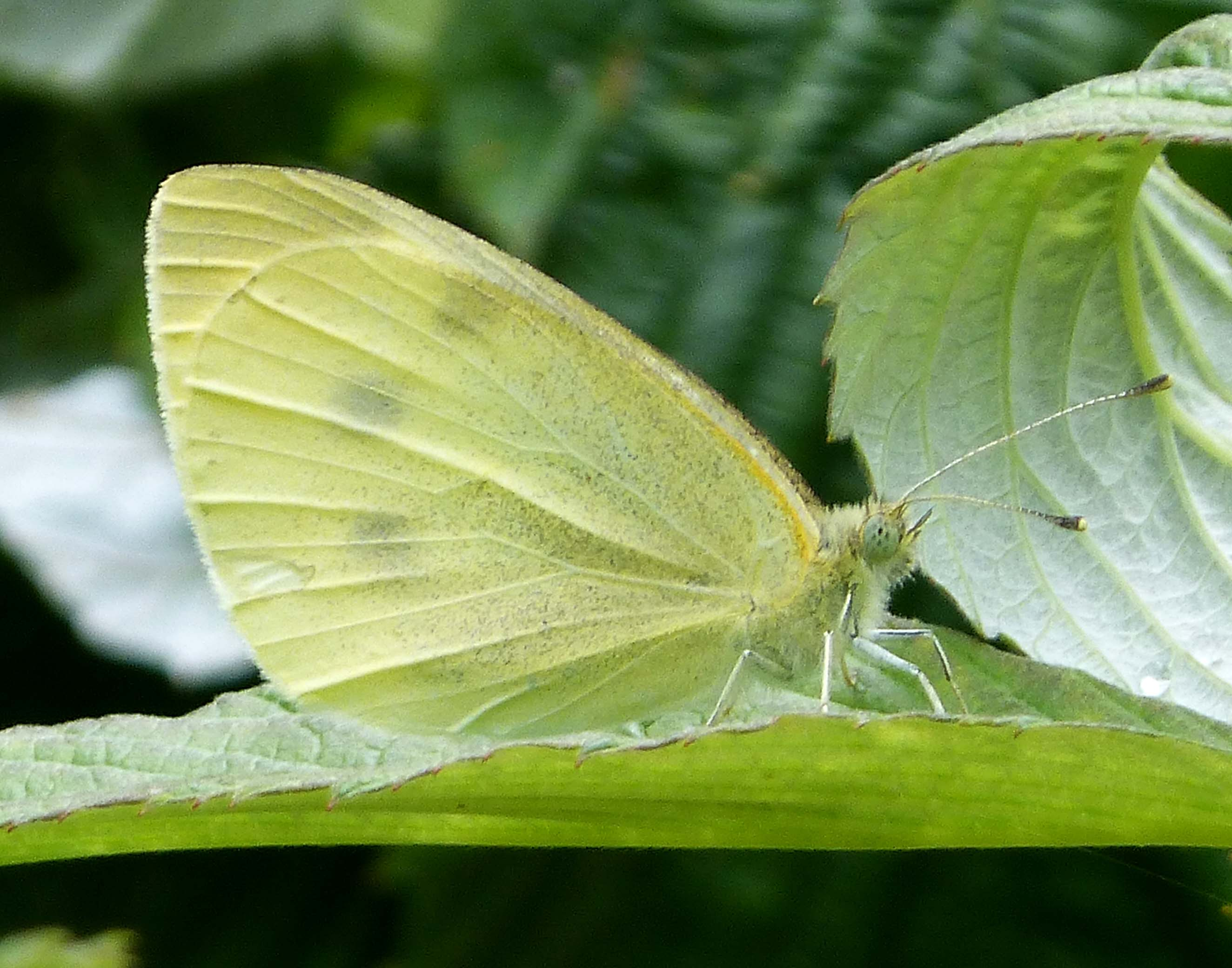
Artogeia rapae oder Pieris rapae (Kleiner Kohlweißling)

Am Ronnas, einem Fluss nahe dem Ostende der Halbinsel, befindet sich ein natürliches Feuchtbiotop von größter Bedeutung, das teilweise zur Karpaz Special Environmentally Protected Area (SEPA) gehört. Dort finden sich seltene Arten wie Wasserminze und Nigella ciliaris aus der Gattung der Schwarzkümmel. Darüber hinaus wurden 32 Vogelarten im Flusssystem registriert. Das Gebiet zählt zu den 34 Important Bird Areas der Insel, also zu den 34 wichtigen Vogelgebieten. Das Gebiet mit einer Fläche von knapp 59 ha ist besonders wichtig wegen seiner endemischen Arten, aber auch mit Blick auf vier bedrohte Arten. Als gesichert gelten die Schuppengrasmücke und der Zypern-Steinschmätzer (Oenanthe cypriaca) mit seinem endemischen Status. Ähnlich große Populationen weisen die Samtkopf-Grasmücke und die Kappenammer auf. Unter den dort brütenden Arten, die als gefährdet gelten, findet sich die Blauracke, für die der Karpas das zweitwichtigste Gebiet darstellt, und die Korallenmöwe, für die die Kleides-Inseln von größter Bedeutung sind, und die nur auf der Insel Lefkonidos brüten. Zu den Zugvögeln, die dort brüten und zugleich als bedrohte Arten gelten, zählt einerseits der Rotfußfalke, andererseits die Steppenweihe. Die Kleides-Inseln sind einer der wichtigsten Plätze für die Krähenscharbe Phalacrocorax aristotelis desmarestii. Wichtige Bruthabitate bietet das Gebiet darüber hinaus für den Triel, die Zypern-Zwergohreule (Otus cyprius), den Steinkauz, den Halsbandfrankolin, das Chukarhuhn sowie die Haubenlerche.
An Schmetterlingsarten fanden sich: Großer Kohlweißling, Kleiner Kohlweißling, Kleopatra-Falter, Distelfalter, Aurorafalter und Gegenes pumilio, eine seltene Art aus der Familie der Dickkopffalter sowie sechs weitere Arten. Angesichts der reichen Bestände gilt der Karpas als besonders schützenswert, zumal die Bestände in Europa zwischen 2000 und 2010 um 31 % eingebrochen sind. Auf Zypern sind bisher 53 Schmetterlingsarten bekannt, darunter drei endemische, die sich auch auf dem Karpas fanden, nämlich die auf Zypern recht häufige Maniola cypricola, eine Art, die vor allem Centaurea hyalolepis aus der Gattung der Flockenblumen braucht, die sich vornehmlich an Feldrändern findet, dann Hipparchia cypriensis sowie Glaucopsyche paphos. Am häufigsten waren auf dem Karpas im Jahr 2006 Maniola cypricola, Mattscheckiger Braun-Dickkopffalter und Distelfalter; nachweisen ließen sich elf Arten.

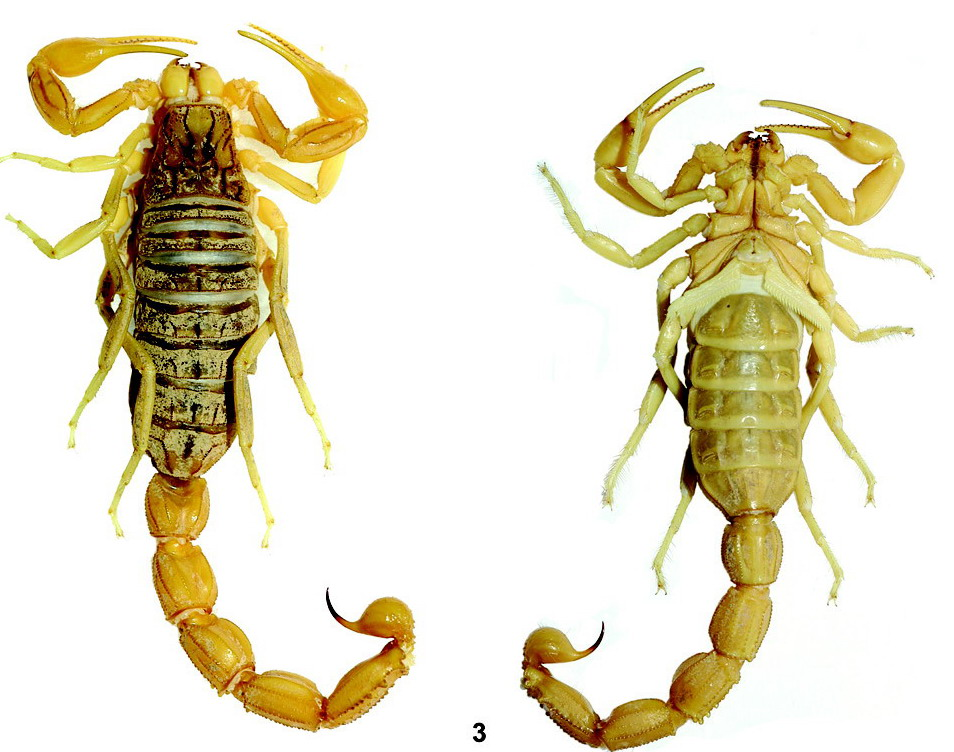
Zwei weibliche Tiere der Art Buthus kunti

Unmittelbar an der Küste leben extrem seltene Tierarten, wie sich 1997 und 1998 an vier Stationen am Karpas erwies, als sechs Arten und fünf Unterarten aus vier Familien der Spritzwürmer nachgewiesen werden konnten. Sie gehörten zu den Familien der Golfingiidae, Phascolionidae, Phascolosomatidae und der Aspidosiphonidae. Allein vier Arten wurden zum ersten Mal im östlichen Mittelmeer in Tiefen bis zu 600 m nachgewiesen, nämlich Nephasoma (Nephasoma) constrictum sowie drei Arten aus der Familie der Phascolosomatidae: Phascolosoma (Phascolosoma) scolops, agassizii agassizii und stephensoni. Auch wurden von der Art Buthus kunti aus der Familie der Buthidae, der größten Skorpionfamilie, im Osten der Karpas-Halbinsel zwei der drei Exemplare auf Zypern nachgewiesen. Schließlich konnte die Art Aegaeobuthus cyprius im Westen der Halbinsel nachgewiesen werden.
Auf Zypern ließen sich drei Amphibien und 24 Reptilien nachweisen, von denen die meisten auch auf dem Karpas vorkommen. Sie wurden bereits ab den 1880er Jahren untersucht. Phoenicolacerta troodica ist eine endemische Echsenart, Hierophis cypriensis eine endemische Schlangenart; auf dem Karpas kommt zugleich die Levanteotter vor. Hinzu kommt eine Reihe von endemischen Unterarten.

## Bevölkerung
Die Bevölkerungsdichte der Halbinsel ist vergleichsweise gering. Dort lebten 2010 nur knapp 23.400 Menschen, was einer Bevölkerungsdichte von 26 Einwohnern/km² entspricht, während dieser Durchschnitt in der Türkischen Republik Nordzypern bei 78 lag, auf der Gesamtinsel sogar bei etwa 120. Die Bevölkerung war zudem ungleichmäßig auf die sechs Munizipalitäten verteilt. Während İskele im Jahr 2010 7.613 Einwohner zählte, lag Yenierenköy bei 5.693, Mehmetçik bei 3.381, Büyükkonuk bei 2.885 und Dipkarpaz bei 2.398. Hinzu kommt als 6. Verwaltungseinheit Tatlısu mit 1.379 Einwohnern. Insgesamt bildet die Bevölkerung 9 % der Bevölkerung der Türkischen Republik Nordzypern und wenig mehr als ein Fünfzigstel der Einwohner ganz Zyperns.
Das geringe Wachstum der Halbinsel, die 1921 bereits 21.776 Einwohner zählte, besteht seit gut einem Jahrhundert. Während der Karpas bei den Zählungen der Jahre 1881, 1891 und 1901 mit einem Anstieg von 12.186 über 15.168 auf 18.200 Einwohner im Bezirk Famagusta die höchste Zuwachsrate aufwies – diese entsprach einem Anstieg von fast 50 % binnen 20 Jahren –, fiel dieses in den folgenden Jahrzehnten drastisch ab. 1911 zählte man 19.919 Einwohner. Allerdings kamen 1891 einige Dörfer, wie Akanthou oder Davlos zum Unterbezirk (Nahieh) Karpas hinzu, die bei der Zählung von 1881 noch zu Mesaoria gehört hatten.
Der Anteil der männlichen Bevölkerung lag 2010 bei 51,6 %, der der weiblichen bei 48,4 %. Etwa 70 % der Einwohner waren 15 bis 64 Jahre alt, 22,5 % unter 15, 9,5 % sind älter als 64. Das Bevölkerungswachstum lag bis dato pro Jahr bei 2,4 %, wobei das natürliche Wachstum nur bei 0,9 % lag. Die Jüngeren wandern aus Mangel an ökonomischen Möglichkeiten häufig ab.

## Religion und Sprache
Nach dem Zensus des Jahres 1960 lebten 20.150 Griechen und 5.778 Türken auf dem Karpas. Im Laufe der Zypernkrise floh bis 1975 der überwiegende Teil der Griechen, die fast ausnahmslos der griechisch-orthodoxen Kirche angehörten, in den Süden der Insel, während die meisten Türken, ebenso fast ausnahmslos Sunniten, manche auch Anhänger anderer islamischer Konfessionen, nordwärts flohen. Die größte griechisch-orthodoxe Gemeinde Rizokarpaso hatte 2015 vielleicht noch 250 Mitglieder. Die Sunniten stellen heute die Mehrheit der Bevölkerung auf der Halbinsel. Die lange auf der Halbinsel lebenden Maroniten wurden in den Volkszählungen unter „Griechen“ subsumiert und sind daher schwer zu fassen. Ihre Zahl wird auf ganz Zypern auf nur noch 6.500 geschätzt, in Rizokarpaso siedelten sich, nachdem dies 2017 wieder erlaubt worden war, 50 von ihnen an; in ganz Nordzypern waren 245 Maroniten verblieben, 345 siedelten sich wieder dort an.
Während 1881 noch 2.454 Muslime die griechische Sprache als Muttersprache angaben, was 5 % der türkischen Gruppe entsprach, waren es 1946 nur noch 1.080 „Türken“, die für gewöhnlich Griechisch sprachen. Noch 1960 erklärten 29 % der Türken, Griechisch als Zweitsprache zu beherrschen. Heute sprechen fast alle Einwohner Türkisch, Griechisch wird nur noch von der griechischen Minderheit beherrscht.

## Geschichte
Erhan Öztepe führte 2007 genau 60 archäologische Stätten auf, die weite Teile der Grundlage für die vorschriftliche Geschichte Nordzyperns bieten. Dabei reicht die Geschichte des Karpas rund 10.500 Jahre zurück.

### Mesolithikum: Jäger und Sammler aus Anatolien (um 9600 v. Chr.)
Etwa auf 9600 v. Chr. wurden die ältesten menschlichen Spuren auf Zypern datiert, wenn auch der Faustkeil von Kholetria-Ortos im Südwesten der Insel als Acheuléen-Werkzeug gedeutet wurde. Die Bewohner von Akrotiri waren Jäger und Sammler, die Wildschweine aus Anatolien mitbrachten, um sie an der Südspitze der Insel zu hüten. Bisher wurden auf dem Karpas, der ja sehr viel näher an Anatolien liegt, keine Überreste dieser Kultur entdeckt. Die Entfernung zwischen der festländischen Küste und dem nächsten Punkt auf der Karpas-Halbinsel, die etwa 70 km maß, stellte dabei ein enormes Hindernis dar. Denn auch wenn der Meeresspiegel während des letzten eiszeitlichen Maximums 130 m niedriger lag als heute, so reduzierte sich in dieser Zeit die Entfernung nur von 70 auf 63 km. Allerdings tauchte bei diesem niedrigen Wasserstand eine heute unter dem Meeresspiegel liegende Insel auf, so dass zunächst eine Entfernung von 45 und dann von 18 km überwunden werden musste. Dennoch gilt als gesichert, dass ab dem 9. Jahrtausend v. Chr. ein regelmäßiger Bootsverkehr mit der Levante und Anatolien bestand, der wiederum Voraussetzung für die neolithischen Migrationsbewegungen war.

### Neolithikum: Fischer und Bauern (ab 8400 v. Chr.), Zuwanderung von Keramikern (4500 v. Chr.)
Der älteste Fundplatz Nordzyperns ist Akanthou-Arkosykos (türk.: Tatlısu-Çiftlikdüzü) am Westrand der Karpas-Halbinsel, dessen Artefakte bis 8400 v. Chr. zurückreichen. Damit besteht zwischen den Mesolithikern und den ersten Neolithikern eine zeitliche Lücke von über tausend Jahren. Im Gegensatz zu den Funden im Süden der Insel gehören diese bereits einer neolithischen Kultur an, also keiner aneignenden, sondern einer produzierenden Kultur. Es wurde eine 400 mal 70 Meter messende Siedlung aus mindestens sechs runden Häusern mit Terrazzo- oder Geröllfußböden ausgegraben. Zudem fanden sich Überreste eines Bootes und Angeln, dazu Obsidian in großen Mengen und Muscheln. Neben Fisch und Fleisch gehörten wilde Linsen, Gerste, Oliven und Mandeln zu den Grundnahrungsmitteln. Die bäuerlichen Siedler hielten Ziegen, Schafe, Schweine und Rinder, dazu Damwild, Hunde und Füchse. Schafe und Mesopotamische Damhirsche, von denen sich auch auf dem Karpas, nämlich am Cap Andreas, frühe Überreste fanden, wurden erst um 8000 v. Chr. eingeführt, Das mesopotamische Wild wurden später zum reinen Jagdwild. Ob die Siedler aus der Levante kamen und den Landbau mitbrachten, wie ab etwa 8300 v. Chr. in Kissonerga-Mylouthkia im Südwesten Zyperns, ist unklar.

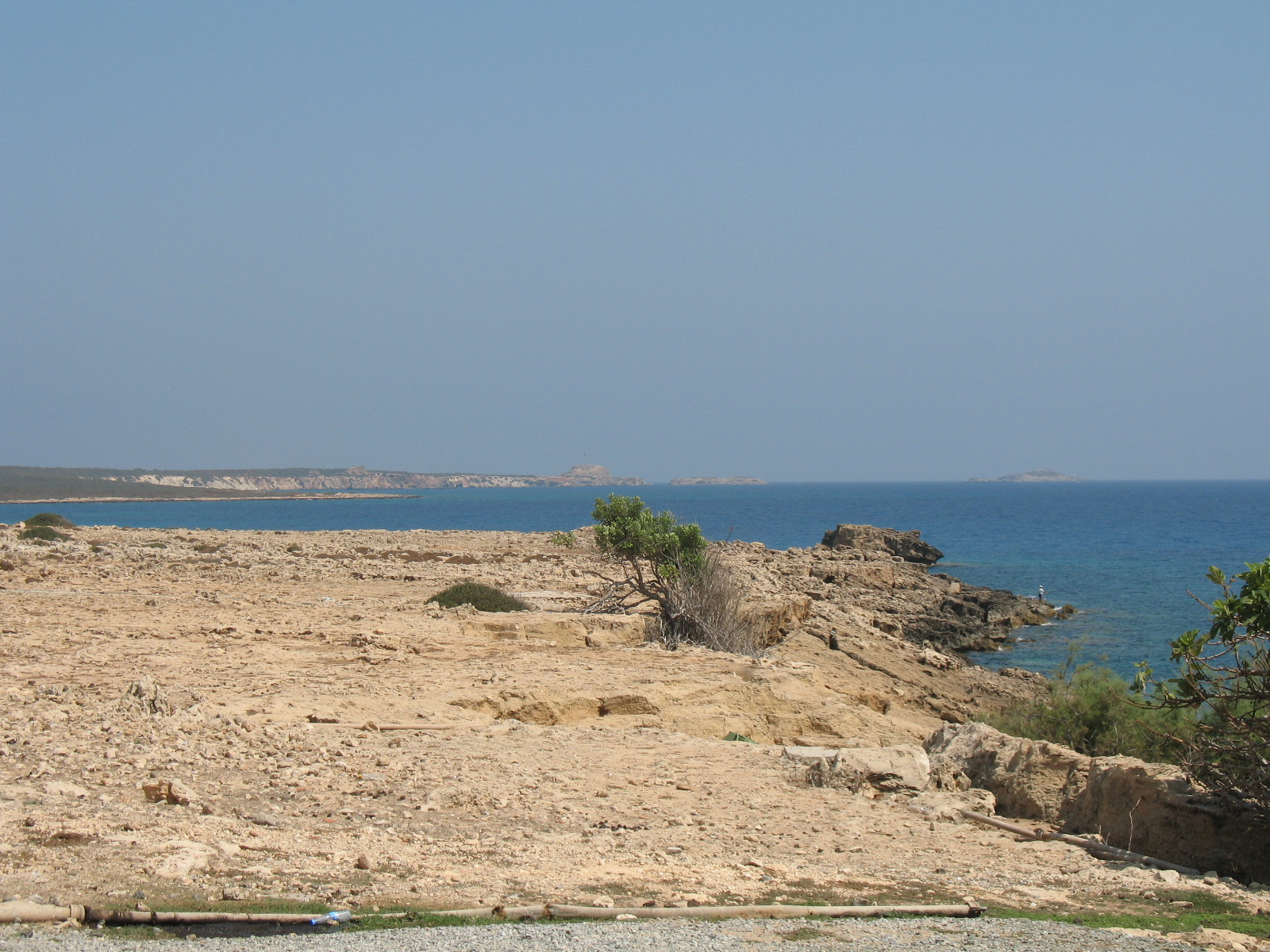
Blick über das Kap des Apostels Andreas (Zafer Burnu)

Eine weitere, um 5600 v. Chr. datierte Siedlung des präkeramischen Neolithikums wurde in Kastros am südlichen Abhang des Kap Apostolos Andreas an der Ostspitze des Karpas 1969 entdeckt und zwischen 1970 und 1973 ausgegraben. Nach der türkischen Invasion 1974 waren weitere Untersuchungen nicht mehr möglich, 2005 wurde die Siedlung zerstört. Sie wies die für die Zeitstellung typische Bebauung aus runden sowie gerundeten Häusern auf und schmiegte sich in den wie ein natürliches Theaterrund geformten Hang, dem ein Plateau von 1700 m² Siedlungsfläche vorgelagert war. Die Häuser maßen im Schnitt etwa 2,50 × 2,80 m und boten rund 5,00–6,80 m² Wohnfläche. Drei Bestattungen konnten geborgen werden. Die Bewohner dieser kleinen Siedlung ernährten sich vornehmlich von Meeresfrüchten und Fischen.
Unklar ist, wann das keramische Neolithikum auf Zypern einsetzte, da Keramik zwischen 5100 und 4500 v. Chr. nur durch drei Fundstücke repräsentiert ist, von denen zwei aus Aghios Epiktitos Vrysi bei Kyrenia stammen. Die Siedlungen der neu zugewanderten Keramiker, die ab 4500 v. Chr. den Westen Zyperns und die Karpas-Halbinsel besiedelten, fanden sich an der Küste und auf befestigten Hügeln. Wichtige Fundstätten sind das der Sotira-Kultur den Namen verleihende Sotira-Teppes sowie das besagte Ayios Epiktitos-Vrysi. Sotira mit seinen 47 Bauwerken wurde Anfang des 4. Jahrtausends aufgegeben. In Ayios Epiktitos-Vrysi fanden sich bis zu sechs Meter tiefe Grubenhäuser, ebenso wie in Philia-Drakos, Troulli (in der Pufferzone zwischen Nordzypern und der Republik Zypern) und Chirokitia. Im Gegensatz zu den Rundhäusern der Akeramiker, die früher die Insel bewohnt hatten, waren die Häuser der keramischen Phase rechteckig, wenn auch mit abgerundeten Ecken. Dabei scheint es, darauf weisen Keramikuntersuchungen hin, einen deutlichen Unterschied zwischen den Gruppen des Nordens und denen des Südens gegeben zu haben.

### Fundlücke (3900–2000 v. Chr.), SpätereBronzezeit: Herrschaftszentren, Regionalstile und Töpferscheibe, Festungsbauten

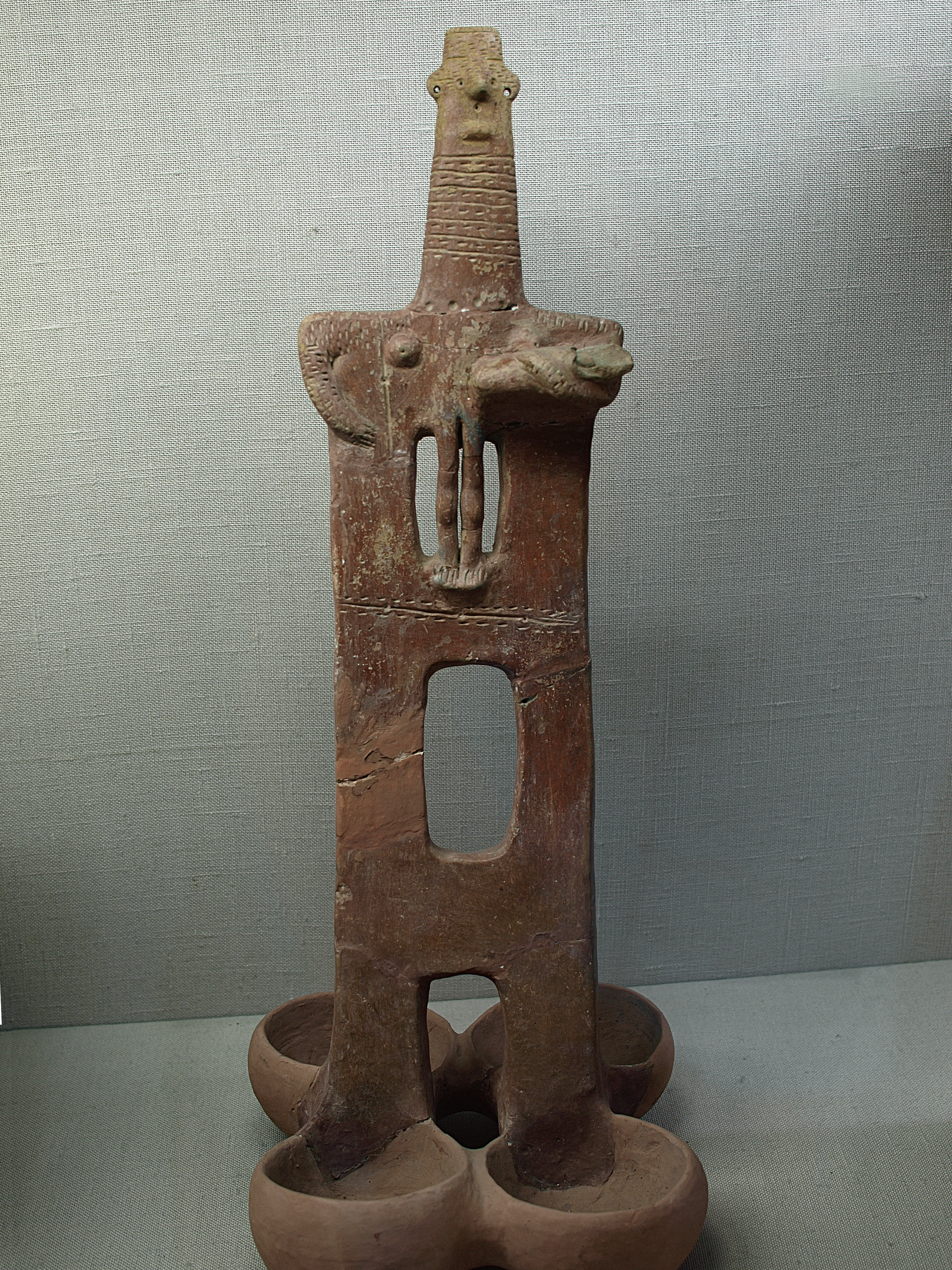
Bronzezeitliches Idol nicht bekannter Herkunft, etwa 2400–2000 v. Chr., Zypernmuseum

Aus der Kupfersteinzeit (etwa 3900–2500 v. Chr.), sind auf der Karpas-Halbinsel keine Fundstätten bekannt, was wohl an mangelnden Untersuchungen liegt. Ähnliches gilt für die Bronzezeit, die üblicherweise nach 3000 bis etwa 1180 v. Chr. angesetzt wird, und deren frühe Phase, die Philia-Kultur (ca. 2500–2000 v. Chr.), die auf der gesamten Insel vertreten ist, nur nicht auf dem Karpas. Die Jagd ging in jedem Falle zurück und die Viehzucht, allen voran von Ziege und Schwein, nahm zu. Auch wurde die Vorratshaltung ausgeweitet und Verteilzentren einer Führungsschicht lassen sich wahrscheinlich machen, wobei am Ende der Spätkupferzeit die Siedlungen dreigeteilt waren. Darüber hinaus zeichnet sich ein ideologischer Richtungswechsel in den Begräbnissitten ab, was möglicherweise mit der verstärkten Einfuhr von Gütern zusammenhing, sowie der Entstehung entsprechender Zentralorte.
In der Übergangsphase zur Spätbronzezeit entstanden auf der Insel, die bis zu den Ptolemäern laut Strabo nie unter einer einheitlichen Oberherrschaft stand, bedeutende Siedlungen wie Enkomi (um 1700 bis 1050 v. Chr.), Toumba tou Skourou bei Morfou, Hala Sultan Tekke im Bezirk Larnaka und Kourion westlich von Limassol. Mitunter wurde angenommen, es könnte einem dieser Machtzentren gelungen sein, die gesamte Insel zu beherrschen, doch es existieren Hinweise auf Auseinandersetzungen zwischen den Zentren des Nordens und denen des Südostens in der späten Bronzezeit. Die Forschung geht zunehmend von einer fortdauernden Zersplitterung aus.

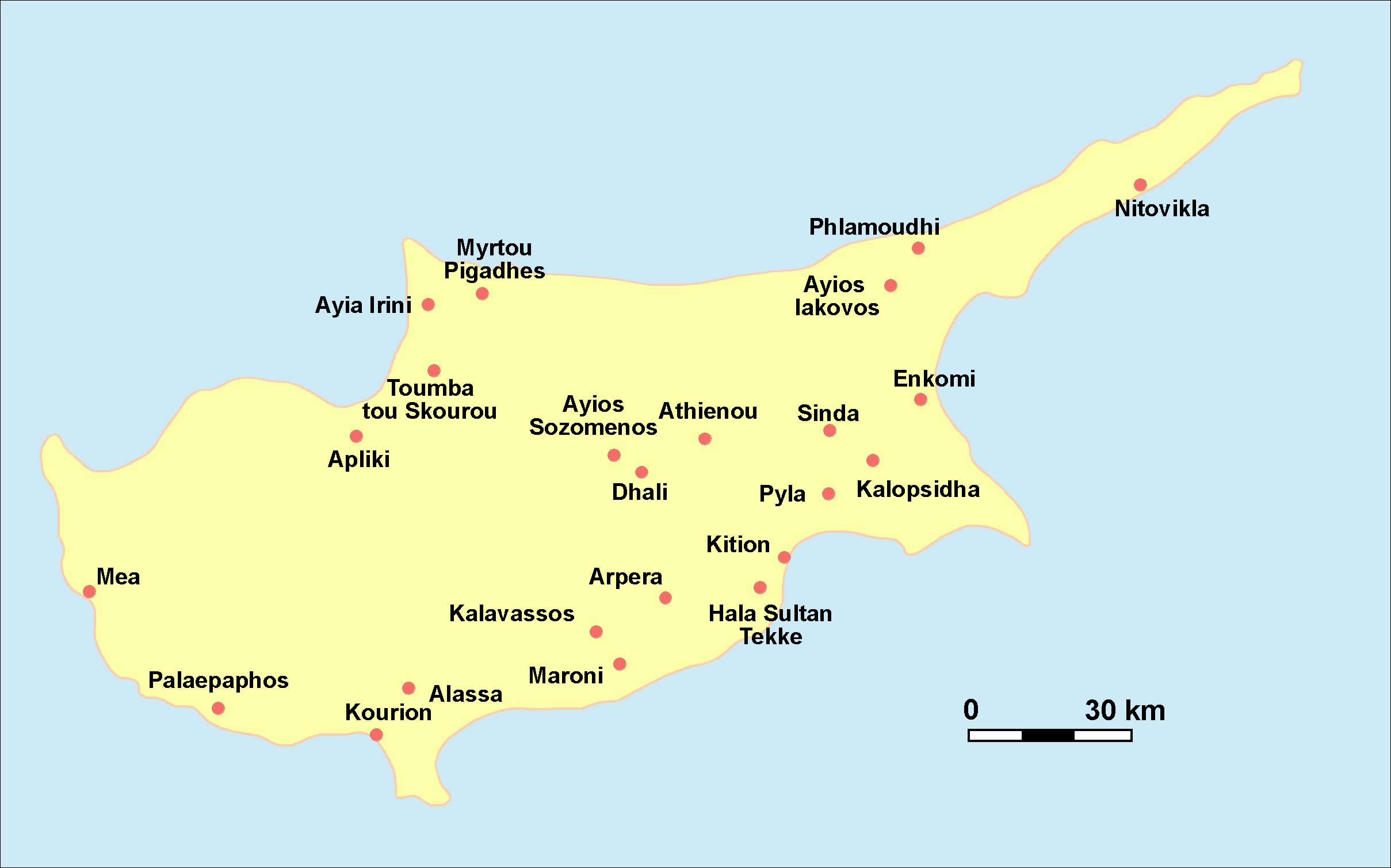
Bedeutende Fundstätten der späten Bronzezeit: Auf dem Karpas sind dies Ayios Iakovos, Phlamoudhi und Nitovikla.

Für die Handelsrouten der Produktionszentren, vor allem für die Ausfuhr von Kupfer, war, so wurde angenommen, die Kontrolle über die Karpashalbinsel von erheblicher Bedeutung. Dort entstand in diesem Zusammenhang die um 1500 v. Chr. errichtete Festung von Nitovikla, bei der es sich um ein Zentrum handelte, wo allerdings nur Abgaben in Naturalienform gesammelt und verteilt wurden, bei der es sich aber auch um eine Fluchtburg gehandelt haben könnte. Zudem ist dort die spätbronzezeitliche Siedlung von Ayios Iakovos (Altınova) im Westen der Halbinsel zu nennen. Nordöstlich davon lag, einen Kilometer nördlich von Phlamoudi, auf dem Vounari genannten Hügel ein 1970 bis 1973 untersuchtes Heiligtum, möglicherweise mit einer zugehörigen Palastanlage, das während der mittleren und späten Bronzezeit von etwa 1650 bis 1350 v. Chr. genutzt wurde. Insgesamt fanden sich von den 22 auf Zypern bis 2008 bekannten Festungen aus der Mitte des 2. Jahrtausends allein sechs auf dem Karpas. Neben Nitovikla war Phlamoudi-Vounari von großer Bedeutung, allerdings hing der massive Bau von Festungswerken wohl nicht mit dem Kupferhandel zusammen, dessen Zentren weiter im Süden lagen. Sie boten aber ihrerseits, als sie gebaut waren, ein zentrales Machtmittel zur Kontrolle über die Landschaft und ihre Bewohner.
Nahe Vounari besteht noch eine hellenistische Höhle, aus der Steine geschnitten wurden, sowie die in Sichtweite befindliche spätbronzezeitliche Fundstätte Phlamoudi-Melissa, die die größere Stätte darstellt. Phlamoudhi war, wie Melissa, ab etwa 1800 v. Chr. in Gebrauch und hielt sich bis ins Late Cypriot IIA, also bis ins frühe 14. Jahrhundert v. Chr., während Melissa erst um 1200 v. Chr. durch ein Erdbeben zerstört wurde. Über Vounari wurde Keramik nach Enkomi ausgeführt, wie sich anhand der ältesten zyprischen Siegel belegen ließ. Die vier übrigen Festen waren Lythragkomi-Troullia, Davlos-Pyrgos, Agios Thyrsos-Vikla und Rizokarpaso-Sylla.
Auf der Halbinsel entwickelte sich in der späten Bronzezeit ein eigener Keramikstil, der geradezu eine Rot-auf-Weiß-Region ausbildete. Bedeutende Grabungsstätten auf der Halbinsel im Zusammenhang mit dieser Ware sind: Galinoporni (Höhle I), Paleoskoutella und Nitovikla, die nahe beieinander an der Südküste weit im Osten liegen, sowie Ayios Iacovos im Hinterland. Dort hatte sich schon mit einem Weiß-Stil in der Mittleren Bronzezeit zwischen 1750 und 1550 v. Chr. ein Regionalstil entwickelt, der im ganzen Osten der Insel verbreitet war. Spätestens seit dieser Zeit wurde Keramik auf der Töpferscheibe hergestellt. Wichtigste Fundorte sind Agios Iakovos, Akanthou-Rombos, Phlamoudi-Melissa, Kantara und Ayios Theodoros Petra-Stiti im Westen und Arkades, Agios Thyrsos-Vikla und Galinoporni weiter im Osten des Karpas.
Claudia Glatz nimmt an, dass Enkomi von Bewohnern der Mesaoria-Ebene und von der Karpas-Halbinsel gegründet wurde. Paleoskoutella (auch Korovia Paleoskoutella) wurde durch einen sehr großen Tumulus (eine ansonsten nur in Enkomi und einem weiteren Ort nachweisbare Bauweise) überragt, um den herum sich in gleichmäßigen Abständen etwa 20 kleinere Grabhügel über Steinkisten erhoben. Unter dem besagten Tumulus fanden sich in Grab 7 Überreste von vierzehn Toten, die zur gleichen Zeit beigesetzt worden waren. Anscheinend waren deren Knochen nach einiger Zeit aus den kleineren Tumuli eingesammelt, entfleischt und dann erneut beigesetzt worden, was sich ansonsten auf dem Karpas nur in Ayios Iakovos belegen lässt und eher aus Palästina bekannt ist.
Viele der Siedlungen wurden zwischen 1300 und 1100 v. Chr. zerstört, wohingegen Enkomi, das gleichfalls zu Anfang des 12. Jahrhunderts zerstört worden war, erst nach dem Erdbeben von 1075 v. Chr. gegen 1050 endgültig zugunsten von Salamis aufgegeben wurde.

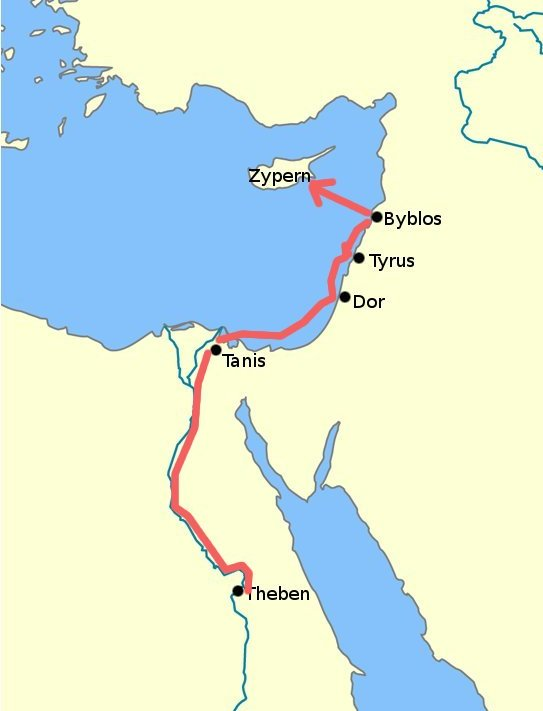
Landkarte mit der vermuteten Reiseroute Wenamuns

Wegen ihrer Größe wurde die Stadt von der Forschung mit dem in den Quellen genannten Alašija identifiziert, das Ägypten und dem Hethiterreich ebenbürtig war, weil es durch seine Kupferproduktion prosperierte. Der einzig bekannte Königsname ist Kušmešuša, der wohl Ende des 13. Jahrhunderts die Insel beherrschte. Zuletzt wird Alašija im 11. Jahrhundert von dem Ägypter Wenamun erwähnt, der dort von Königin Hatbi empfangen wurde. Der Handel der Insel war zur Zeit Kušmešušas von großer Bedeutung, in den diplomatischen Gepflogenheiten der Zeit stand Alašija vor Ugarit, dessen König Kušmešuša als seinen Sohn titulierte.

### Archaische Periode (750–321 v. Chr.): Königreich Salamis, Chelones-Rani, Assyrer und Ägypter

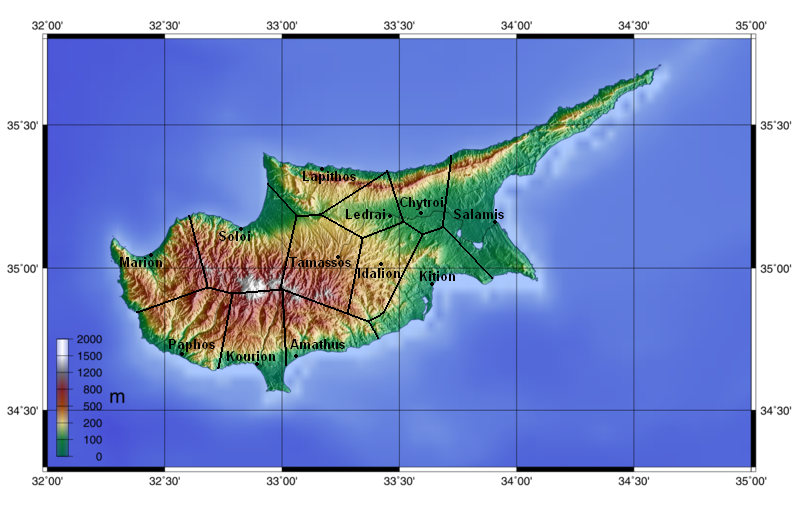
Versuch, die Einflussbereiche der eisenzeitlichen Königreiche zu kartieren

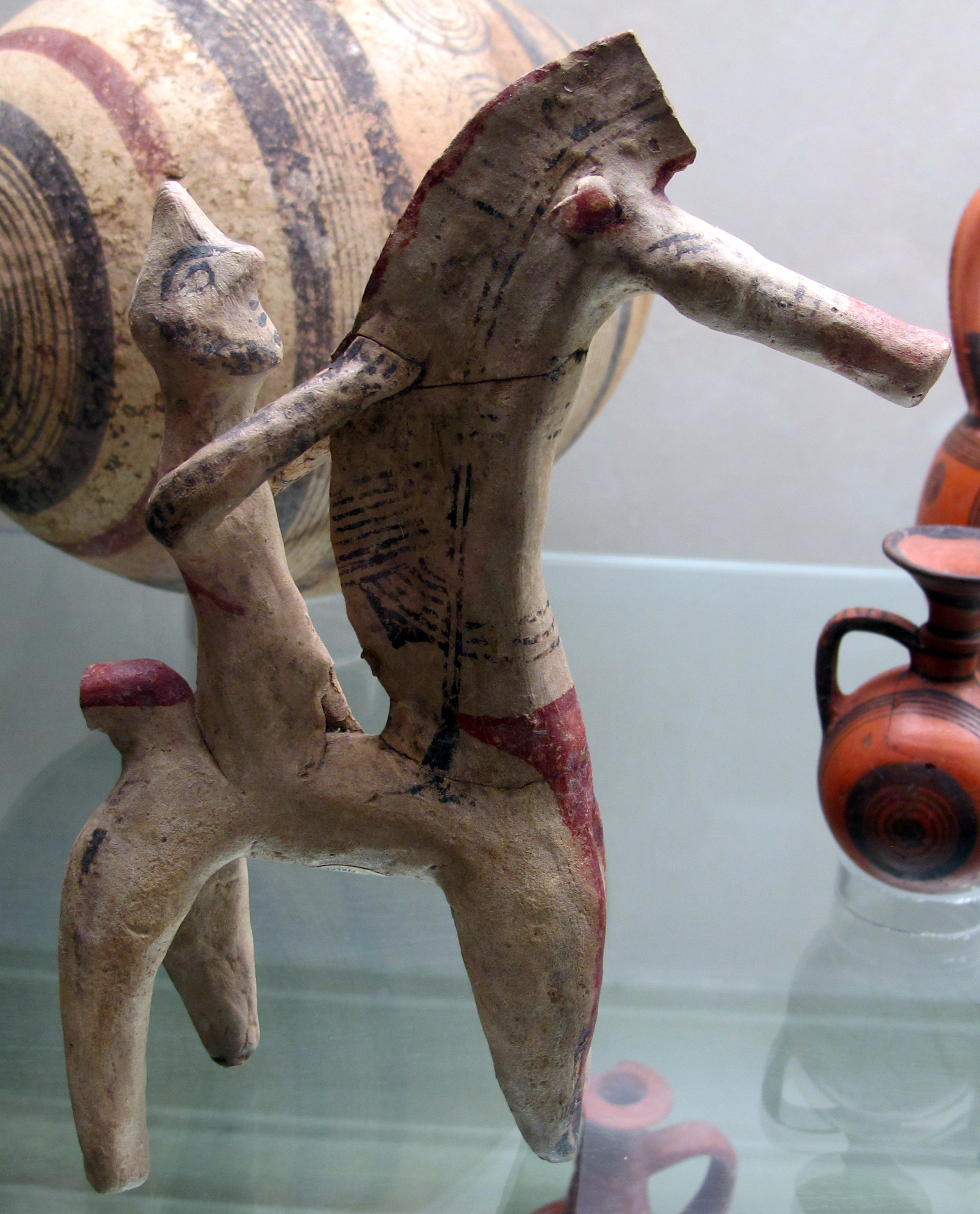
Reiterfigurine, Votivgabe, Ayia Irini, ca. 750–600 v. Chr., heute im Archäologischen Museum Florenz

In der Zypro-Archaischen Periode (um 750–321 v. Chr.), als es (wieder?) mehrere Königreiche auf der Insel gab, waren anscheinend nur deren Hauptstädte befestigt. Daher waren auch die Orte auf der Halbinsel nicht mit Mauern ausgestattet, sieht man von Chelones-Rani an der Südküste, rund 5 km südöstlich von Rizokarpaso ab, dem im Norden Zyperns erst wieder Pyla-Vikla zwischen Idalion und Kition zur Seite zu stellen ist.
Diese Befestigungen, unterhalten von den sieben, später zehn Königreichen der Insel, hingen sicherlich mit der Errichtung einer temporären Oberherrschaft über die Insel durch die Assyrer (ab 709 v. Chr.), dann durch die Ägypter (etwa 560 bis 545 v. Chr.) und schließlich die persischen Achämeniden zusammen. Dabei wird der Karpas üblicherweise dem Königreich von Salamis zugerechnet, wiewohl zwischen den Königreichen keinerlei befestigte Grenzen nachweisbar sind, ganz im Gegensatz zu den klaren Herrschaftsabgrenzungen in Griechenland. Für Salamis lässt sich starker phönizischer Einfluss belegen.

### Antike

#### Griechische Mythologie, Karpasia

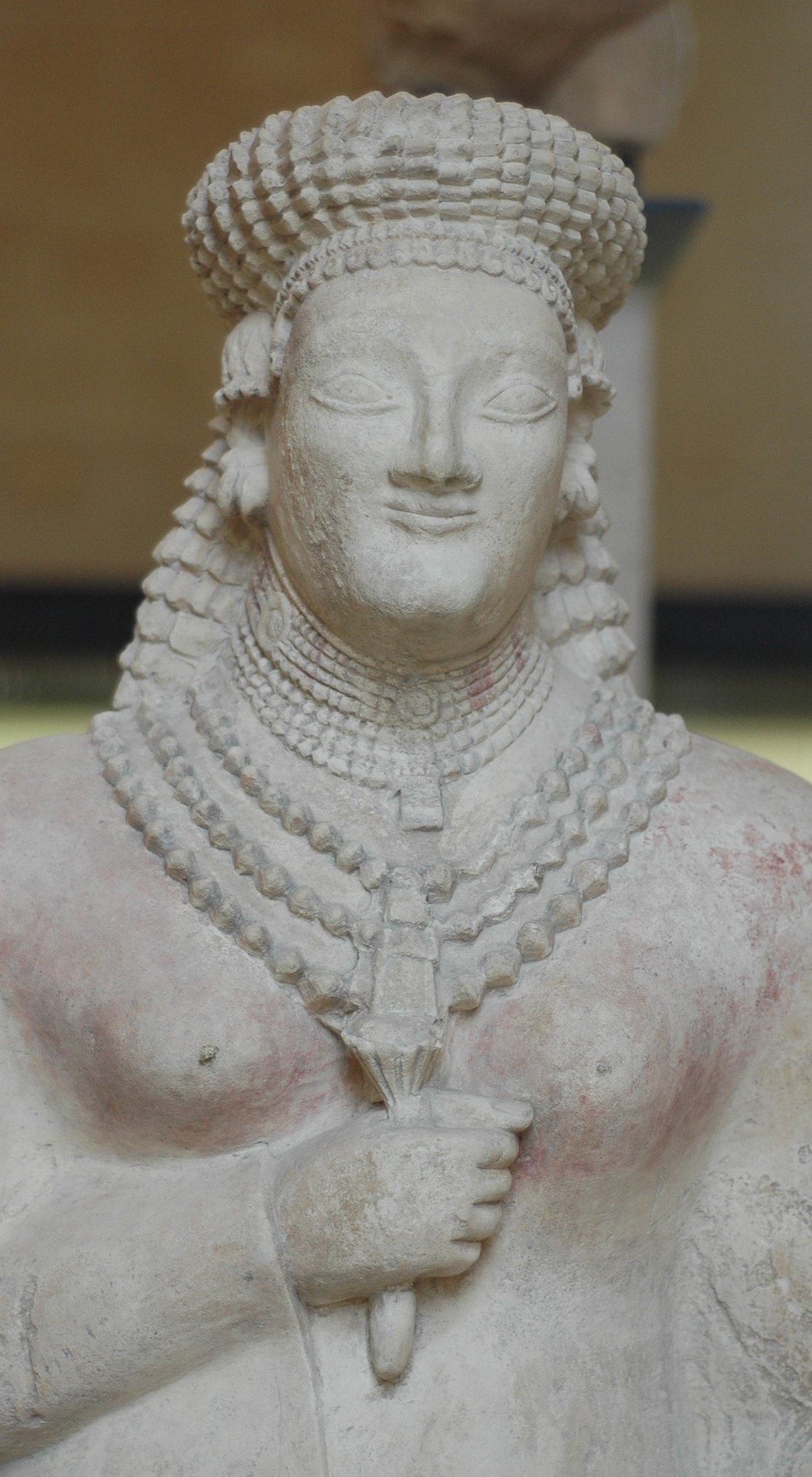
Statue einer Göttin aus Trikomo (türk. İskele), 6. Jahrhundert v. Chr., Kalkstein mit Farbresten, Höhe: 97,5 cm, Louvre, erworben 1870

Im griechischen Mythos landete Teukros, der Sohn des Telamon von der Insel Salamis, am Strand der Achaier an der Nordküste des Karpas, nachdem er von seinem Vater wegen des ungerächten Todes seines Halbbruders Ajax im Trojanischen Krieg verbannt worden war. Von hier aus durchquerte er die Halbinsel und gründete – etwa 70 Stadien oder 13,5 Kilometer entfernt – in der großen, sich dem Karpas südlich anschließenden Bucht die nach seiner Heimat benannte Stadt Salamis. Der Strand der Achaier wurde in der Antike zwischen Aphrodision und Karpasia lokalisiert.
Wichtigster Ort in der Antike war dieses Karpasia, nach dem die Halbinsel ihren Namen erhielt. Auch diese Stadt führte ihre Wurzeln in mythische Zeit zurück und wurde laut Hellanikos, einem Geschichtsschreiber des 5. Jahrhunderts v. Chr., von Pygmalion gegründet, dem zyprischen König und großen Künstler. Eine Kolonisierung von der Argolis her behauptete als erster Herodot.
Doch bestehen Zweifel an dieser frühen Hellenisierung, die von späteren Geschichtsschreibern bis in die Gegenwart behauptet wurde, denn die Analogien im Fundbestand wurden offenbar vorschnell gezogen. So glaubte man die vier homerischen Pferdeopfer in den Gräbern von Salamis, in denen gleichfalls Pferdeknochen gefunden wurden, wiedererkennen zu können. Jedoch wurden die Pferde in Salamis offenbar gesteinigt, während sie bei Homer getötet und verbrannt wurden. Gravierender ist jedoch, dass die ältesten Pferdeopfer auf Zypern der Bronzezeit angehören (2300–1900 v. Chr.), während sie in Griechenland vor allem im Späthelladikum (1550–1060 v. Chr.) häufiger auftauchen und dabei üblicherweise Kriegswagen ziehen. So ist die Sonderrolle des Pferdes wohl eher im Nahen Osten entstanden, wie Funde aus Urartu und Quellen aus dem Assyrerreich belegen.

#### Persische Oberherrschaft, Unabhängigkeit (bis 331 v. Chr.)

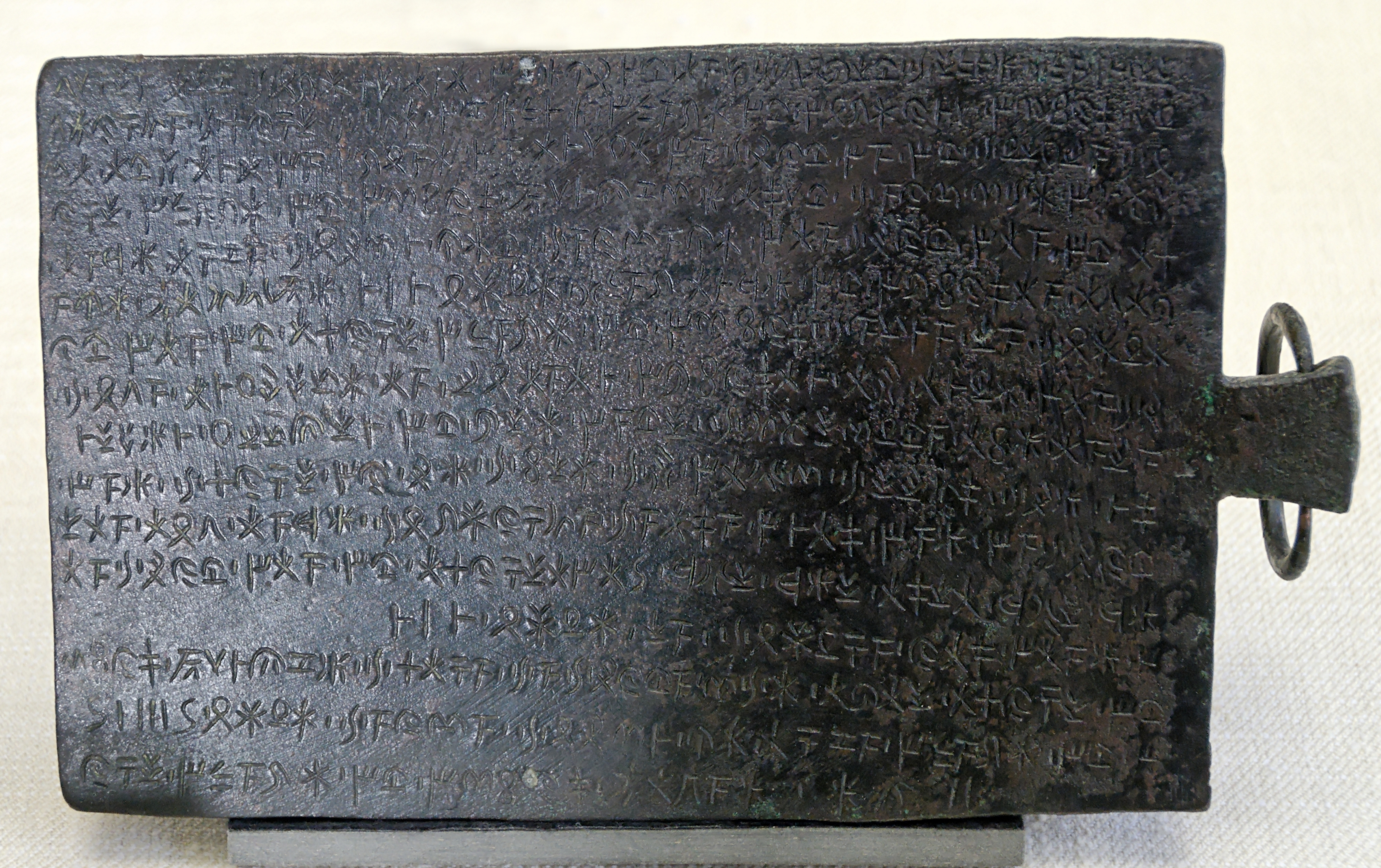
Dekret des Königs von Idalion für den Arzt Onesilos und seine Brüder. Der König und die Stadt sichern zu, Zahlungen für die Versorgung der Verletzten nach der Belagerung durch Medes zu leisten, Bronze, beidseitig beschrieben, Cabinet des Médailles der französischen Nationalbibliothek in Paris

Dass es zwischen dem 7. und dem 4. Jahrhundert zu einer Hellenisierung kam, ist unstrittig, zumal die Insel zunehmend in den Kampf gegen Persien einbezogen wurde. Während des Ionischen Aufstands erhoben sich von 499 bis 497 v. Chr. neben den Griechen Kleinasiens auch die Zyprioten gegen die persische Herrschaft. Herodot (Historien 5, 110 ff.) berichtet: Als ein persisches Heer unter Artybas aus Kilikien nach Zypern entsandt wurde und gegen Salamis marschierte, forderten die Könige der Insel ionische Hilfe an. Die Hilfsflotte segelte um den Karpas („die Schlüssel Zyperns“, 108,1) nach Salamis. Die Ionier lehnten es ab, an Land zu kämpfen, boten aber an, das Meer zu bewachen. Während sie also den mit den Persern verbündeten Phöniziern eine Seeschlacht lieferten, kämpften die Zyprioten an Land, unterlagen jedoch. Daraufhin zog auch die ionische Flotte ab. Dennoch blieben die Machtverhältnisse zwischen den Königreichen instabil. Nach einer Bronzetafel, die in Idalion gefunden wurde, wurde die Residenzstadt von Persien und Kition erobert, was meist zwischen 478 und 445 v. Chr. angesetzt wird.
In Salamis und damit auf dem Karpas gelangte der Phönizier Abdemon auf den Thron, der die Teukriden laut Isokrates gestürzt haben soll. Er wurde seinerseits spätestens 411 v. Chr. von dem geflohenen Euagoras I. gestürzt. Da sich die Perser seinem Ehrgeiz in den Weg stellten, die gesamte Insel zu besetzen, machte er sich durch einen Aufstand weitgehend unabhängig (391–380/379 v. Chr.). Seine Nachfolger aus der Teukridendynastie lavierten wieder zwischen den griechischen Poleis und dem Perserreich, doch Pnytagoras (um 360–332/331), der seinen perserfreundlichen Vorgänger gestürzt hatte, unterstützte Alexander von Makedonien bei der Eroberung des Perserreiches.

#### Alexander, hellenistische Großreiche, Ptolemäerherrschaft (bis 58/30 v. Chr.)

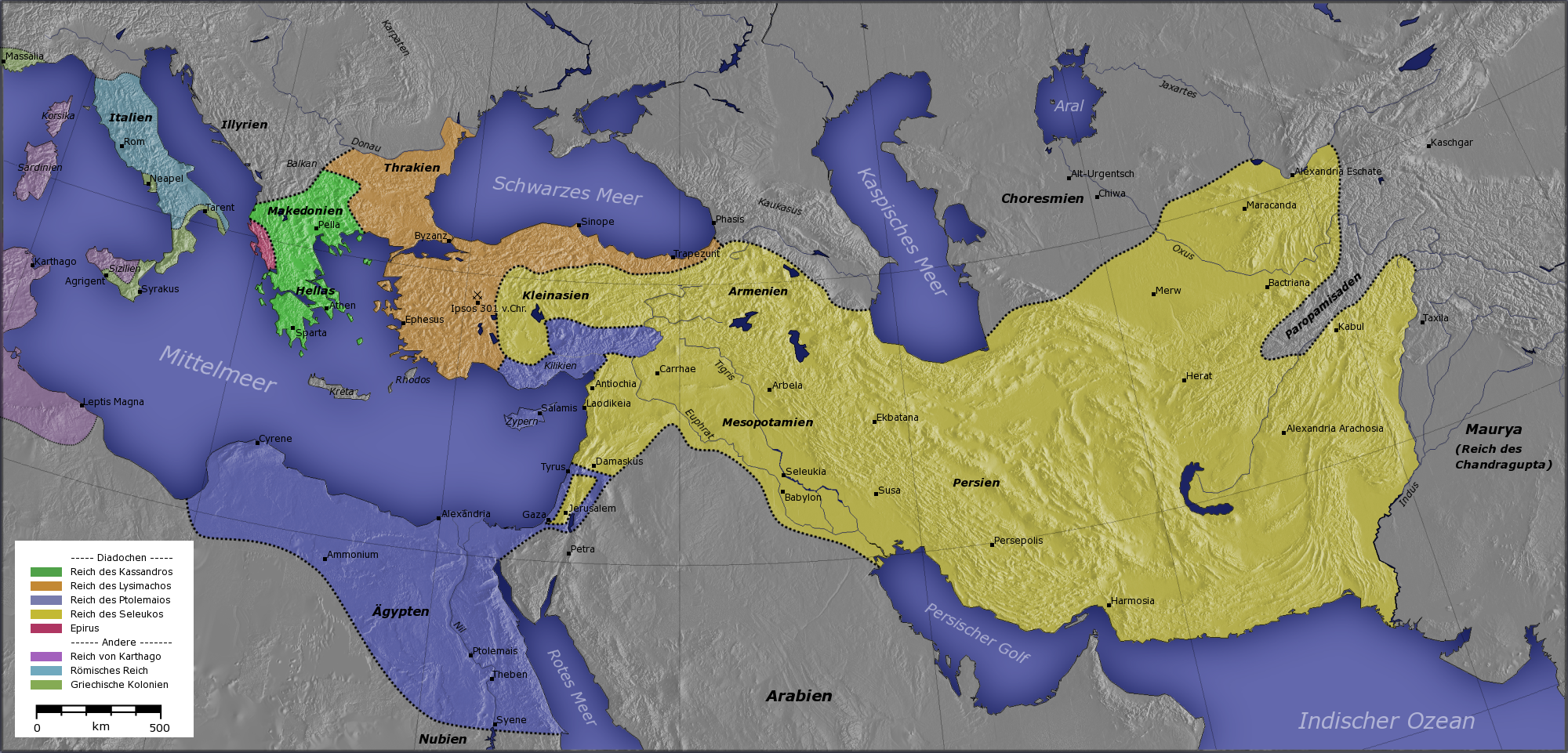
Die Nachfolgereiche Alexanders des Großen um 300 v. Chr.

Mit den Kämpfen zwischen den Nachfolgern Alexanders des Großen († 323 v. Chr.), der die Insel nicht eroberte, wurden viele der älteren Städte aufgegeben und neue Festungen und Häfen errichtet. Zudem entstand ein Netz von sekundären Zentren, die, selbst bei geringer Größe, mit einer Mauer gesichert wurden. Auch entstanden ganze Ketten von Festungen sowie isolierte Türme.
Im Winter 317/316 v. Chr. verbündete sich Antigonos I. Monophthalmos, einer von Alexanders Heerführern, mit Kition, Lapthos, Marion und Keryneia, während sich sein ägyptischer Rivale Ptolemaios bereits 321 v. Chr. mit Salamis, Paphos und anderen Königreichen verbündet hatte. Zwischen 315 und 309 kämpften die beiden Großreiche um die Insel. Der Sieger Ptolemaios unterstellte Zypern dem loyal gebliebenen König Nikokreon von Salamis, betrachtete die Insel aber als seinen Vorposten im Kampf um Syrien.
Demetrios Poliorketes, der Sohn des Antigonos, landete bei seinem Angriff auf die von Ptolemaios und vier zyprischen Königen beherrschte Insel 307 v. Chr. vor Karpasia und legte am Strand ein mit Palisaden befestigtes Lager an. Um gegen Salamis ziehen zu können, musste er laut Diodor zunächst das weit im Osten des Karpas gelegene Karpasia und das noch ein wenig weiter nordöstlich liegende, auch von Nonnos in den Dionysiaka erwähnte Urania einnehmen, die wohl gemeinsam den Zugang zu Salamis abzuriegeln imstande waren oder Demetrios in den Rücken hätten fallen können. Trotz seines Sieges über die Ptolemäer in der Seeschlacht vor Salamis blieb die Insel letztlich ab 294 v. Chr. ein Teil des ptolemäischen Ägypten, dessen Flotte mit zyprischen Besatzungen ausgestattet und dessen Schiffe aus Holz von der Insel gebaut wurden. Nea Paphos wurde zur Hauptstadt der Insel, Karpasia, am anderen Ende, wurde mit einer Garnison ausgestattet.
Zwischen 221 und 116 v. Chr. wurde die Nordküste Ziel zunehmender Piraterie, die schon durch das Ausgreifen der Seleukiden nach Kilikien, besonders aber nach deren Niederlage gegen Rom in der Schlacht bei Magnesia stark zugenommen hatte. Als Ptolemaios VIII. auf der Insel im Exil war, ließ er die Befestigungen erneut verstärken.
Eine Inschrift eines gewissen Phanokles, Sohn des Nikolaos, belegt den Status von Karpasia als polis. Terence Bruce Mitford identifizierte es mit Agios Phílon (Ayfilon) an der Westküste. Ayfilon wird aber auch mit Aphrodision gleichgesetzt, das Mitford im Gebiet von Yialousa (Yeni Erenköy) lokalisiert.
Die ländlich geprägten Territorien des Karpas gehörten zumindest in ptolemäischer Zeit bisweilen, wenn nicht regelmäßig, der Chora eines Hauptortes an. Hiervon zeugt eine bei Karpasia gefundene Inschrift, die von der Weihung einer Statue für einen Hegemon Sophanes berichtet, die durch den Kassenverwalter (ὁ ταμίας) und all den Bauern seines Hofes (οἱ πανοίκιοι γεωργοὶ) gestiftet wurde. Diese sonst aus Kleinasien bekannte Verwaltungsweise bezeugt erstmals ähnlich gelagerte Einrichtungen für Zypern und den Karpas. Noch Caesar (47 v. Chr.) und Marcus Antonius übereigneten die Insel Kleopatra VII., die somit erst 30 v. Chr. endgültig römisch wurde.

#### Teil des Römischen Reiches, Prosperität und unbefestigte Städte, Christianisierung

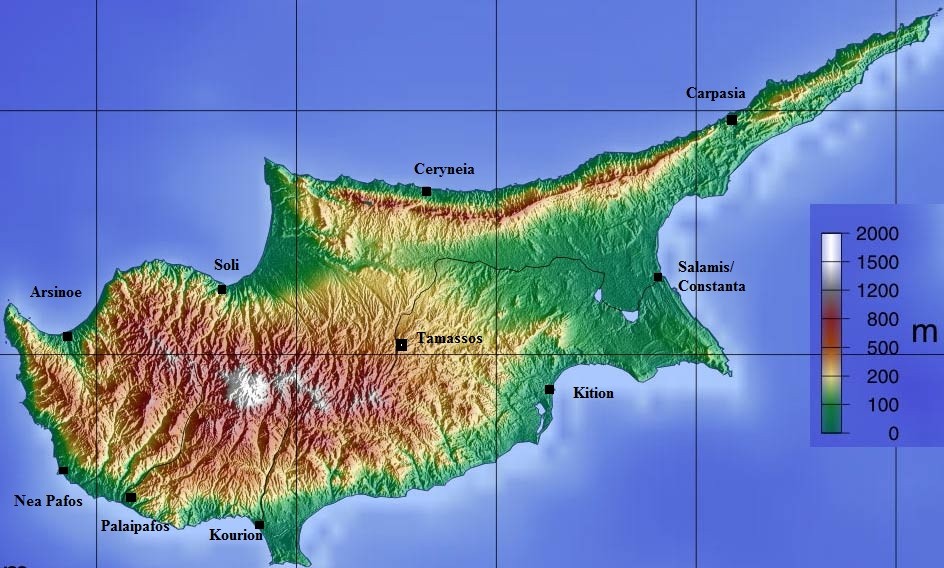
Karte Zyperns mit den wichtigsten römischen Städten

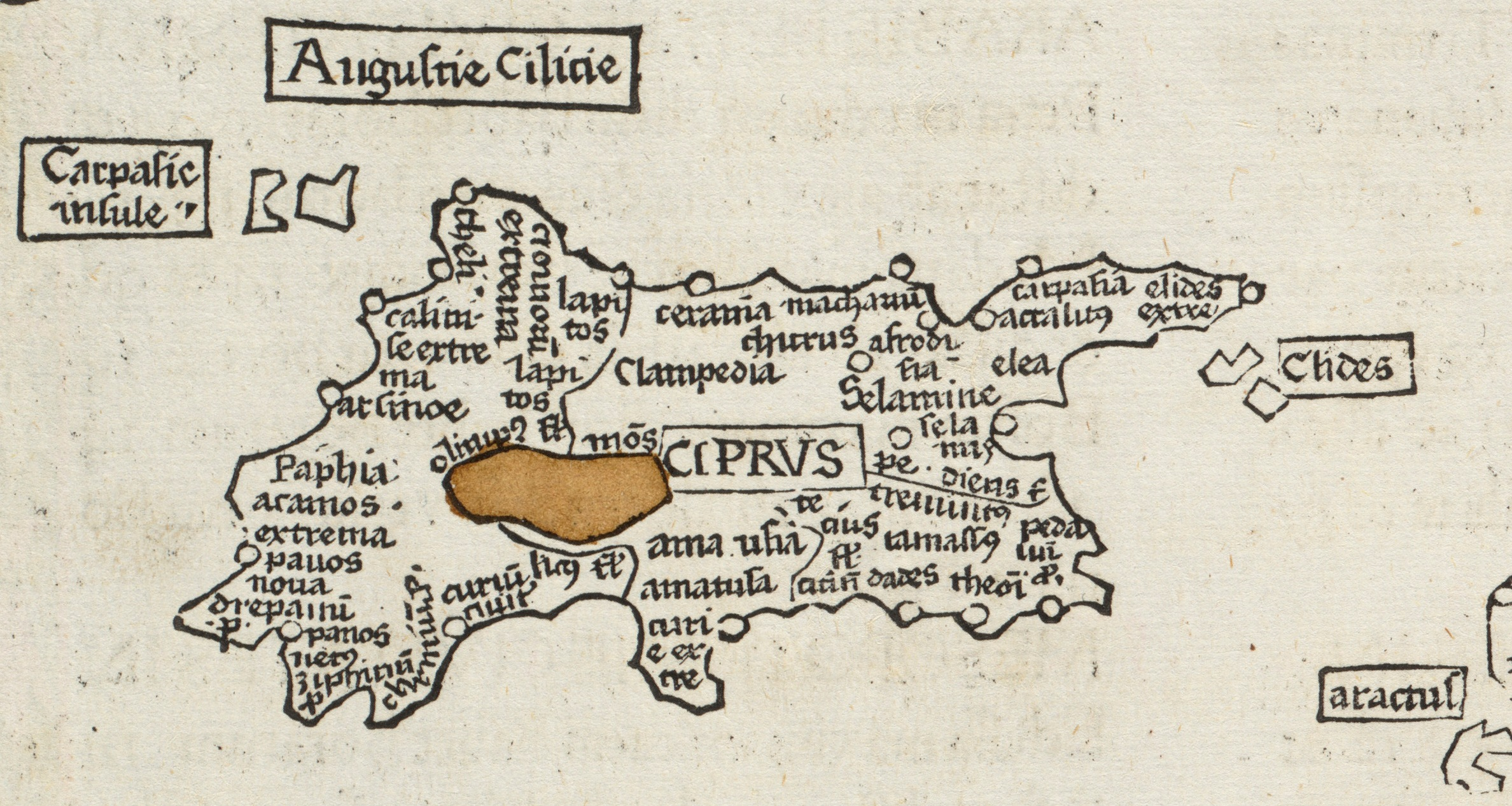
Zypern und der Karpas nach der Geographike Hyphegesis des Claudius Ptolemaeus, herausgegeben von Donnus Nicolaus Germanus, Lienhart Holle, Ulm 1482, f. 115–116

Karpasia war schon in der Antike durch Straßen mit Kap Dinaretum, westwärts mit Keryneia (heute Girne) und Salamis, und nach Süden über die Halbinsel hinweg mit dem Kernraum der Insel verbunden. Auch am Westrand der Halbinsel verband eine Straße das Nordufer mit dem Süden. Meilensteine aus der Zeit der Kaiser Titus und Constantius II. belegen die Straße zwischen Salamis und Karpasia. Diese Stadt wiederum taucht im 4. Jahrhundert als Bischofssitz auf, als Erzbischof Epiphanios von Salamis einen Philon in das Amt rief. Leontios Machairas nennt als Bischöfe zudem Synesios und Sosikrates.
In römischer Zeit wurden keinerlei Befestigungen errichtet, im Gegenteil verfielen die Mauern. Dies galt jedoch erst für die Zeit nach dem Ende der kilikischen Piraterie, die noch Augustus mittels Kolonien bekämpfte, und der Zypern dem Senat überantwortete. Nur unter Trajan wurden zeitweise eine Legion und eine Kohorte dorthin abkommandiert. Erst in der Spätantike wurde auf dem Karpas die Stadt Karpasia befestigt, ebenso wie das benachbarte Aphendrika.
Nur 30 Stadien von Karpasia und den der Stadt vorgelagerten Karpasischen Inseln entfernt lag an der Südseite der Halbinsel die bei Strabon erwähnte Stadt Chelones. Möglicherweise diente der Ort als südlicher Hafen von Karpasia, indem man die Schiffe zwischen den Städten über Land bewegte, um die Fahrt um das gefährliche Kap Dinaretum (heute Kap Apostolos Andreas) mit seinen vorgelagerten, Kleides genannten Inseln zu vermeiden. Nach Strabon stand auf der äußersten Spitze des Karpas ein Tempel der Aphrodite Akraia. Auf einer der Zeit der Kaiser Antoninus Pius oder Septimius Severus zugeschriebenen Inschrift aus Rizokarpaso schwört ein Emmidoros einen Teil seines Ernteertrags der Aphrodite Akraia darzubringen, solange aber den usus fructus sich und seinen männlichen Nachkommen vorzubehalten. Bei Erbenlosigkeit sollte das Land allerdings an die Göttin fallen.

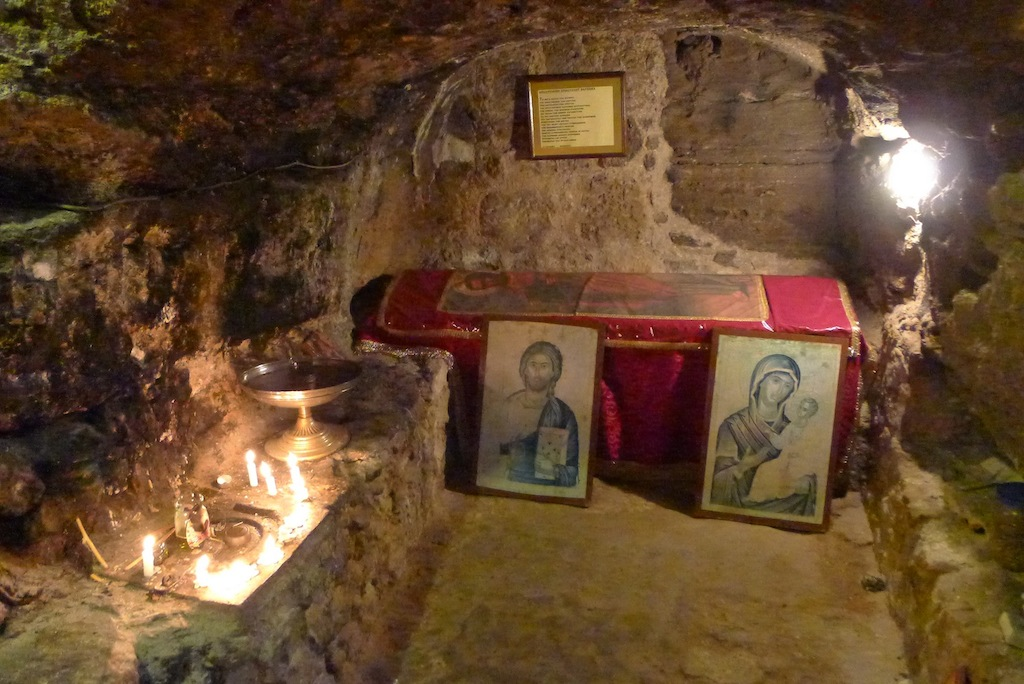
Das Grab des hl. Barnabas in der Krypta der Kapelle neben dem St. Barnabas-Klosters westlich von Salamis ist ein bedeutender griechisch-orthodoxer Wallfahrtsort

Die Christianisierung soll bereits durch Paulus von Tarsus und seinen Schüler Barnabas erfolgt sein, allerdings erst ab 325 erscheint dieser Vorgang in den Quellen. Die Inselkirche unterstand dem Patriarchen von Antiochia, doch 488 wurde sie durch Kaiser Zenon nach der Auffindung des Grabes des Barnabas aus dieser Abhängigkeit gelöst und autokephal. Dies bewirkte eine verstärkte Bautätigkeit auch auf dem Karpas, zumal das nahegelegene Salamis unter dem Namen Konstantia inzwischen Paphos als Hauptstadt abgelöst hatte.

#### Rebellion des Kalokairos (333), Erdbeben (365, 378), Festungsbauwerke
Ein Wechsel fand ab 333 statt, als der praeses Kalokairos, der zum Wiederaufbau des durch ein Erdbeben zerstörten Salamis entsandt worden war, versuchte, sich unabhängig zu machen. Weitere schwere Erdbeben folgten zwischen 365 und 378, so dass die Städte, soweit möglich, wieder aufgebaut werden mussten. Seit Konstantin erhielten sie zunehmend wieder Stadtmauern. Doch folgte eine weitere lange Periode relativen Friedens, und auch vom Festungsbauprogramm Kaiser Justinians blieb Zypern ausgeschlossen. Allerdings ließ Kaiser Maurikios 3500 Armenier als Wachmannschaften auf die Insel nach Platanion an der Mesaoria-Ebene bringen.
536 wurde die Insel aus der Präfektur Oriens herausgelöst, in der sie eine Provinz dargestellt hatte, und einem eigenen quaestor exercitus unterstellt (bis um 700). Die als sehr wohlhabend eingeschätzte Insel, die wiederum einem hypatikos oder consularis unterstand, wurde nun zu einem der Versorgungszentren für die Grenztruppen im Donauraum, die per Schiff versorgt wurden, ebenso wie Konstantinopel. Als der spätere Kaiser Heraklios die Macht an sich riss, spielte die Insel ab 608/9 eine zentrale Rolle. Die Aufständischen prägten dort eigene Münzen bis Kaiser Phokas 610 gestürzt wurde.
Ein Flottenangriff der Perser im Jahr 619 ist nur aus hagiographischen Quellen bekannt, in jedem Fall besetzten sie Syrien und Ägypten, womit Zypern eine wichtige Rolle zufiel. Vor dem 7. Jahrhundert wurde dessen Einwohnerzahl auf 60.000 bis 75.000 geschätzt. Mitte des 7. Jahrhunderts wurde angesichts des rapiden Vormarsches der islamisierten Araber ab Mitte der 630er Jahre der Hafen von Karpasia stark befestigt.

### Byzantinisch-umayyadisches Kondominium (649–965): Deportationen, Räumung des Küstensaums

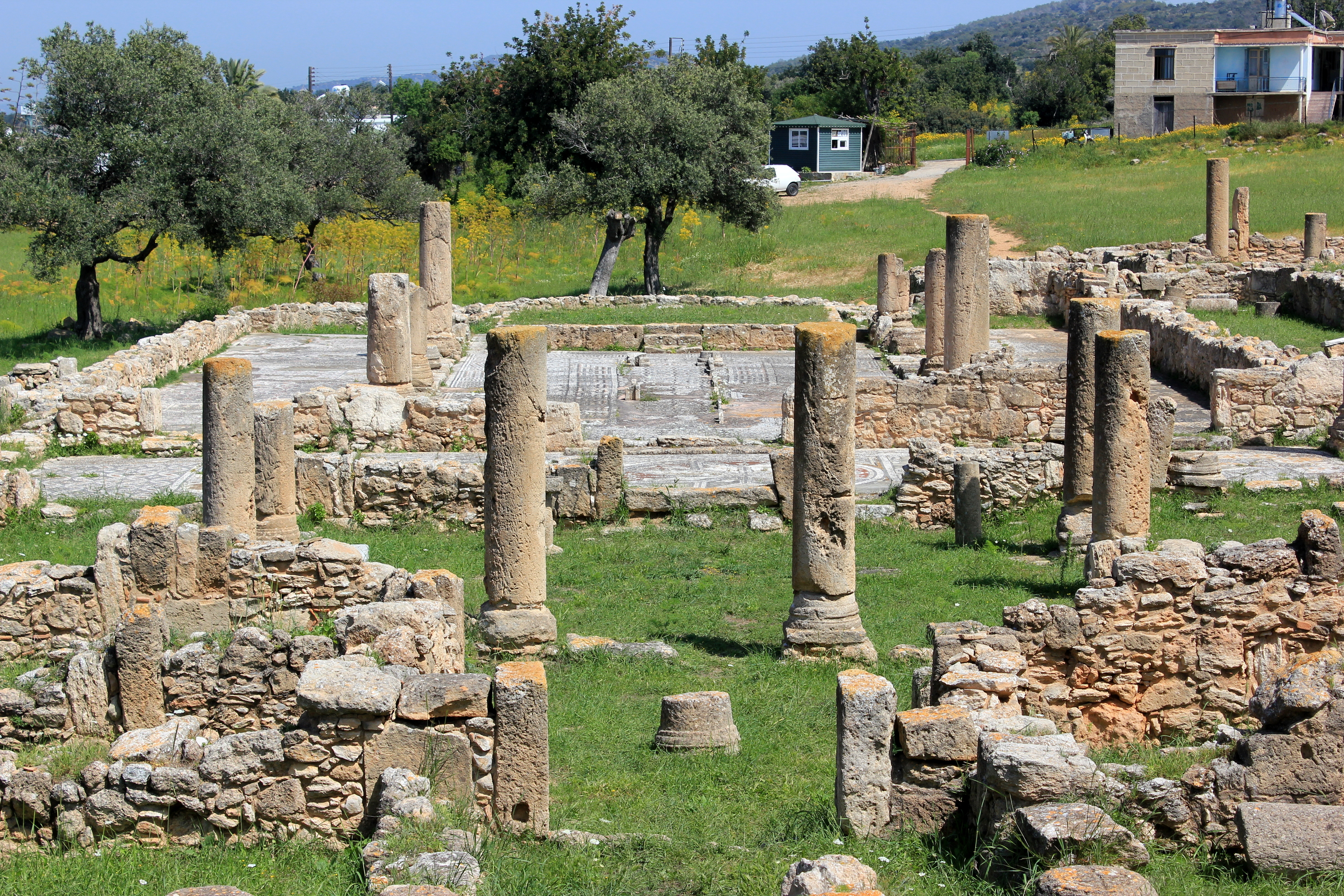
Ruinen der frühchristlichen Basilika Agia Trias von Agia Trias/Sipahi

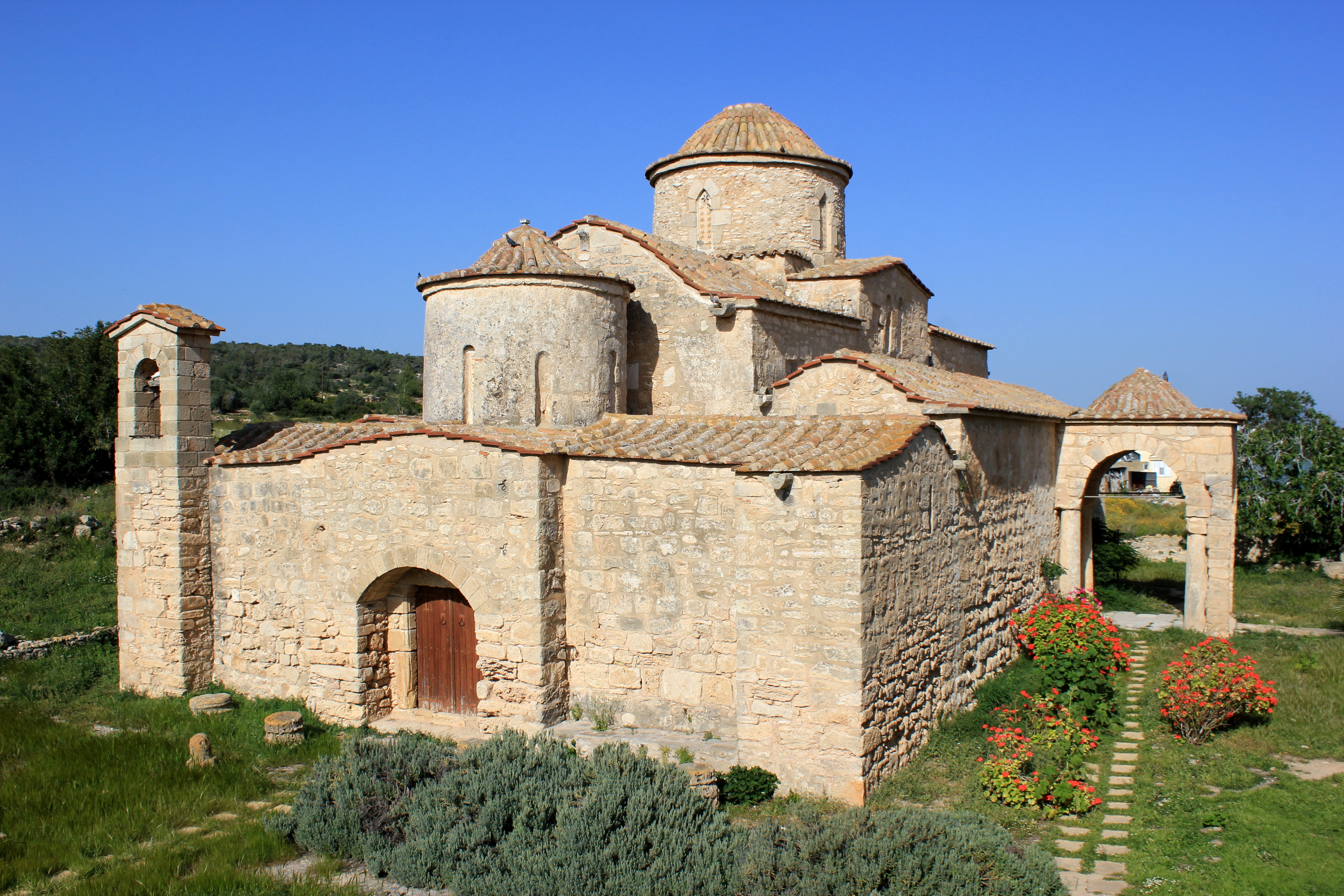
Byzantinische Kirche Panagia Kanakaria in Lythrangomi (Boltaşlı). Sie stammt aus dem frühen 6. Jahrhundert, wurde Mitte des 7. Jahrhunderts zerstört und um 700 wiederaufgebaut. Bis auf die Apsis zerstörte 1160 ein Erdbeben das Gebäude.

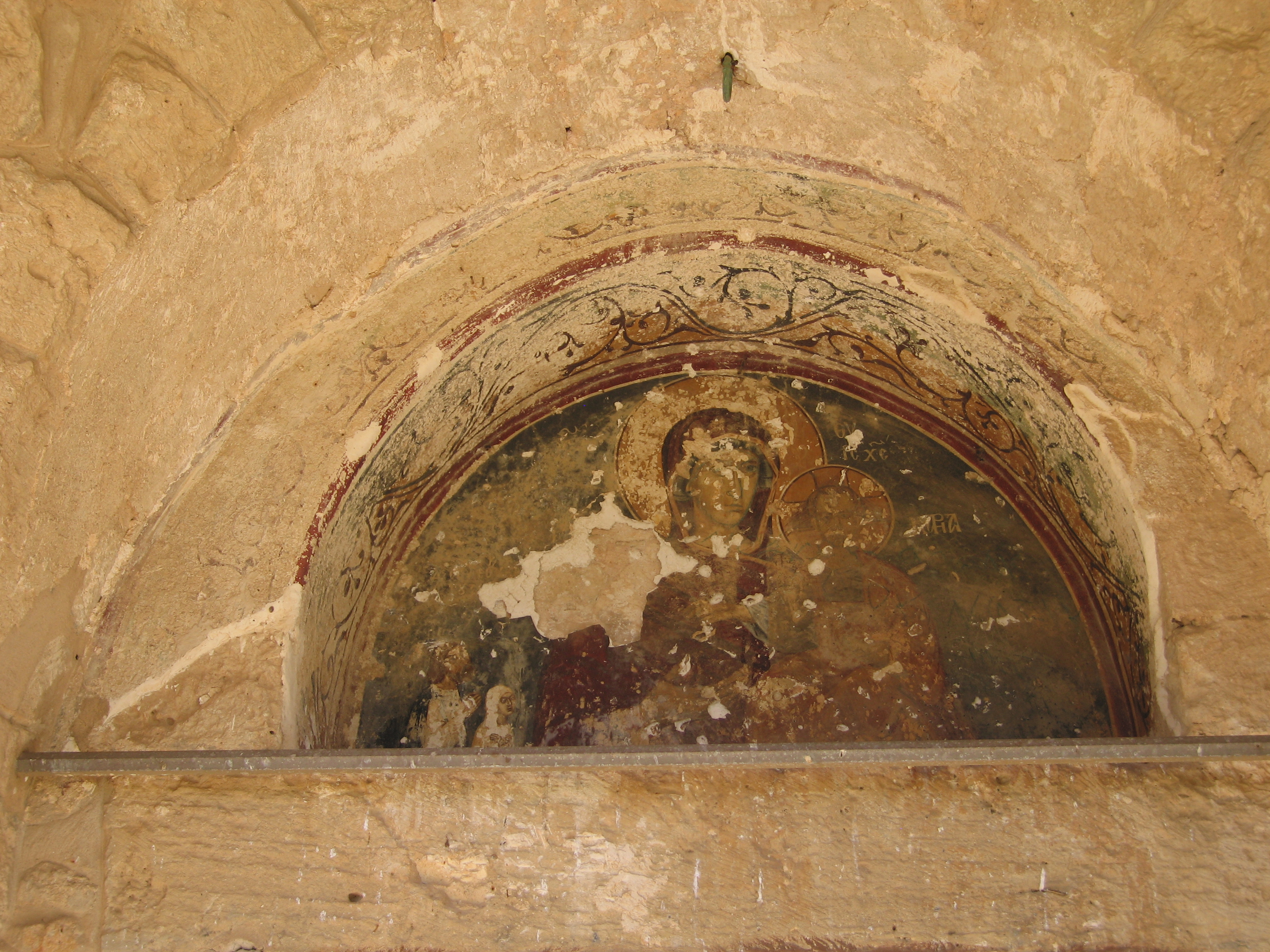
Fragment

649 schloss der Archon oder praeses provinciae einen Vertrag mit dem Flottenkommandeur und späteren Kalifen Muʿāwiya I. ab, der den Norden Zyperns angegriffen und angeblich über 100.000 Gefangene gemacht hatte. Muʿāwiya etablierte nach Auseinandersetzungen um das daraus hervorgegangene Kondominium eine Garnison auf der Insel, die bis 683 stationiert blieb. 659 schloss Byzanz mit dem Kalifen einen neuen Vertrag, 685 einen weiteren, der drei Jahre später erneuert wurde. Die Insel wurde entmilitarisiert, die Steuereinnahmen womöglich geteilt. Nach einem weiteren Krieg, den Kaiser Justinian II. 692 durch die Zwangsumsiedlung der Bewohner Zyperns nach Nea Justinianopolis am Marmarameer ausgelöst hatte, wobei die Zyprioten erst 698 wieder zurückkehren konnten, einigte man sich unter Theodosios III. wieder auf den Status quo. Auch Flüchtlinge aus Syrien konnten nun nach Zypern zurückkehren.

Um 1090 entstand wenig westlich des Karpas das Johannes-Chrysostomos-Kloster in Koutsovendis.

Zugleich wanderten ab 686 zahlreiche Maroniten ein, erneut ab 938. Die Zahl ihrer Dörfer wuchs bis Ende des 12. Jahrhunderts auf 60 an.
Trotz gelegentlicher Kämpfe herrschte auf der Insel auf der Grundlage dieser Verträge eine lange Friedenszeit. Doch die Unsicherheit auf dem Meer trieb viele Zyprer in die Berge. Karpasia, das um 400 Bischofssitz war, wurde 806 von sarazenischen Piraten zerstört, obwohl es bereits seit Mitte des 7. Jahrhunderts eine Stadtmauer um den nördlichen Teil der Stadt hatte errichten lassen. Die Bewohner siedelten sich landeinwärts an, womit Rizokarpaso entstand.
743, 806 und 912 fanden arabische Überfälle in Verbindung mit Deportationen statt, weil der Vertrag gebrochen worden war. Bischof Demetrios von Kythrea konnte die Gefangenen durch eine Reise nach Bagdad befreien. Schon unter Basileios I. wurde die gesamte Insel für sieben Jahre besetzt und sogar ein eigenes Thema eingerichtet, wie Konstantin VII. in seinem De Thematibus vermerkt. 910 wurde während eines byzantinischen Angriffs ein Massaker unter den Arabern angerichtet. Doch die Befestigungen, die Byzanz hatte erbauen lassen, wurden danach wieder abgerissen, der vorherige Zustand wiederhergestellt.

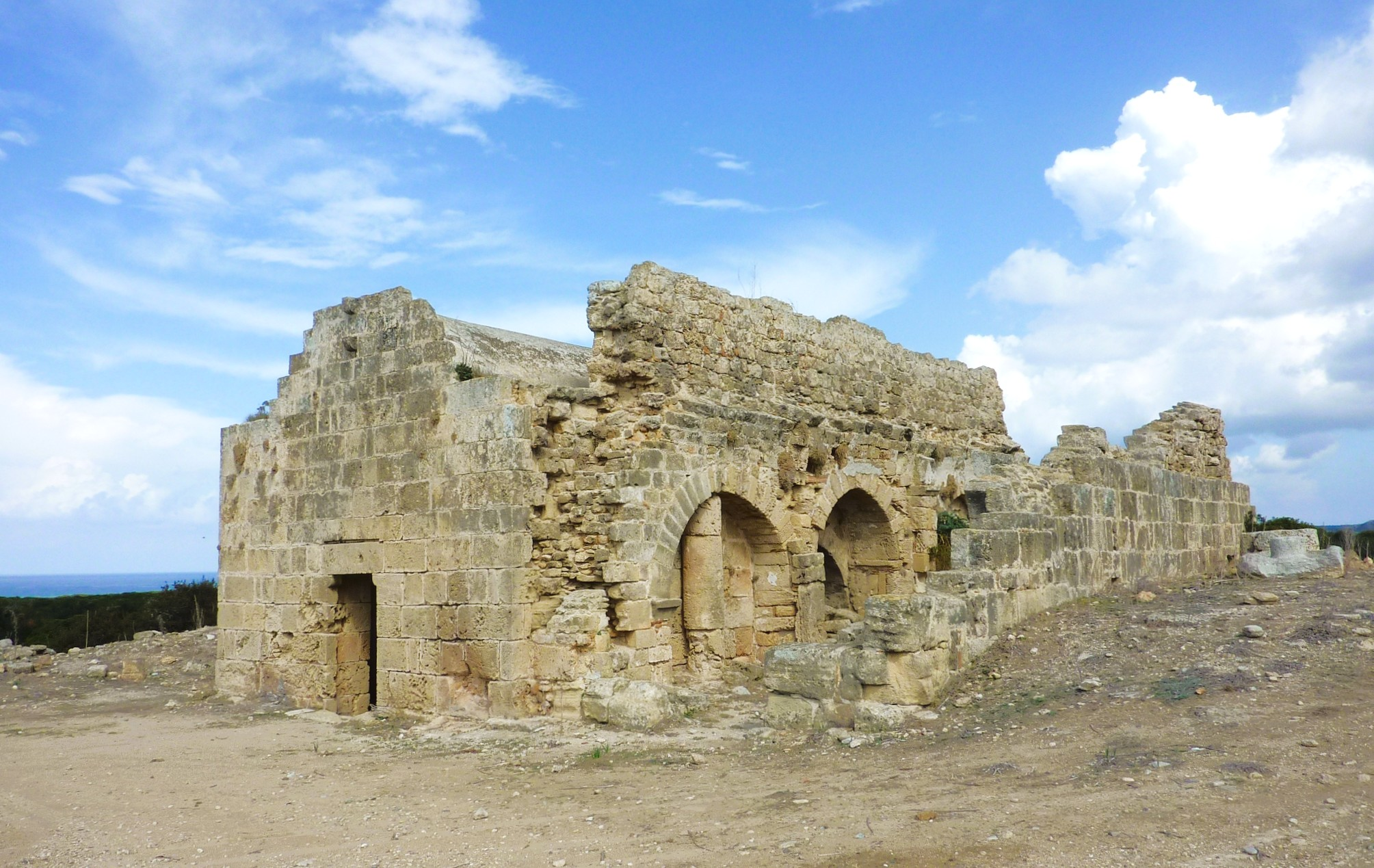
Ruinen der Panagia Chrysiotissa in Afendrika

Da der Ikonoklasmus von der Insel ferngehalten wurde, haben sich, im Gegensatz zum übrigen Byzantinischen Reich, bedeutende bildliche Darstellungen in den Kirchen des Karpas erhalten. 771 wurden bilderfreundliche Mönche sogar auf die Insel verbannt. Zwei frühbyzantinische Kirchen bei Rizokarpaso wurden restauriert, ähnlich wie in der Ruinenstadt Aphendrika, wo sich drei Kirchen befinden, darunter die Panagia Chrysiotissa. Zu dieser Zeit konnten aber auch Kirchen wie die Panagia Kanakaria in Lythrangomi (Boltaşlı) wiederhergestellt werden. Dort fand sich eine Inschrift des 9. Jahrhunderts, die Salomon, den Patriarchen von Jerusalem erwähnt (860–865).

### Byzanz (965–1185): Ausweisung der Muslime, Befestigung, Aufstände
Niketas Chalkutzes eroberte unter Kaiser Nikephoros II. 965 Zypern. Aus den eroberten Gebieten wurden alle Muslime ausgewiesen. Hauptstadt wurde das im Landesinneren liegende Leukosia (Nikosia), so dass der Karpas ins Abseits geriet und eher von militärischer Bedeutung war. Wahrscheinlich begann der Bau der Festung Kantara, die bis heute in 550 bis 600 m Höhe steht, um 967.
Gegen die Seldschuken, die Kleinasien eroberten, betrieb Alexios I. den Ausbau der Befestigungsanlagen vor allem im Norden der Insel. So wurde die Burg von Kyrenia ausgebaut, im Pentadaktylos wurden St. Hilarion, Buffavento und vor allem Kantara, dessen Name auf ein arabisches Wort (kandak, ‚Steinbrücke‘) maronitischen Ursprungs zurückgeht, errichtet bzw. verstärkt.
1043 kam es zu einer Steuerrevolte, um 1063 musste sich Zypern an der Finanzierung der Mauern um ein christliches Quartier in Jerusalem beteiligen. 1092/94 besetzen Aufständische Kreta und Zypern, wobei Rapsomates der Anführer des zypriotischen Aufstandes war. Johannes Dukas nahm Kerynia ohne größeren Widerstand ein und konnte den Aufstand unterdrücken, der sich gegen das harte Steuerregime Konstantinopels gerichtet hatte, aber auch im Kompetenzstreit zwischen Kirche und Staat im Gerichtswesen seine Ursache hatte, wie der Bericht des Bischofs Nikolaos Muzalon belegt.

### Kreuzzüge (ab 1096/98): ökonomischer Aufschwung, Lähmung durch Piraterie, Unabhängigkeit (1184–1191)

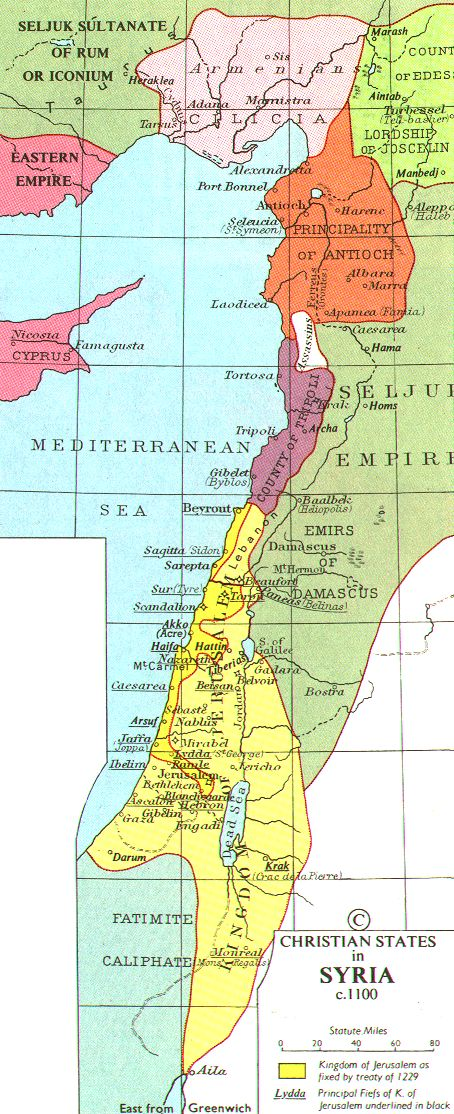
Die Kreuzfahrerstaaten um 1100

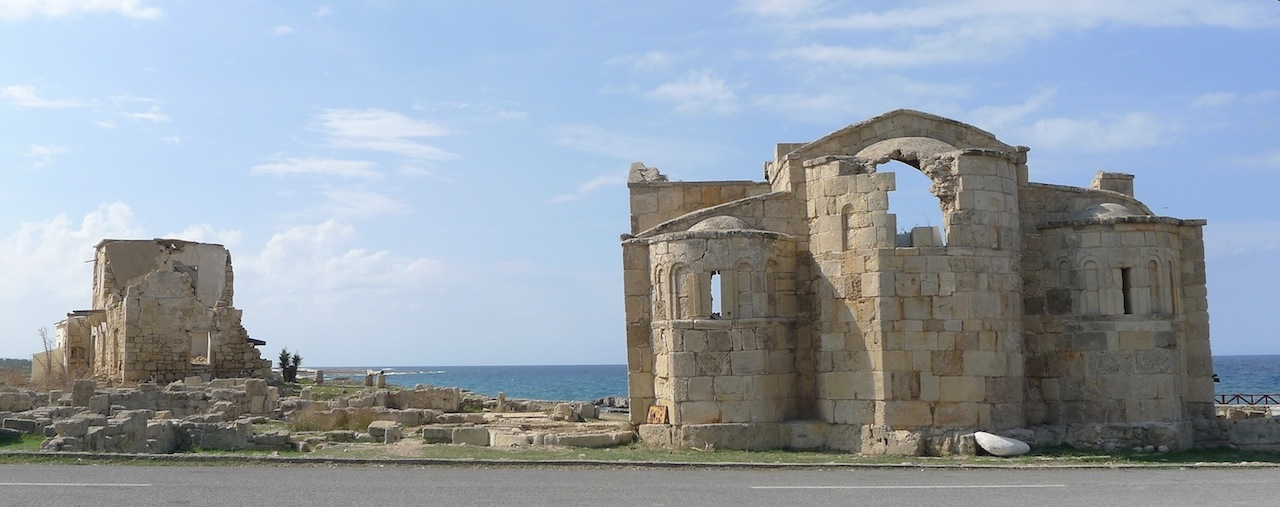
Die Kirche Agios Filon (Karpasia) war Philo von Carpasia geweiht, einem Heiligen und Bischof des 4. Jahrhunderts.

1098 geriet Zypern erstmals in den Konflikt zwischen den Kreuzfahrern, vor allem den Normannen, die Süditalien erobert hatten, und Konstantinopel. Die Insel wurde von Truppen des Bischofs von Pisa, die zur Unterstützung der Kreuzritter aufgebrochen waren, geplündert.
Zypern nahm dennoch durch die Kreuzzüge einen enormen wirtschaftlichen Aufschwung, seine Bevölkerungszahl wird auf bis zu 100.000 geschätzt. Dabei spielte Zucker bereits seit dem 10. Jahrhundert eine erhebliche Rolle, und im 11. Jahrhundert waren Roggen, Weizen, Olivenöl und Fleisch wichtige Ausfuhrgüter. Auch Holz und Kupfer blieben bedeutend. 1126 erhielten die Venezianer vom Kaiser einen Handelsvertrag für Zypern, 1148 entstanden dort Handelsniederlassungen. 1153 und 1161 sowie 1158 plünderten allerdings Kreuzfahrer und Ägypter erneut die Insel.
Konstantin Manasses stellte bereits 1161 fest, dass die Insel durch die Piraterie ihre Außenkontakte partiell eingebüßt hatte. 1170 und 1181 zerstörte ein Erdbeben viele Städte, 1176 wütete eine Epidemie.
Eine kurze Phase der Unabhängigkeit erlebte die Insel ab 1184. Isaak Komnenos ließ sich 1185, nach dem Sturz der Komnenendynastie in Konstantinopel, zum Basileus krönen. 1191 eroberte jedoch der englische König Richard Löwenherz die Insel; nach der Belagerung der Burg Kantara auf dem Karpas ergab sich der Kaiser in der Nähe des Kap St. Andreas. Bereits im Mai 1192 verkaufte Richard Zypern an Guido von Lusignan, den auf der Flucht befindlichen König von Jerusalem. Ende des 12. Jahrhunderts bestanden auf der Insel etwa 760 bis 850 Dörfer.

### Herrschaft der Lusignan (1192–1489), Vernichtung des Archivs (1426)

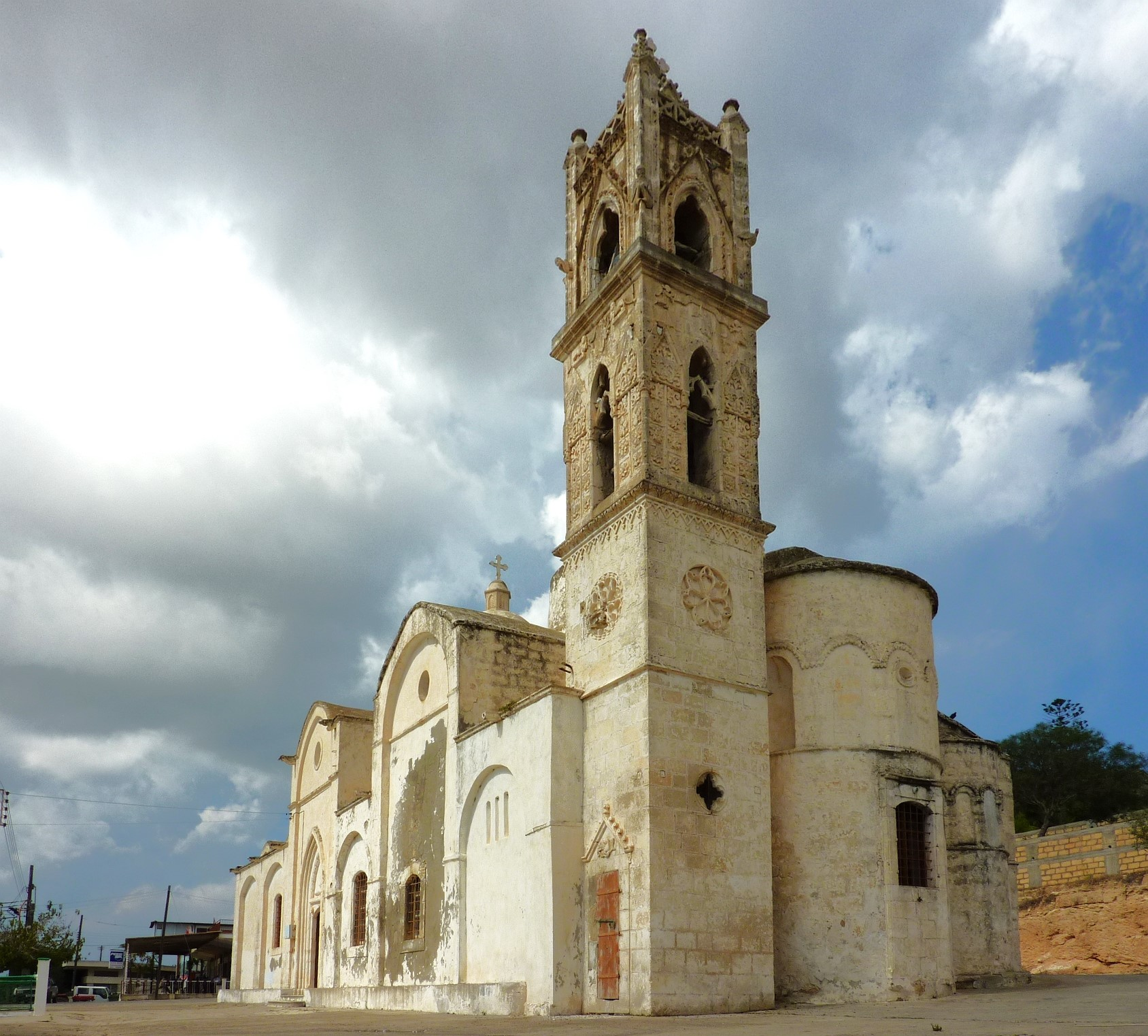
Als 1222 der Bischof von Famagusta nach Rizokarpaso umsiedeln musste, entstand dort die Kathedrale St. Synesios, die byzantinische und abendländische Stilelemente verband.

Das Haus Lusignan belehnte ausschließlich Katholiken, darunter 300 Ritter und 200 nichtadlige Reiterführer (Sergeanten), während der ganz überwiegende Teil der Bevölkerung orthodox blieb und nicht Französisch sprach. Mitunter wurden auch griechische Adlige zum Ritter geschlagen, doch nur, wenn sie konvertiert waren. Alle religiösen Gruppen auf der Insel, einschließlich der ab Mitte des 12. Jahrhunderts nachweisbaren Juden, hatten ihre eigenen Gerichtshöfe und ihr eigenes Recht. Schließlich kamen verschiedene Orden hinzu, die, wie die Templer, die ab 1291 ihren Hauptsitz auf der Insel hatten, umfangreichen Landbesitz erhielten. Eine ihrer Burgen war Gastria am Westrand des Karpas. Als der Orden 1312 aufgelöst wurde, erbten die Johanniter deren Land.
Die lateinische Herrschaft führte angesichts des spätestens seit dem Schisma von 1054 gespannten Verhältnisses zwischen der katholischen und der griechisch-orthodoxen Kirche auch auf der Insel zu Auseinandersetzungen. Um zu verhindern, dass sich zu viele junge Männer den Feudallasten entzogen, indem sie Priester oder Mönche wurden, fasste der lateinische Klerus am 20. Oktober 1220 Beschlüsse, um den Zustrom in die Geistlichkeit zu unterbinden. Zudem wurden zwischen 1218 und 1222 zwei Bischöfe vertrieben, die sich der Unterstellung unter Rom widersetzten. Als ein Dominikaner namens Andreas das Kloster Panagia Kantariotissa bei Davlos auf der Karpas-Halbinsel besuchte, kam es zu einem Streit um die Frage des ungesäuerten Brotes. Der Erzbischof von Nikosia setzte Papst Gregor IX. davon in Kenntnis, der die Behandlung der 13 Mönche als Häretiker verlangte. Andreas wurden – mitten im Chaos des Krieges zwischen den Ibelin und Kaiser Friedrich II. – die Mönche zur Hinrichtung überantwortet. Sie wurden vor Nikosia verbrannt. Hingegen wurden sie von der orthodoxen Kirche als Märtyrer verehrt.
Nach dem Versuch Kaiser Friedrichs, die Insel zu erobern (1228–1232), zog sich seine am 14. Juli 1229 besiegte Armee Richtung Karpas zurück und setzte sich auf der Burg Kantara fest. Unter Gauvain de Cheneche, dann Philippe Chenard widerstand sie bis zum 15. Juni 1232 der langen Belagerung. Die Burg diente auch später noch als Zuflucht, häufig vor allem aber als Sommerresidenz der Lusignan. König Hugo IV. zog sich dorthin zurück, als 1348 die Pest wütete, die schon 1351 und 1362 wiederkehrte. Allein in Famagusta starben jeden Tag 30 bis 40 Menschen, man fürchtete die Eroberung durch die Mamluken.
Mit der Eroberung der letzten Kreuzfahrerstaaten durch die Mamluken, vor allem nach der Eroberung von Jerusalem (1267) und Tripolis (1291), aber auch schon seit 1224, flohen erneut zahlreiche Maroniten („Syrer“) auf die Insel, die als Ansiedlungsraum den Norden einschließlich der Karpas-Halbinsel bevorzugten. Die Angaben von bis zu 80.000 Maroniten auf der Insel dürften allerdings schwer zu belegen sein. Immerhin lebten sie zwischen 1224 und 1350 in etwa 60, um 1448 in 72 Dörfern und stellten die zweitgrößte ethnisch-religiöse Gruppe dar. Ab 1316 hatten sie einen eigenen Erzbischof (Erzeparchie Zypern). Zudem wurde ihre Muttersprache, das Arabische, zu einer der Kanzleisprachen der Insel. Wichtigste Siedlung auf der Halbinsel war Gastria, aber auch für Komi Kepir oder Gialousa wurde dies angenommen. In Attalia (oder Tala) residierte im Mittelalter ihr Bischof, das dazugehörige Kloster Agios Georgios ist allerdings nicht genauer zu lokalisieren. Daneben bestand das orthodoxe Bistum in Karpasia fort, das eines der vier orthodoxen Suffraganbistümer auf Zypern war, wie eine päpstliche Bulle aus dem Jahr 1260 belegt.
Neben den Maroniten, Nestorianern, Jakobiten und Melkiten, arabischsprachigen orthodoxen Christen, die zeitweise nach Orthodoxen und Lateinern die drittstärkste Konfession bildeten, kamen ab 1322, nachdem das Königreich Kleinarmenien gleichfalls von den Mamluken erobert worden war, und wieder 1335, auch mehrere Zehntausend Armenier auf die Insel. Armenier lebten auf der Insel bereits seit dem 6. Jahrhundert, doch im Gegensatz zu den Maroniten bevorzugten diese Gruppen das städtische Milieu von Famagusta.

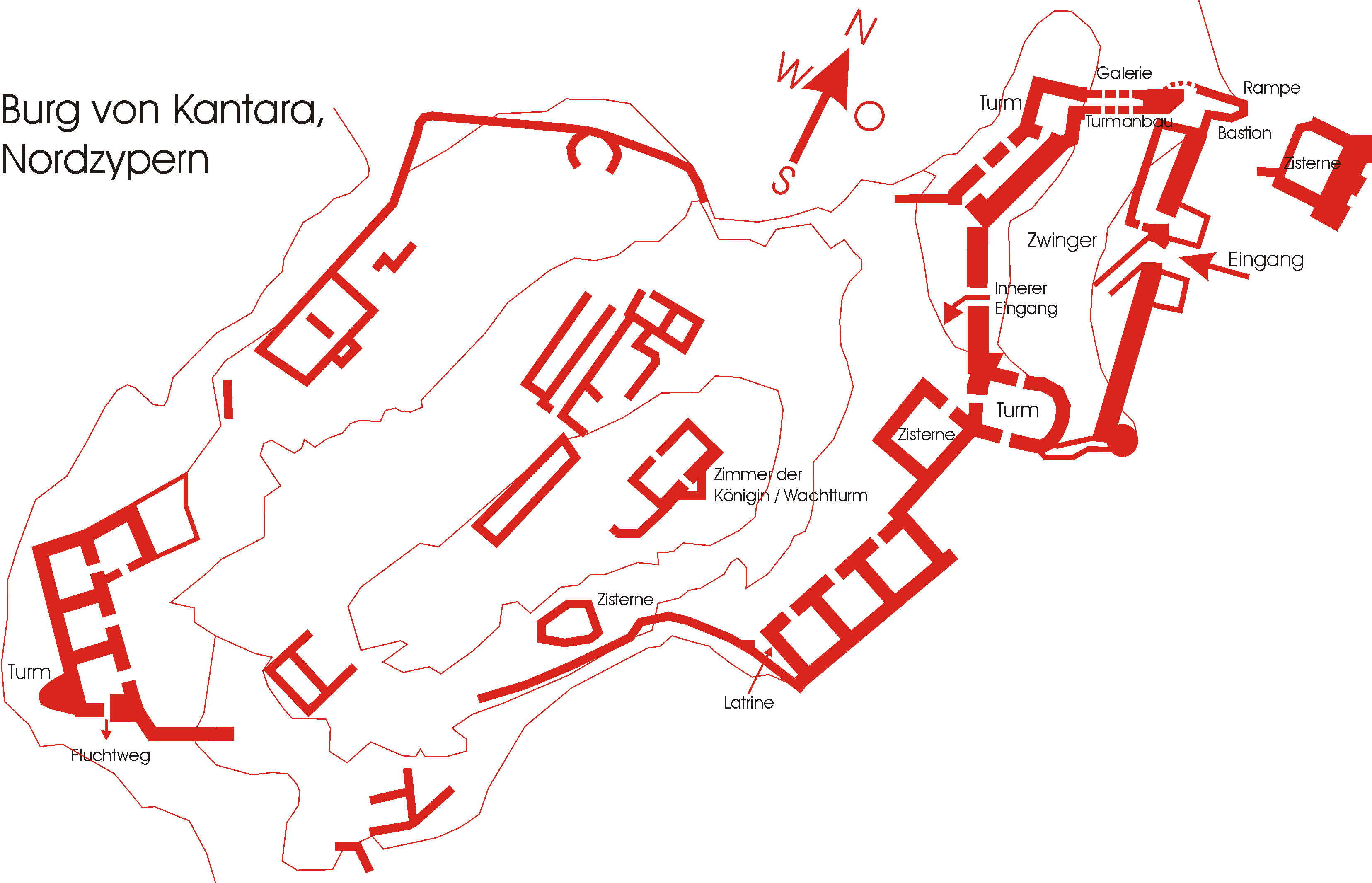
Grundriss der Burg Kantara

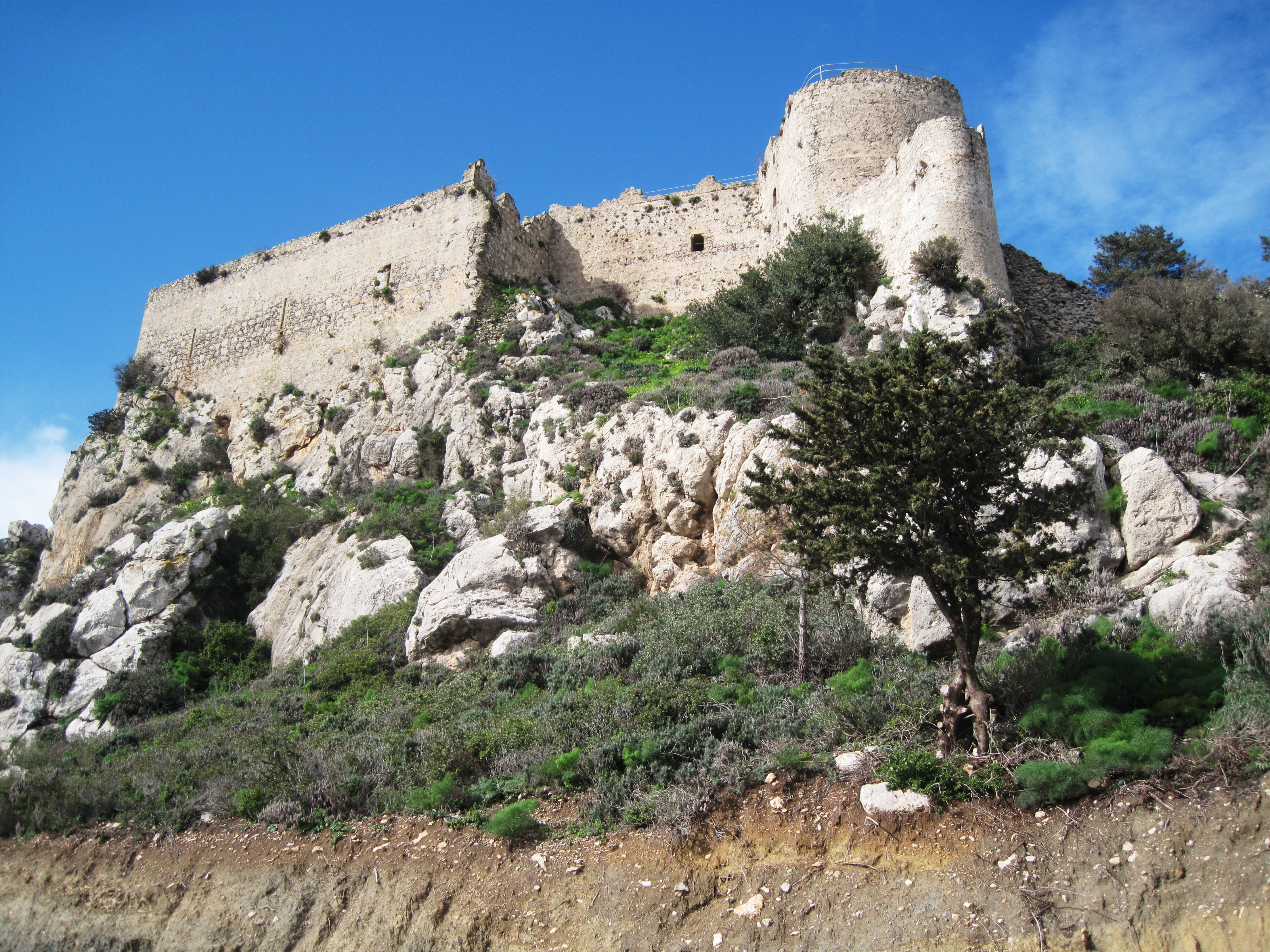
Die Ruinen der Burg Kantara

Erst im letzten Jahrhundert der Lusignan-Herrschaft scheint sich in der Oberschicht das Griechische mehr und mehr gegen das Französische durchgesetzt zu haben.
In dieser Zeit siedelten sich vermehrt Venezianer auf der Insel an. Marco Cornaro zählte zu den größten Landbesitzern der Insel. Er galt geradezu als „Zuckerkönig“, wobei der überwiegende Teil nach Venedig ausgeführt wurde. So schreibt Marin Sanudo, von Zypern komme so viel Zucker, dass die Christen aufhören würden, ihn von Sarazenen zu erwerben, und nach Francesco Balducci Pegolotti, der die Insel gut kannte, kam von dort der beste Zucker der Welt (als polvere di zucchero oder Kristallzucker). Dabei spielte neben dem Südwesten der Insel auch das Gebiet um Akanthou und Kanakaria eine wichtige Rolle.
Doch 1374 eroberten ihre Gegner, die Genuesen die Insel und König Peter II. floh nach Nordosten, wo er sich in Kantara festsetzte. Von dieser Region aus, und dem Gebiet um Kyrenia, wo gleichfalls zwei massive Festungen bestanden, konnte der Lusignan die Insel zurückerobern. Da nun der gesamte Handel über das genuesische Famagusta abgewickelt werden musste, das die Genuesen bis 1464 dominierten, blieb den bisherigen Herren der Insel fast nur die Piraterie zur Geldbeschaffung.
Den wirtschaftlichen Niedergang konnte dieser nicht aufhalten, der im Gegenteil durch die Piraterie verstärkt wurde. Unter König Jakob I. wurde Kantara gewaltig ausgebaut, um den Nordosten gegen eine erneute Invasion zu schützen. Eine dauerhafte Garnison wurde eingerichtet, die über eine enorme Zisterne mit Wasser versorgt wurde. Hinzu kam eine Reihe von Wachtürmen im Osten der Burg.
Als 1426 die Mameluken Nikosia eroberten, fiel dem Brand des Königspalastes auch das gesamte Archiv zum Opfer. Daher basiert ein erheblicher Teil der Geschichtsschreibung auf externen Quellen, die zyprischen Bestände sind gering und stark verstreut, allerdings bestehen Abschriften lokaler Dokumente, Berichte von Gesandten und des örtlichen Bailò in Venedigs Staatsarchiv, aber auch in Rom, Paris und London sowie Turin.

### Venezianische Herrschaft (1489–1571)

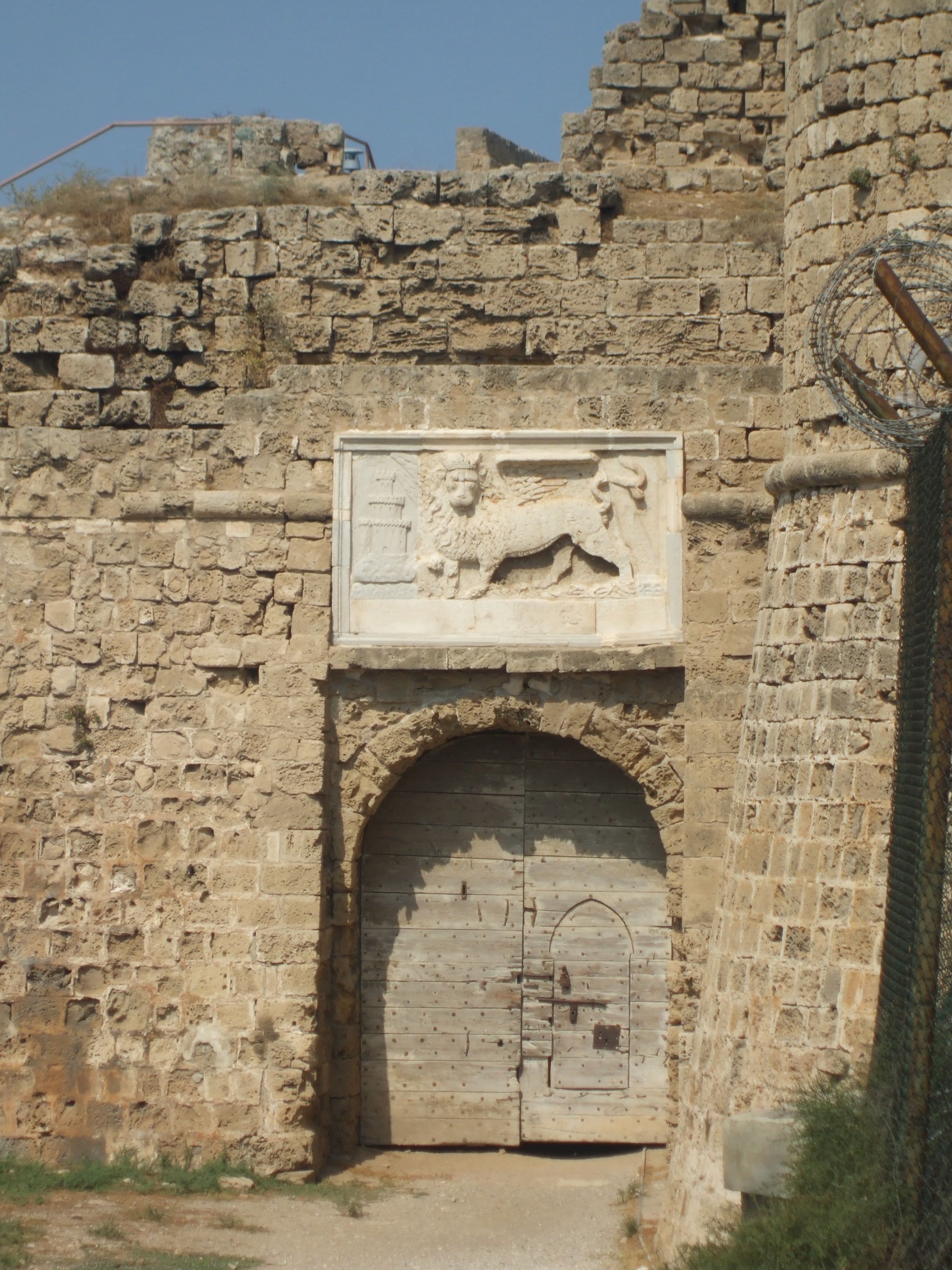
Der Markuslöwe über dem Eingang einer Burg

Schon im Vorfeld der Besetzung Zyperns durch Venedig griff der Senat 1477 auf die Ressourcen der Insel, allen voran Salz und Getreide, unmittelbar zu. Er konzentrierte den Salzhandel ausschließlich auf Venedig. Beim Getreide, beginnend 1478, musste bald jedes entbehrliche Korn nach Venedig verbracht werden. Bald verlor die Burg Kantara angesichts der Veränderungen in der Fortifikationstechnik für die Venezianer nach und nach ihren Wert. So wurde die Festung 1519 bereits für unzureichend gehalten und versank nach 1562 in die Bedeutungslosigkeit, ähnlich wie die weiter westlich gelegenen Burgen.
Venezianische Inspektoren kontrollierten bereits zur Zeit von Caterina Cornaro die Insel, ab 1489 dominierten sie auch das Feudalsystem. Im selben Jahr plünderten türkische Piraten mit sechs Schiffen die Karpas-Halbinsel und töteten 37 Bewohner. Der Venezianer Nicolo Giustinian (Zustignan) wurde im Jahr 1511 durch seine Ehe mit Charlotte Perez Fabrice (dame de Carpas; † 1526), der Tochter des Titulargrafen von Jaffa und Carpas Jean Perez Fabrice, zum (dritten) Comte du Carpas. Dabei gehörten in venezianischer Zeit auch Orte außerhalb der Halbinsel zu dieser Comté. Auf Zustignan folgte sein Sohn Mathieu, dem wiederum sein Bruder Angelo (Ange) nachfolgte. 1544 nahm der Titelinhaber damit den zweithöchsten Rang auf der Insel ein, nach dem Baron von Jaffa und vor dem Baron von Rocca.
Zur Comté war der Karpas bereits am 4. März 1472 durch den Lusignan-König Jakob II. gemacht worden, um den Spanier Juan Perez Fabrice für seine Dienste zu belohnen, der allerdings bereits am 24. Oktober 1474 starb und eine Witwe mit vier Kindern hinterließ. Ihm folgte auf Befehl der Königin Caterina Cornaro – Jakob II. war gleichfalls 1474 gestorben – nicht einer seiner Söhne, sondern sein Cousin Giorgio Contarini. Luis Perez, Juans Sohn, starb 1511 in Venedig, ohne den Contarini jemals ihren Besitz streitig gemacht zu haben. Seine Schwester Charlotte, die Nicolas Giustiniani heiratete, gab ihm hingegen die Möglichkeit, um den Besitz des Karpas juristisch zu streiten. Dieser Vorgang war zentral für den Übergang der Insel aus den Händen der Königin in diejenigen der Republik Venedig.
Die Sozialstruktur im ländlichen Karpas veränderte sich im Übergang vom späten Byzanz über die Lusignan zu den Venezianern mit Blick auf Staatlichkeit und Vasallität zwar sehr stark, jedoch blieb die Hauptmasse der Bevölkerung im Status der beinahe unauflösbaren Bindung an das Land. Diese Landleute wurden mit der Bezeichnung villanus oder villain, servus oder pagus, aber auch parico (vom griechischen πάροικος) belegt, und befanden sich rechtlich zwischen den Sklaven und den freien Landleuten, den francomati oder contadini. Dabei betonte servus die persönliche Unfreiheit, damit eine Nähe zur Sklaverei, pagus verband den Betroffenen mit der Landarbeit, villanus betonte die Bindung an den Boden; der parico jedoch hatte Aussicht, sich aus der Abhängigkeit vom Landherrn und der Bindung an den Boden zu befreien.
Als der osmanische Druck auf die venezianische Kolonie stärker wurde, versuchte der venezianische Senat die Adelsfamilien dazu zu veranlassen, ihren provokanten Lebensstil nicht mehr übermäßig der verarmten Landbevölkerung zu demonstrieren. Unter Giacobus Diassorinos nämlich empörten sich Landbewohner gegen Venedig und betrieben die Übergabe der Insel an den Sultan, weil sie grausam und schlecht behandelt worden seien. 1561 reduzierte Venedig die Abgaben der parici, die mehr als 25 Jahre gearbeitet hatten, und schaffte sie für über 60-Jährige ganz ab, auch erhielten sie Erbrechte. Doch Geldmangel veranlasste die Verwalter bald, ihnen neue Lasten aufzubürden. Repräsentanten der nach ihren Angaben 70.000 parici (bei einer seit Beginn der venezianischen Herrschaft auf 190.000 Einwohner verdoppelten Bevölkerung) konnten sich erstmals im August 1569 direkt in Venedig beschweren; sie wiesen darauf hin, dass zahllose Landleute zu den Türken flohen. Um dies zu verhindern, erklärte Venedig am 2. Juli 1570 alle parici für frei. Dennoch stellten sich zahlreiche Dörfer auf die türkische Seite, die ihnen Freiheit versprach.
Vor diesem Hintergrund trafen den Karpas Heuschreckenplagen in stärkstem Ausmaß, denn die wohlhabenden Regionen erholten sich schneller und ließen in ihren Abwehrmaßnahmen, vor allem dem Einsammeln der Eier, dementsprechend schnell nach. Auch wurden den Landleuten diese Aufgaben noch zusätzlich zu ihren Feudallasten aufgebürdet – 1516 wurden fast 2,5 Millionen Liter an Heuschreckeneiern eingesammelt. Tauchte die Plage wieder auf, traf sie die verarmten Gebiete in besonderem Maße, die im Osten lagen, vorrangig den Karpas, wie 1550 der Gouverneur von Famagusta klagte. Doch 1559 verschwand die Plage, vielleicht infolge der extrem starken Winterregen der Jahre 1555–1558.
Insgesamt war der Karpas neben der Mesaoria das viehreichste Gebiet der Insel, wie ein pratico des 16. Jahrhunderts vermerkt, ein alle vier Jahre zu erstellender Bericht über die Verhältnisse der Bewohner auf der Insel, Überblicke, die jedoch nur unregelmäßig und keinesfalls flächendeckend erstellt wurden. Derlei Berichtstradition reicht bis in byzantinische Zeit zurück. Venedig wurde durch einen bailo oder civitano repräsentiert, der aus „altem“ zypriotischem Geschlecht stammen musste, während die besonders wichtigen Positionen Zyperns ausschließlich durch Venezianer besetzt wurden. Dabei saß die Regierung mit ihrer Verwaltung und Gerichtshöfen in Nikosia, während der Capitano mit seinen militärischen Aufgaben in Famagusta residierte, womit die Insel sich zunehmend zweiteilte. Viele Bewohner Nikosias, wo es zu Ostern oft zu Pogromen kam, zogen 1510 nach Famagusta, das zahlreiche religiöse Minderheiten beherbergte. Viele der 1492 aus Spanien vertriebenen Juden suchten Zuflucht auf Zypern, so dass die venezianische Verwaltung mit Regulierungen eingriff. 1563 lebten in Famagusta, wo praktisch alle Juden der Insel lebten, 25 jüdische Familien, 1568 schätzt man die Zahl der Juden, die in einem eigenen Ghetto im Süden der Stadt lebten, auf 150 bis 200, bei vielleicht 8000 Einwohnern. Als 1536 der capitano Leonardo Venier mit Nikosia in Streit geriet, sperrte er kurzerhand die Versorgung aus dem Norden, so dass man dort über Zustände wie bei einer Belagerung klagte. Der capitano Andrea Dandolo (1545–1547) bestritt Nikosia den rechtlichen Zugriff auf den Karpas und die angrenzenden Ebenen, und warf den Verwaltern der Hauptstadt vor, ihm die wichtigen Versorgungsgebiete entziehen zu wollen. Zudem untersagte er den dortigen feudatari, von ihren Gütern Vieh oder Getreide zu beziehen. Den dort ansässigen Bauern verlangte er hohe Gebühren dafür ab, ihr Getreide zu den Mühlen bringen zu dürfen.
Für die Kontakte mit den Türken erlangte der Übersetzer Jotino Provosto große Bedeutung, ein griechischer Adliger. Er reiste zur Zeit des Statthalters Pietro Balbi (1503–1505) nach Kairo, um Kompensationen für 40 Untertanen der Mamluken auszuhandeln, die auf dem Karpas getötet worden waren. Nach seinen Angaben war es ihm gelungen, die zunächst geforderte Summe von 26.000 Dukaten auf 400 zu reduzieren. Im Juni 1556 segelte eine Flotte von Rhodos, das die Osmanen 1522 erobert hatten, nach Famagusta und forderte die „üblichen“ Seidenkleider als Tribut, wie man ihn den Mamluken entrichtet hatte, sowie 400 Zecchino, was der dortige capitano jedoch ablehnte. Daraufhin fuhren die Schiffe zum Kap Andreas, von wo sie mit 40 mit Arkebusen Bewaffneten angriffen. Die Bewohner von Rizokarpaso nahmen mit Erleichterung das Angebot des Provveditore generale Bernardo Sagredo von 1563 an, sie in ein casal Agridi umzusiedeln. Auch 1564 kam es zu einem Zwischenfall mit einem türkischen Schiff. Normalerweise bot Venedig in solchen Fällen Kompensationen an.

### Osmanische Herrschaft (1571–1878)

#### Eroberung und türkische Zuwanderung

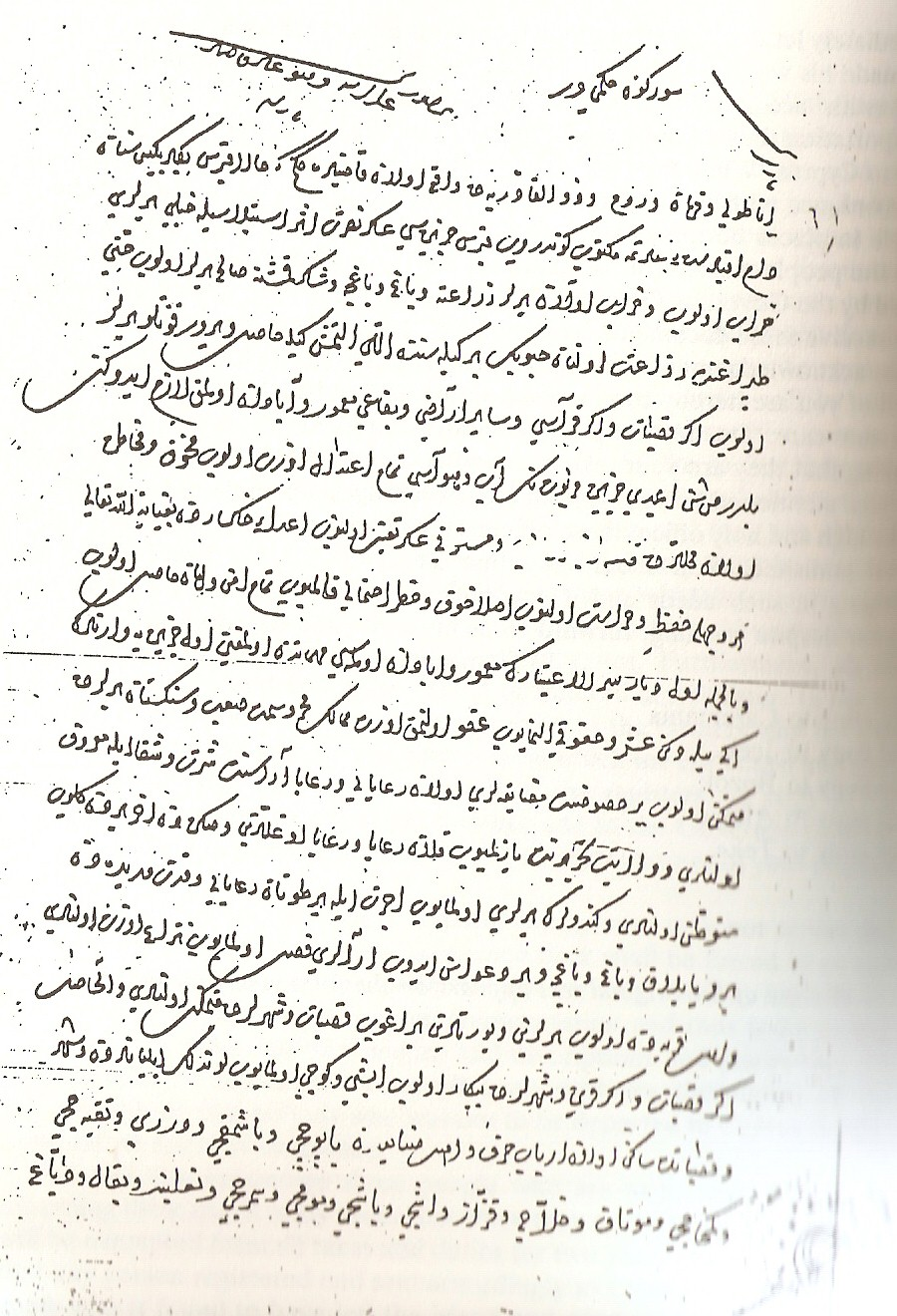
Ferman von 1571 zur Wiederbesiedlung der Insel; Kopien wurden an die Amtsinhaber in Karaman, Mersin, Yozgat, Alanya und Antalya geschickt.

Der Streit um Zypern wurde auf beiden Seiten als Teil eines apokalyptischen Kampfes gesehen. Daher spielte die einsetzende Massenkommunikation eine zentrale Rolle. Darin wurde Selim II. die Rolle eines letzten Weltherrschers zugewiesen, in einer Zeit des Glaubens an ein bevorstehendes Ende der Welt. Zudem erhielt er ja bereits Tribute, was im politischen Zeichensystem der Osmanen einer Unterwerfung gleichkam. Auf der anderen Seite sah sich Venedig als Verteidigerin einer „Freiheit“, die die dortigen Patrizier allerdings nur innerhalb ihres Standes, und auch nur im Zentrum, jedenfalls kaum jemals innerhalb seines Kolonialreiches anerkannten.
1570 landete eine osmanische Flotte von 360 Galeeren und eroberte unter Lala Mustafa Pascha bis 1571 die Insel, die bis 1878 von der Hauptstadt Konstantinopel (Ḳusṭanṭīniyye) aus regiert wurde. Nach der Einteilung in 16 Unterprovinzen wurden Siedler auf die entvölkerte Insel geschickt, vor allem aus dem südlichen Anatolien, darunter Yörüken, Christen und Juden; die benachbarten anatolischen Gebiete gehörten sogar zur Provinz Kibris. Bereits im September 1571 bestimmte ein Ferman, dass bestimmte Handwerker auf die Insel geholt werden sollten. Schon im folgenden Jahr kamen 1.689 Zuwanderer, bis 1581 kamen rund 8.000 Familien.
Gleichzeitig wurde die Dominanz der Lateinischen über die Orthodoxe Kirche 1575 aufgehoben, die im Gegenzug zu einer Art Kern der osmanischen Verwaltung wurde. Bis 1573, als Venedig und Konstantinopel Frieden schlossen, verließen die Katholiken überwiegend die Insel, die übrigen konvertierten wohl zumeist zum Islam, arbeiteten in der Administration, als Übersetzer oder in der Kirchenhierarchie.
Hingegen forderte noch 1587 Erzbischof Timotheos (1572–1587) den spanischen König auf, die Insel zu erobern. Er behauptete, 65.000 Christen auf der Insel wären bereit, gegen die 6.000 Mann der Besatzung aufzustehen. Zwar schenkte man ihm keinen Glauben, doch die Flüchtlinge erhielten materielle Unterstützung. Als tatsächlich 1607 eine toskanische Piratenflotte Famagusta angriff, wartete Don Pedro Téllez-Girón y Velasco vergeblich auf die aufständischen Griechen. Dennoch versprach Erzbischof Christodoulos I. zwei Jahre später erneut 30.000 Griechen gegen 8.000 Türken, was der spanische Staatsrat für bar jeden Fundaments hielt. Derselbe Kirchenmann schrieb ähnliche Briefe an Savoyen in den Jahren 1609, 1611, 1617 und 1632. Der letzte Brief dieser Art wurde noch 1668 abgeschickt.

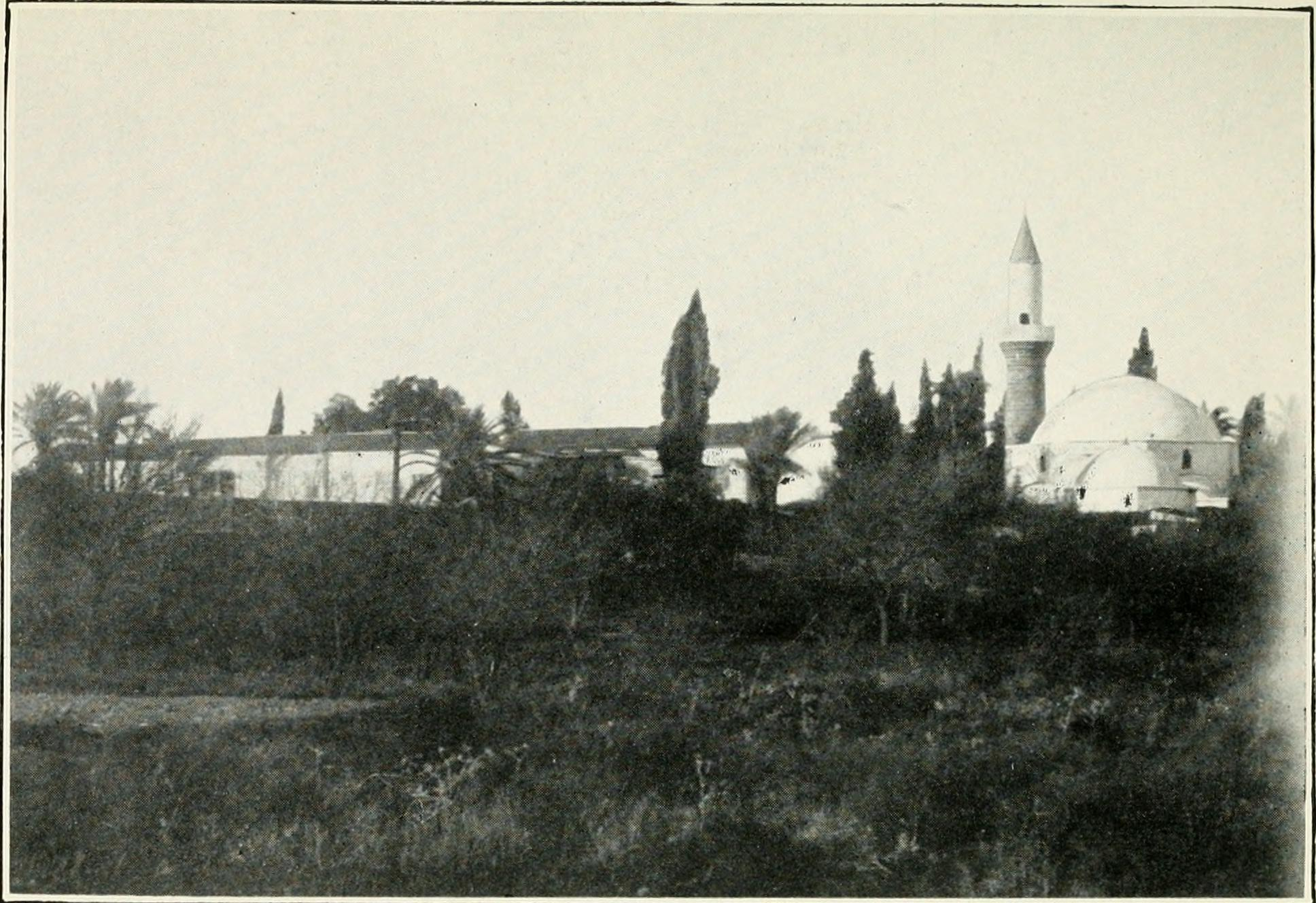
Der Hala Sultan Tekke flossen Mittel von der Karpas-Halbinsel zu (Foto von 1908).

Der Sultan und Lala Mustafa Pascha sorgten ab dem 15. September 1570 für die Gründung großer frommer Stiftungen (evkaf, Sing.: vakf) unter Leitung der bis heute bestehenden Kıbrıs Türk Vakıflar İdaresi. Dazu wurden zunächst Kirchen in Moscheen umgewandelt, als erste die Kathedrale in Nikosia, die nun Aya Sofya Camii hieß und die größte vakf erhielt, für die der umfangreichste Teil der lateinischen Besitztümer eingezogen wurde. Ein Teil dieser dem Sultan gehörenden Besitztümer wurde zugunsten des Staatsschatzes verkauft. Allerdings verlor die Stiftung vor allem im 17. Jahrhundert den größten Teil der Ländereien. Die meisten evkaf gingen auf Militärführer der Eroberungszeit zurück. 1611 waren dies 16, drei gingen auf den Sultan zurück, hinzu kamen 13 weitere, dazu die 1633 gegründete Valide Sultan vakf. Auch Tekken oder einfache Inselbewohner konnten eine solche wohltätige Stiftung gründen, die beim örtlichen Kadi registriert wurde. Auf dieser Basis entstanden Bäder, Schulen, Mühlen oder Aquädukte, Brücken oder Handelshöfe.
Die zweitgrößte vakf gründete Lala Mustafa, eine Stiftung, die große Landgebiete um Morfou besaß. Die Stiftung von Emine Hatun, Tochter Haydar Paschas, umfasste ausgedehnte Ländereien im selben Gebiet, deren Einnahmen wiederum der vakf zuflossen, aus der Kleider und Nahrung für das Mevlevihane gestellt wurden. Griechische Frauen, die türkische Männer heirateten, hatten gleichfalls das Recht eine Stiftung ins Leben zu rufen, deren Leitung vielfach ihren Töchtern oder Enkelinnen überantwortet wurde. Die größte vakf auf dem Karpas war die Umurga (Aphendrika) Çiftlik mit Landbesitz im Umfang von 12.086 dönüm à 1337,8 m², also über 1600 ha. Auch ihr Inhaber, die Hala Sultan Tekke, verlor schon bald, spätestens aber in britischer Zeit diesen Besitz an die Kirchen Ayias Trias sowie Ayias Synesios und Archangelos in Rizokarpaso und schließlich an Privatbesitzer.

#### Drastischer Bevölkerungsrückgang
Regierungssitz war Lefkosia, wie die Türken nunmehr Nikosia nannten. Sinan Pascha ließ einen Zensus durchführen, bei dem man 150.000 Männer zählte, dazu 30.000 osmanische Soldaten. Der einzige Ort auf der Insel, der beanspruchen konnte, eine Stadt zu sein, war Famagusta mit seinen 6000 bis 6500 Einwohnern, Kyrenia hatte hingegen nur 600 bis 800 Einwohner.
Karpas (Rizokarpaso) war 1572 einer der reichsten und größten Orte auf Zypern. Seine Einwohnerzahl wird auf 1475 bis 1500 geschätzt, wie Steuerlisten belegen. Zu dieser Zeit zählte man 102 unverheiratete und 297 verheiratete Männer im Ort. Allerdings war Karpas keine Stadt, denn es verfügte über keinerlei städtische Funktionen, sondern war ein Bauerndorf mit starkem Akzent auf dem Getreideanbau. So stammten 37 % seines Steueraufkommens aus dem Weizenanbau, 19 % aus dem Gerste- und 11 % aus dem Linsenertrag des Jahres. Dabei lagen die Gersten- und Weizenerträge gleichauf, doch lag der Preis für Weizen doppelt so hoch. Weitere 5 % der Steuereinnahmen wurden auf Schafe erhoben, 1 % auf Wein. Diese Prosperität weckte Begehrlichkeiten, denn alle Dörfer der Insel wurden zum Unterhalt der Truppen, etwa der Janitscharen, und der Verwaltung herangezogen. Für die Sandschaks von Paphos und Famagusta wurde eine Abgabe in Höhe von 10.000 Piaster eingezogen, die noch 1839 als Nizami erschien, obwohl die beiden Sandschaks bereits 1640 aufgelöst worden waren. Die Abgabe wurde u. a. auf Baumwolle, Seide und Wein erhoben. Trotz des Verlustes der Insel unterhielt Venedig schon 1573/78 wieder einen Konsul (mit seinen Dragomanen), dessen Ernennung ausschließlich durch den Bailò von Konstantinopel erfolgte. Dies war für die Ausfuhr von Baumwolle und vor allem von Wein durch venezianische Händler, die in Friedenszeiten zugelassen waren, bis 1797/99 von großer Bedeutung.

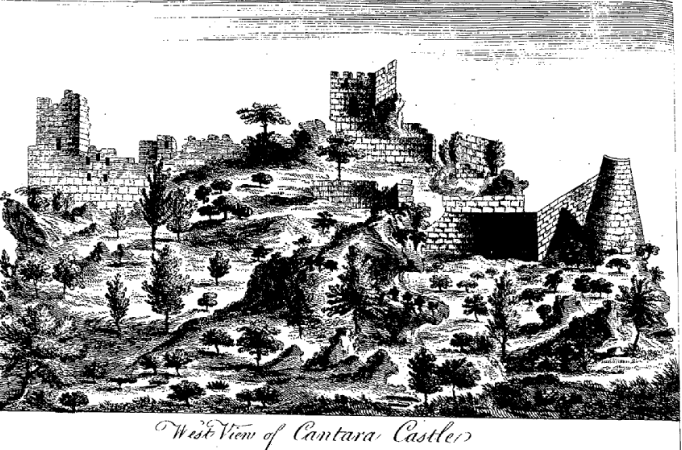
Die Burg Kantara um 1750, Skizze von Alexander Drummond

Der erste osmanische Zensus ermittelte noch 800 oder 850 Dörfer auf der Insel, bei vielleicht 200.000 Einwohnern. Bis 1600 war diese Zahl auf 120.000 eingebrochen. Den Tiefpunkt erreichte die Einwohnerzahl um 1740, als sie bei 95.000 lag. Die Zahl der Maroniten, die sich 1625 in Rom beschwerten, dass die orthodoxen Zyprer ihre Kirchen übernahmen, war dabei durch Massaker noch drastischer auf 7000 bis 8000 zurückgegangen. 1596 waren es sogar nur noch 4000 in 19 Dörfern, die vor allem im Nordwesten Zyperns lagen.

#### Katholisierungsversuche, Aufstände, zeitweiliger ökonomischer Niedergang
Ein Francesco Locatello, der 1629 behauptete, einer seine Söhne habe die Tochter des Paschas geheiratet und diese sei Katholikin geworden, forderte zur Einsetzung eines katholischen Bischofs auf und machte in Rom Hoffnungen auf eine Katholisierung der Insel, zumal Christodoulos und drei weitere Bischöfe angeblich dazu bereit waren zu konvertieren. Tatsächlich wurde Pietro Vespa Bischof in Paphos, der die ganze Insel bereiste, gegen den jedoch bald die Maroniten protestierten. Als der Pascha (seit 1640 gab es nur noch einen statt drei), der durch Franziskaner vor dem spanischen „Spion“ gewarnt worden war, eine hohe Abgabe zum Unterhalt des Bistums verlangte, verflog die Begeisterung. Vespa harrte bis 1655 aus, wurde dann aber durch einen Franziskaner beerbt. Die Bischöfe, die vielfach auf die Eliten aus venezianischer Zeit zurückgingen, behielten offenbar ihre Neigung zu den beiden katholischen Großmächten des Mittelmeers, eine Verbindung, die sich erst mit Erzbischof Ilarion Kigalas (1674–1678) auflöste.
Nun stützten sich die Inseleliten sehr viel stärker auf die Machtausübung in lokalen Zusammenhängen und die wirtschaftliche Nutzung der dortigen Ressourcen sowie die Steuereinnahmen, zumal die Insel von 1660 bis 1703 Teil der Eyalets der ägäischen Inseln (Cezayir) war. Dabei entfernte sich die Insel weit vom Machtzentrum, was sich in Erhebungen, wie der des Mehmed Ağa Boyacıoğlu niederschlug, der vor 1690 die Insel für fünf, vielleicht sogar sieben Jahre beherrschte. Zugleich war mit der osmanischen Eroberung Kretas jede katholische Macht zu weit entfernt, um noch an eine Intervention auf Zypern zu denken.

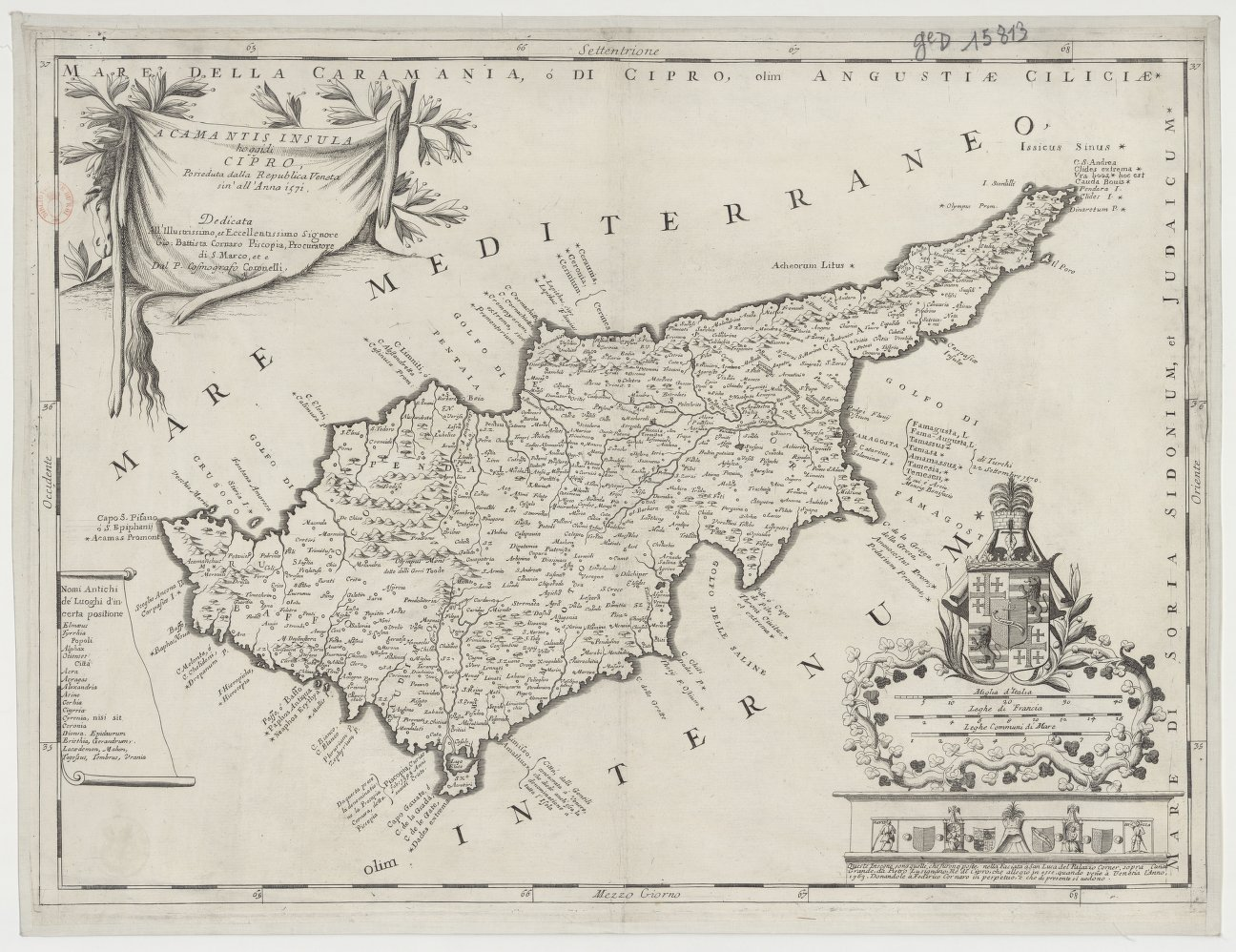
Das von der Republik bis 1571 besessene Zypern, Vincenzo Coronelli 1685

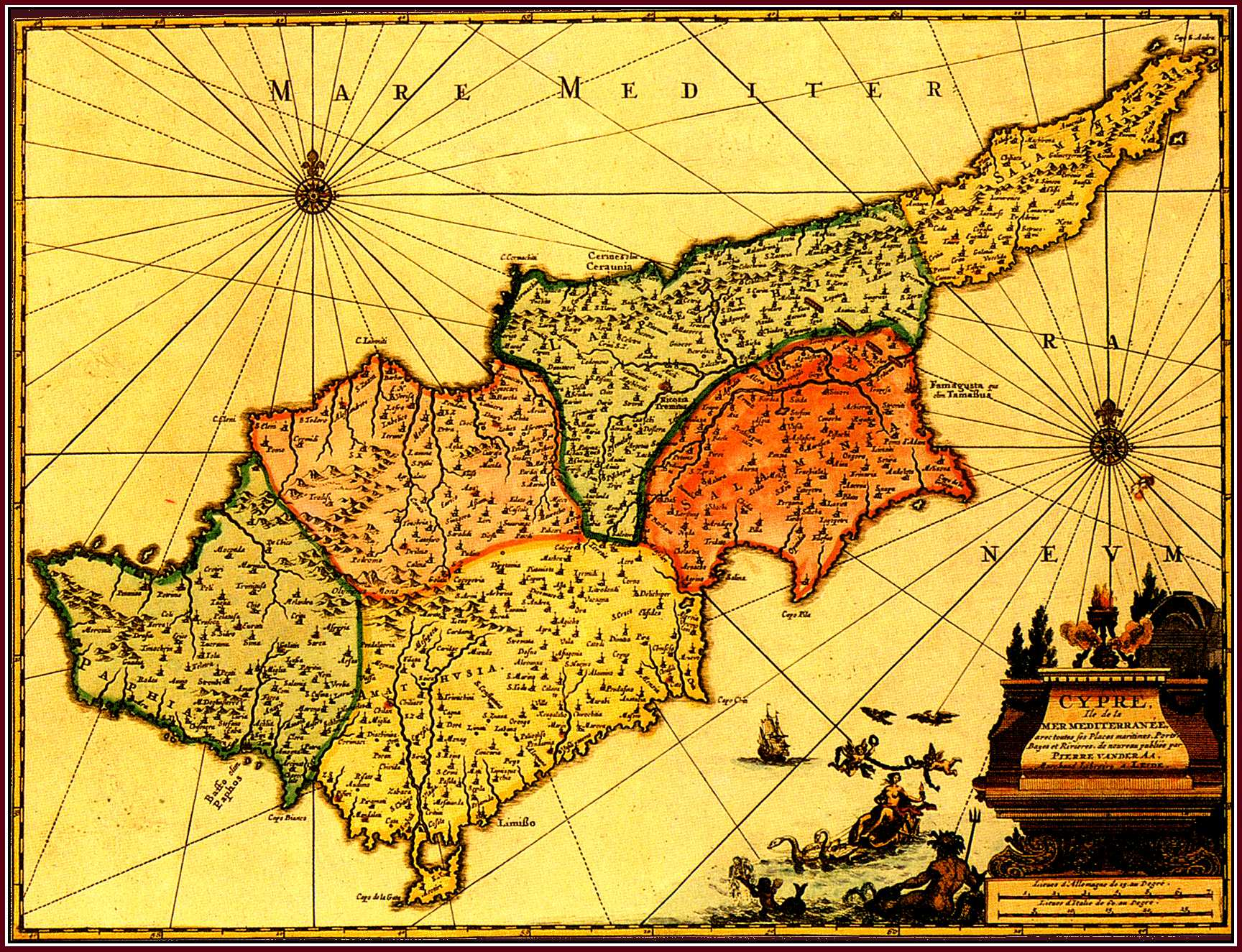
Zypern zu Anfang des 18. Jahrhunderts

Der einsetzende ökonomische Niedergang hatte seine Ursache in der Art der Nutzung und damit der Verwaltung durch das Osmanenreich, denn 1703 wurde die gesamte Insel dem Großwesir übertragen. Zwischen 1712 und 1741 wurde Zypern darüber hinaus zum Verbannungsort unbotmäßiger Stämme. Die Ausplünderung der Insel nahm unter dem Großwesir İbrahim Pascha schließlich solche Formen an, dass der Sultan ihm die Insel 1745 wieder entzog. Sie wurde 1784 kurzzeitig wieder Cezayir zugeschlagen, dann bis 1785 wieder zu einer regulären Großprovinz, einem Eyâlet. Abu Bekr Pascha (1746–1748) förderte die lokale Wirtschaft durch die Anpflanzung von Maulbeerbäumen und Weinstöcken. Der Tiefpunkt der wirtschaftlichen Situation wurde unter dem Muhassil Chil Osman Agha erreicht, der ab 1764 die Abgaben drastisch erhöhte, um das Vermögen wieder hereinzuholen, das ihn der Kauf des Postens gekostet hatte. Ein Aufstand kostete ihn das Leben; zur Strafe sollte jeder Christ 14, jeder Muslim 7 Piaster Strafe zahlen. Dagegen wiederum erhoben sich 1765 die Türken unter dem Festungskommandanten von Kyrenia, Khalil Agha, der jedoch 1766 hingerichtet wurde. Trotz dieser Erfahrungen wurde erst 1785 die Verpachtung der dem Großwesir zugesprochenen Insel abgestellt. Während es 1777 nur noch 564 Dörfer gab, stieg ihre Zahl bis 1862 immerhin wieder auf 605. Davon waren 118 muslimisch, 239 gemischt und 248 christlich.
Auf Zypern kam es im 19. Jahrhundert zu Aufständen, die nun stärker zu Feindseligkeiten zwischen Türken und Griechen führten, was mit dem zunehmenden Einfluss der Bischöfe zusammenhing, und damit, dass nun viele Orthodoxe hoffnungsvoll nach Russland schauten, wie der französische Konsul konstatierte, das auf Kosten der Osmanen sein Reich ausdehnte. So erhob sich unter einem als Altiparmak (‚Sechs Finger‘) bekannt gewordenem Militär eine Truppe von Türken, denen er versprochen hatte, sie vom „Joch der Christen“ zu befreien und die vier Bischöfe zu töten. Mitte Mai 1806 brachte er 70 oder 80 Männer auf den Karpas, wo sich weitere Männer anschlossen. Sie ermordeten Christen und plünderten Klöster und Kirchen, bis 500 türkische Soldaten die Marodeure besiegten. 1837 wurde berichtet, dass Muslime sogar Paten christlicher Kinder wurden. Zudem berichtet derselbe Autor über die Piraterie, die vor allem die Karpas-Halbinsel immer noch traf.
Da die Osmanen das Millet-System zur Anwendung brachten, bei dem die Nichtmuslime zwar Abgaben zu leisten hatten, aber dafür wirtschaftlich selbstständiger agieren konnten, als unter den Venezianern, war die orthodoxe Kirche in der Lage, ihre Kirchen zu renovieren und umzubauen. Dabei wurde in ländlichen Gebieten, wie auf dem Karpas, z. B. in Rizokarpaso, die Kirche mit hellenistischen, byzantinischen und gotischen Elementen ausgestattet, eine Entwicklung, die in den Städten bereits im 14. und 15. Jahrhundert stattgefunden hatte.
Als 1821 Griechenland unabhängig wurde, ließ die Hohe Pforte die christlichen Gruppen auf der Insel vorsorglich entwaffnen. Dies war umso brisanter, als Ägypten sich unter Muhammad Ali weitgehend unabhängig gemacht hatte und Zypern vom 18. April 1822 bis 1829 besetzen ließ. Bis 1826 gelang Muhammad Ali die weitgehende Unterwerfung Griechenlands, doch unterlag die osmanisch-ägyptische Flotte in der Schlacht von Navarino 1827. Muhammad Ali besetzte dennoch von 1833 bis 1840 erneut Zypern. 1831, während einer kurzen Ruhephase in diesen Kämpfen, wurde ein erster Zensus zur Ermittlung der Steuerkraft durchgeführt. Dieser zeigt, dass 45.365 Männer die Insel bewohnten, von denen 29.788 Nicht-Muslime waren, 15.585 Muslime. Bei einer Gesamtbevölkerung von etwa 90.000 dürfte der Anteil der Muslime dennoch eher geringer gewesen sein, wenn man der Einschätzung einiger Reisender der Epoche folgt, dass die orthodoxe Kirche als Verantwortliche für die Steuereinziehung ihre Gemeinden kleiner rechnete.
Dort kam es zu Aufständen, darunter im Juli 1833 auf dem Karpas zum „Aufstand des Mönches“. Sein Führer war ein Joannikios, der auch am griechischen Aufstand teilgenommen hatte und 1828 nach Zypern zurückgekehrt war. Als er in Streit mit einer Nachbarin geriet und verhaftet werden sollte, floh er in den Schutz des französischen Dragomanen Jean Francois Alexiano Guillois. Als es 1833 zu zwei Aufständen auf der Insel kam, nutzte er die Gelegenheit und sprach sich mit dem gleichfalls aufständischen „Imam“ ab, der drei Monate lang Paphos beherrschte, um einen Angriff auf die Hauptstadt zu wagen. Am 14. Juli 1833 segelte er mit vielleicht 40 Albanern nach Bogaz. Dann schlug er sein Hauptquartier in Trikomo auf und versprach den Griechen des Karpas die Unterstützung Frankreichs. Doch bald musste er mit 16 Albanern nach Larnaka fliehen, in der Hoffnung in einem Konsulat Unterschlupf zu finden. Trikomo und Bogaz waren nach dem Aufstand menschenleer. Kurz danach brach auch der Aufstand des „Imams“ zusammen, nachdem sich Muhammad Ali und die Hohe Pforte geeinigt hatten.
Bedingt durch die Schwächung des Osmanenreichs und den ökonomischen Niedergang, brach die Verwaltung weitgehend zusammen. Gegen Ende der osmanischen Herrschaft bestand die unregelmäßig bezahlte Truppe aus kaum mehr als 400 Mann, die sich ohne Bezahlung auf Kosten der Bewohner durchschlagen mussten.

#### Neuorganisation als Provinz, Anzeichen ökonomischer Erholung
1870 wurde Zypern zur Provinz (Mutasarrıf) erhoben und der Karpas wurde einer seiner 18 Bezirke (Kazas). Der Pascha ernannte die Kaymakame, die den Kazas vorstanden. Diese wiederum ernannten die Muhtare, die Dorfvorsteher. Dieses System wurde, abgesehen von der Verminderung der Zahl der Kazas auf sechs und der Umbenennung der Kaymakame in District Commissioners, von den Briten ab 1878 übernommen.
Bereits seit etwa 1850 zeigten sich Anzeichen der Erholung, die Bevölkerung stieg bis zur ersten Zählung des Jahres 1881 auf 186.173. Darunter zählte man 45.458 Türken. 1874 lebten auf der Insel 44.000 Muslime und 100.000 Orthodoxe, auf der Karpas-Halbinsel fast nur Orthodoxe. Dort gingen Dorfbewohner dazu über, Antiquitäten auszugraben und diese zu verkaufen.

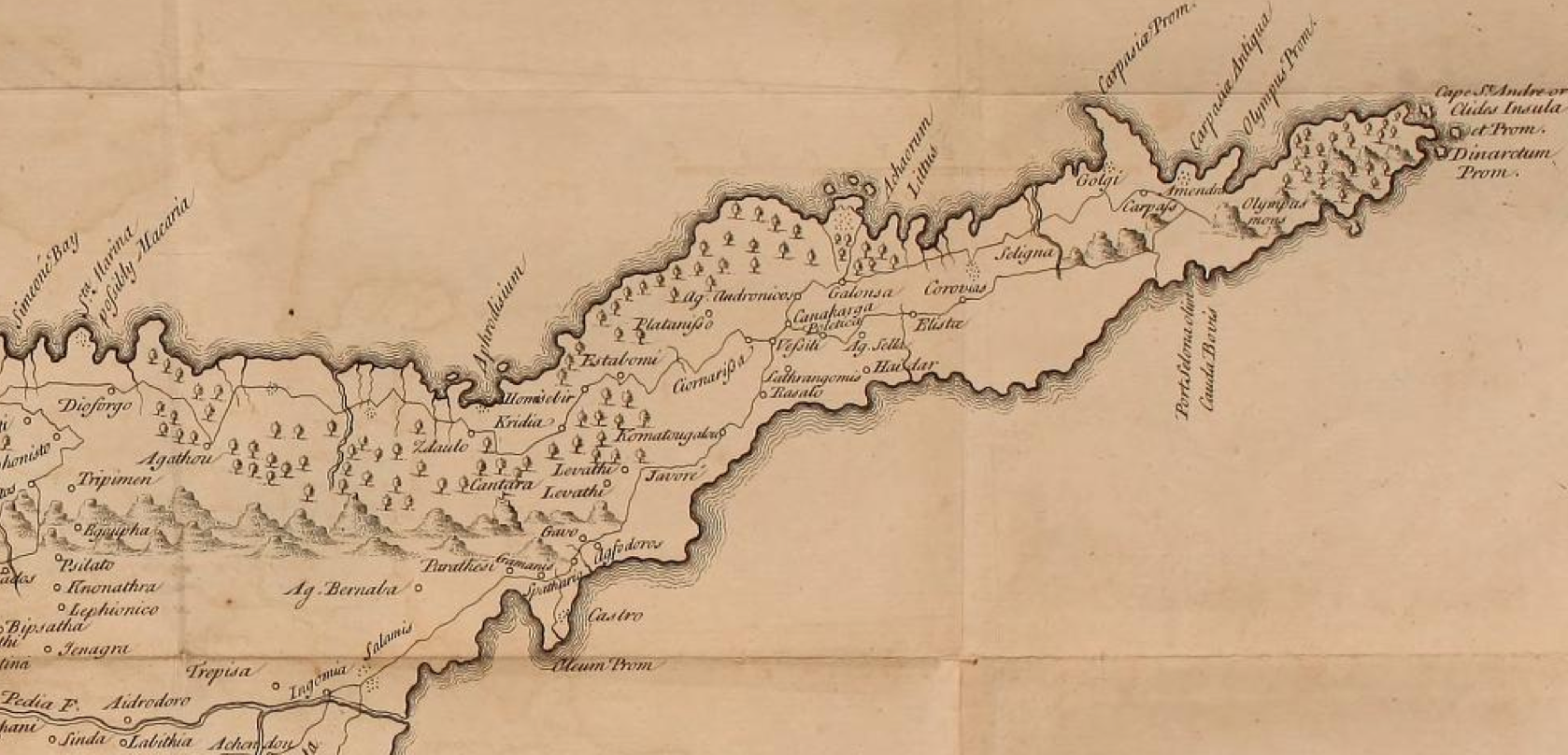
Ausschnitt der Zypernkarte von 1754, Alexander Drummond: Travels through different Cities of Germany, Italy, Greece and several parts of Asia, as far as the banks of the Euphrates : In a series of letters. Containing an Account of what is most remarkable in their Present State, As well as in their Monuments of Antiquity, W. Strahan, London 1754, nach S. 192

Einige wenige Reiseberichte setzen uns über die Verhältnisse auf dem Karpas partiell in Kenntnis, doch immer unter spezifisch englischen Kulturerwartungen. Wesentliches Kriterium war die Trennung von Kultur und Natur sowie deren ökonomisch ausgerichteten Nutzbarmachung. So reiste Alexander Drummond, britischer Konsul in Aleppo, 1745 und 1750 durch Zypern und besuchte dabei auch den Karpas. Zunächst enttäuscht von der Insel, geriet er doch zunehmend in Begeisterung: Rosala war „surrounded with corn-fields, gardens, gentle swells, pretty tufts of trees, and a natural fence of little hills“. Auch berichtet er von „Komatougalou“ (heute Koma tou Yialou), „which is prettily situated, and the fields are well laid out near the sea“.
Der Orientalist Paul Schröder, der für die deutsche Regierung in Konstantinopel und Beirut als Dragoman und Konsul arbeitete, besuchte 1870 und 1873 ebenfalls Zypern. Er berichtet zum Jahr 1873, auf der Insel habe es seit sechs Jahren zu wenig geregnet, daher würden viele Zyprer auswandern. Bei Yialousa registrierte er dennoch wohlkultiviertes und fruchtbares Land, doch bei Selenia fand er vor allem Büsche vor, „die die Bewohner Wald nennen, und in denen wilde Ziegen leben“. Bei seiner Weiterreise nach Rizokarpaso stellte er fest, dass dieser Ort wiederum ein prosperierendes Dorf war, mit gefälligen, blonden Einwohnern, die von der Seidenzucht lebten, sowie von Baumwolle und Rinderzucht.
Zu einem ähnlichen Ergebnis mit Blick auf die Besserung der Verhältnisse kam auch der Antiquitätensammler Hamilton Lang im Jahr 1870, der konstatierte, die Verhältnisse hätten sich in den beiden letzten Jahrzehnten deutlich gebessert. Dies erweist sich auch auf dem Karpas, wo in Rizokarpaso die Kirche Agios Sinesios noch in den 1870er Jahren stark erweitert und gotisiert wurde; auch Agios Thyrsos, in manchen Reiseführern als mittelalterliche Kirche bezeichnet, ist ein historistisches Gebäude aus dieser Zeit relativer Prosperität.
Doch die schwere Niederlage der Osmanen gegen Russland hatte 1878 zur Folge, dass Tausende von geflohenen Tscherkessen angesiedelt werden mussten. Im März 1878 sollten 600 von ihnen nach Zypern gebracht werden, jedoch landeten 3000 von ihnen am Karpas. Sie hatten gemeutert und der Kapitän hatte das Schiff auf einen Felsen fahren lassen. Aufgrund der Proteste der Einwohner wurden die Männer bald wieder aus der Region entfernt.

### Britische Kolonialherrschaft (1878–1960), Enosis

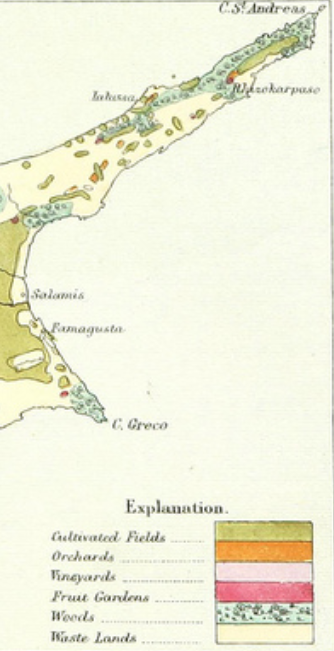
Ausschnitt aus einer Zypernkarte von 1878, die die agrarische Nutzung verdeutlichen sollte (Robert Hamilton Lang: Cyprus. Its history, its present resources and future prospects, London 1878, S. 10 der hiesigen digitalen Publikation, im Bestand der British Library)

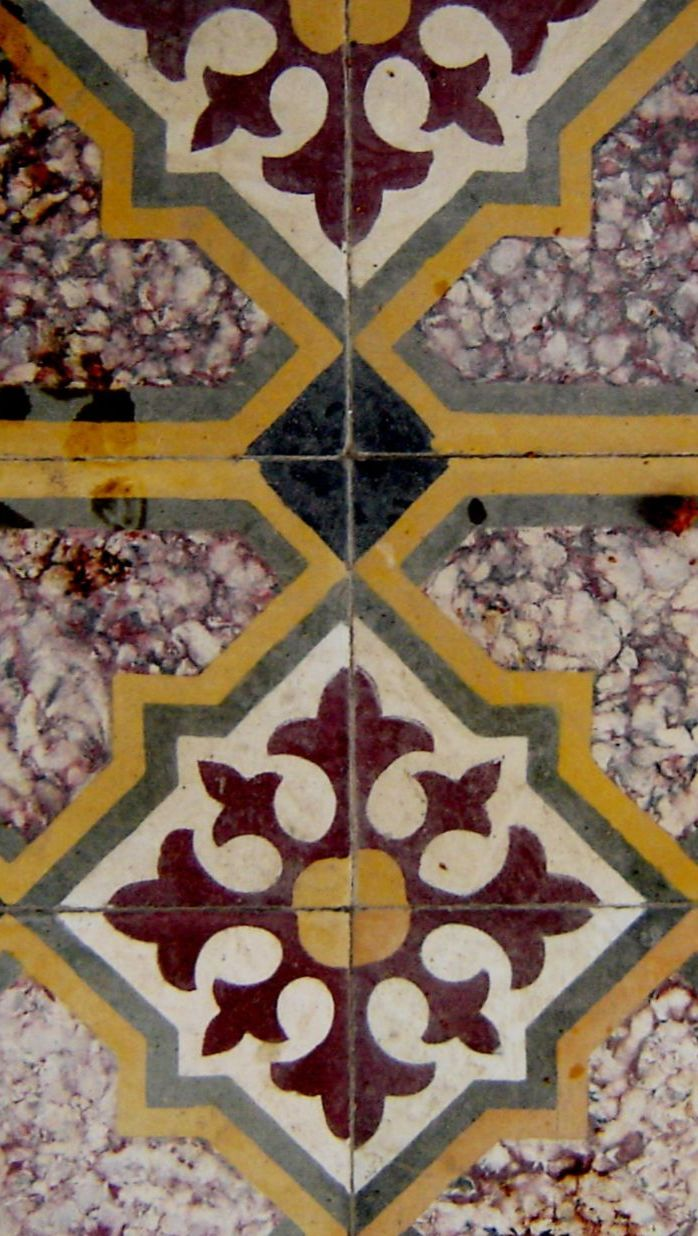
Keramikfliesen, Karpas

London, das die Herrschaft über die Insel in einem Vertrag mit Konstantinopel erlangte, errichtete ein Hochkommissariat unter Garnet Wolseley, gegen das sich der Widerstand der Griechen unter Erzbischof Sophronios III. richtete. Die von ihm geführte, von den Briten enttäuschte Opposition strebte den Anschluss an Griechenland an, die Enosis. Zu einer der Begründungen wurde die postulierte Besiedlung der Insel durch Griechen in vorgeschichtlicher Zeit, wie sie schon Herodot (5.113) behauptet hatte. Basierend auf Schriftquellen übernahm 1841 W. H. Engel diese Behauptung, der sich auch linguistische Arbeiten anschlossen. In einer Zeit, in der die römische Zivilisationsleistung, darunter vor allem die Künste, weit hinter der griechischen zurückzustehen schien, erlangte die Untersuchung der möglichst frühen Hellenisierung weiter Räume auch unter Archäologen Ansehen. Es war Thomas Backhouse Sandwith, der nicht nur eine relative Chronologie schuf, sondern für den galt: „Salamis was a Greek colony and the arts were introduced from Greece herself“, für den Salamis also eine griechische Kolonie war und die Künste aus Griechenland selbst eingeführt worden waren. Ideologisch band dies die Insel noch stärker an Griechenland, das geradezu zum Mutterland Zyperns wurde, und zwar nunmehr ethnisch und kulturell.
Der Politiker Wolseley hingegen, der den Karpas nur einmal umsegelte, sah in den archäologischen Stätten und den Kulturgütern insgesamt vorrangig eines der wichtigsten Mittel zur wirtschaftlichen Erholung der Insel. Vorrangig aus diesem Grunde befürwortete er entsprechende Grabungen. Zudem ließ er den angeblich amerikanischen Vizekonsul Alessandro Palma di Cesnola verhaften, der auf Zypern zwischen 1876 und 1879 Raubgrabungen durchgeführt hatte. Er hatte auch Keramik aus dem westlichen Karpas außer Landes gebracht, ebenso wie aus dem antiken Karpas, wo er sich 1888 erneut aufhielt. Wie Ohnefalsch Richter, der das Journal of Cyprian Studies initiierte, im American Journal of Archaeology and of the History of the Fine Arts 1889 feststellte, war der Karpas dennoch den Raubgräbern noch weitgehend entgangen, wenn es auch schon zu Antiquitätenverkäufen aus Zufallsfunden kam.
London ließ zwischen 1881 und 1931 alle zehn Jahre einen Zensus durchführen, dann wieder 1946 und 1960. Dabei liegen ab 1891 Details für jedes Dorf vor. Die alte Einteilung in sechs Distrikte und 15 nahiyé bestand bis 1946 fort. Die Einwohnerzahl stieg zwischen 1881 und 1960 um 208 %, von 186.173 auf 573.566, womit sie unter den Mittelmeerinseln mit großem Abstand am schnellsten wuchs. Dabei sank der Anteil der Türken von 24,4 auf 18,3 %. Die Zahl der Maroniten wuchs von 830 im Jahr 1881 auf 1.130 zehn Jahre später, 1946 lag sie bei 2.083, 1960 bei 2.752. Dabei kam es erst nach 1946 zu einer zunehmenden Verstädterung. Zugleich wuchs die Zahl der Briten auf fast 21.000 an.
Bis 1902 gab es auch in gemischten Dörfern nur einen Mukhtar. Nun aber konnte der Distrikts-Commissioner für die ethnischen Gruppen einen zusätzlichen Mukhtar bestimmen. Ab 1907 war dies schließlich vorgesehen, sobald eine solche Gruppe mehr als 30 Personen umfasste. Bis 1923 wurden der Mukhtar und seine Berater, die Azas, von den Dorfbewohnern gewählt. Kleinere Gruppen konnten also ihren Vertreter leicht einbüßen, wenn ihre Zahl geringer als 30 wurde. Dies schwächte wiederum auf der Basis rassischer Vorstellungen die kleinsten Gruppen, was einer Definition und Ethnisierung sowie einer stärkeren „Entmischung“ Vorschub leistete. Auf dem Karpas ging die türkische Bevölkerung in den Dörfern zurück, wie etwa in Akanthou und Melanarga. Während in Akanthou 1901 noch 50 Türken lebten, waren es 1931 nur noch acht, 1960 keiner mehr. Hingegen lebten in Melananrga 1946 noch 58 Türken, die 1958 aus dem Ort evakuiert wurden, wie es in 14 anderen Dörfern dauerhaft und in 12 weiteren temporär geschah. Eine ähnliche Entwicklung ist auch westlich des Karpas zu erkennen. Dörfer waren nunmehr entweder türkisch oder griechisch, jedenfalls immer weniger gemischt oder gar von unbekannter Zusammensetzung. Schließlich hatte sich jeder Bewohner selbst einer der Gruppen zuzuordnen, was die Maroniten weitgehend unsichtbar machte, denn sie galten nun als „Griechen“.
Bei Beginn des Ersten Weltkriegs okkupierte Großbritannien die Insel, eine Annexion, der die Republik Türkei, die Rechtsnachfolgerin des Osmanenreichs, im Friedensvertrag von Lausanne 1923 rückwirkend zustimmte. Bis dahin gehörte Zypern formal noch immer zum Osmanenreich. 1916 richtete Großbritannien, das dringend Soldaten benötigte, das Cypriot Mule corps ein. Rund 15.000 Zyprer ließen sich anwerben. 1911 hatte man auf der Insel noch 214.280 Griechisch-Orthodoxe gezählt, 56.428 Muslime, 1.073 Maroniten, 815 römische Katholiken, 549 Gregorianer, 397 Angehörige der Church of England, 193 Juden, schließlich 25 bzw. 12 Presbyterianer und Wesleyaner bei insgesamt 274.108 Gezählten. Doch die Zählung ist ungenau, da allein die Dörfer Kormakitis, Asomatos, Karpasha und Agia Marina 1.133 Maroniten beherbergten. Dabei war der Anteil der Muslime in der zyprischen Legion nicht wesentlich geringer, als der der Orthodoxen. 1.570 der 9.119 gezählten Corps-Angehörigen stammten aus dem District Famagusta. Die meisten kamen aus dem ländlichen Bereich, wo sich bis zu 14,3 % der männlichen Bevölkerung verpflichteten, in Yialousa waren es 9,8 %, in Rizokarpasso 5,8 und in Trikomo 8,2 %. Dort, so stellten die Behörden schon vor dem Ersten Weltkrieg fest, war die Auswanderung nach Nordamerika besonders stark. Die Legion d’Orient, die im Oktober 1916 unter dem Kommando von Louis Romieu eingerichtet wurde, hatte ihr Hauptquartier um Monarga, einem Dorf mit 35 muslimischen Bewohnern. Sie bestand bis Februar 1919. Über 4.000 Armenier wurden dort ausgebildet, ein Drittel von ihnen kam aus den USA. Ab 1919 diente sie als Armenische Legion in Anatolien. Die Armenier gerieten mit den Einheimischen, Griechen wie Türken, immer wieder in Konflikte, etwa in Agios Elias oder Trikomo. Als Hauptursache galt „unziemliches Verhalten“, häufig unter Alkoholeinfluss, aber auch wechselseitige Abneigung. Dabei konnte in einem Fall nur mit Mühe der Zusammenprall der männlichen Bewohner des Dorfes Lefkoniko mit großen Teilen der Legion, die schon begann, ihre Bajonette aufzupflanzen, unterbunden werden. Immerhin entstand 1917 die erste Telefonverbindung über die gesamte Halbinsel, da man auf diese Art das Auftauchen von Schiffen oder U-Booten nach Famagusta melden konnte.
Nach einem Aufstand unter Führung der Bischöfe gegen die Kolonialherrschaft im Oktober 1931 durfte kein Metropolit mehr gewählt werden, da London diesen Kirchenführern misstraute; der Bischof von Kitium hatte schon 1878 seiner Hoffnung auf einen Anschluss an Griechenland Ausdruck verliehen. Nun wurde das Landesparlament aufgelöst, Nationalisten und Kommunisten verhaftet – letztere hatten eine Polizeistation in Famagusta angegriffen, einige Plantagen und Waldstationen waren in Brand gesetzt worden –, sieben Zyprer kamen ums Leben. Gegen 2.606 Zyprioten erfolgten Gerichtsurteile, die von Geldstrafen bis zu fünf Jahren Haft reichten. Gleichzeitig waren im Norden seit 1926 türkische Kemalisten aktiv. Erst 1943 wurden Kommunalwahlen abgehalten und 1947 durfte wieder ein Erzbischof (Makarios II.) gewählt werden.
1950 stimmten fast alle Zyprioten für den Anschluss an Griechenland, was aber seine Ursache darin hatte, dass die Abstimmungen vielfach in Kirchen und nach Gottesdiensten durchgeführt wurden. Zugleich nahm die Abwanderung der Türken aus griechischen Dörfern, und umgekehrt, die der Griechen aus türkischen Dörfern, weiter zu, wobei innerhalb der Städte eine Ghettoisierung stattfand. In den sechs Städten und in 278 der 620 Dörfer lebten 1.960 Türken, in 121 stellten sie mehr als 95 % der Bevölkerung; in diesen Dörfern lebten 64 % der Inseltürken. Auf dem Karpas konzentrierte sich die türkische Bevölkerung 1960 zwar in einigen griechischen Dörfern, wie Agios Andronikos/Yeşilköy mit seinen 434 türkischen Bewohnern und 771 griechischen, oder in Büyükkonuk (289/654), Eptakomi/Yedikonuk (233/738), Lythrangomi/Boltaşlı (105/170) oder Boğaztepe/Monarga (57/18), jedoch lebten sie zunehmend in beinahe oder gänzlich von Türken bewohnten Orten wie Mehmetçik/Galatia, wo 1270 Türken lebten, Kaleburnu/Galinoporni (836) oder Balalan/Platanissos (386).
Mit der britischen Kolonialherrschaft etablierte sich auf der Insel wie auf der Karpas-Halbinsel langsam ein neuer Wirtschaftszweig, der Tourismus. 1895 hatte Camille Enlart die Burg Kantara untersucht, 1914 begann die Restaurierung der Anlage, die für Besucher geöffnet werden sollte. 1934 stellte ein Gesetz die Küsten des Karpas unter Schutz, vor allem, um die Bebauung zu verhindern. Im nächsten Jahr folgte ein Gesetz zum Schutz historischer Gebäude und 1938 eines zur Wiederbelebung der ländlichen Gebiete. 1946 wurde die noch heute bestehende Regelung geschaffen, nach der Staatsland, das von Individuen erworben worden war, in deren Hand blieb, ungenutztes Land hingegen ging in staatliche Hand über.
Die bereits unter den Osmanen hochentwickelte Seidenproduktion war besonders um Kythraea von höchster Qualität. Baumwolle wurde dort genauso angebaut, wie in den umgebenden Dörfern „Dali, Nisson, Solea, Karavas and Lapithos“, wie das Cyprus Agricultural Journal von 1906 berichtet.
Allerdings war in den 1930er Jahren und während des Zweiten Weltkrieges die Malaria auf der ganzen Halbinsel stark verbreitet, ebenso wie auf dem Rest Zyperns. Die Kolonialregierung startete 1946 auf dem Karpas und angrenzenden Gebieten, auf einem Areal von insgesamt 1150 bis 1300 km², einen ersten Versuch, die Krankheit auszurotten. Zusammen mit einer Schutzzone westlich der Halbinsel lagen in einem Gesamtgebiet von 2000 km² 65 Dörfer, in denen zunächst DDT (40.000 l), das wegen seiner katastrophalen Nebenwirkungen teils abgesetzt wurde, dann Paris green in „‚blitz‘ treatments“ eingesetzt wurden. Fahrzeuge, die den Karpas erreichten, wurden mit DDT eingesprüht, was jedoch im Oktober mangels gesetzlicher Grundlage aufgegeben wurde.
Schließlich ging der Analphabetismus, der bei den griechischen und türkischen Zyprern verschieden hoch lag, von 1946 bis 1960 erheblich zurück. Lag er bei den beiden Volksgruppen 1946 noch bei 42 und 55 %, so sank er binnen 14 Jahren auf 30 bzw. 38 %.

### Unabhängigkeit Zyperns, Bürgerkrieg (ab 1960)

Verteilung der Zyperntürken und -griechen im Jahr 1973; dabei zeichnet sich der Schwerpunkt der türkischsprachigen Bevölkerung im Norden ab.

Die britische Kolonie Zypern wurde am 16. August 1960 auf Grund des Abkommens von Zürich zwischen Großbritannien, Griechenland und der Türkei unabhängig. Die griechisch- und türkischsprachigen Volksgruppen waren gleichberechtigt. Zum ersten Staatspräsidenten wurde Erzbischof Makarios III. gewählt. Doch eine Verfassungsänderung, die die Gleichberechtigung der Volksgruppen gefährdete, führte zu heftigen Spannungen. Dabei flohen knapp 100.000 türkische Zyprer vorrangig nach Großbritannien – heute leben dort mehr türkische Zyprer als auf Zypern –, auf griechischer Seite waren es 165.000.

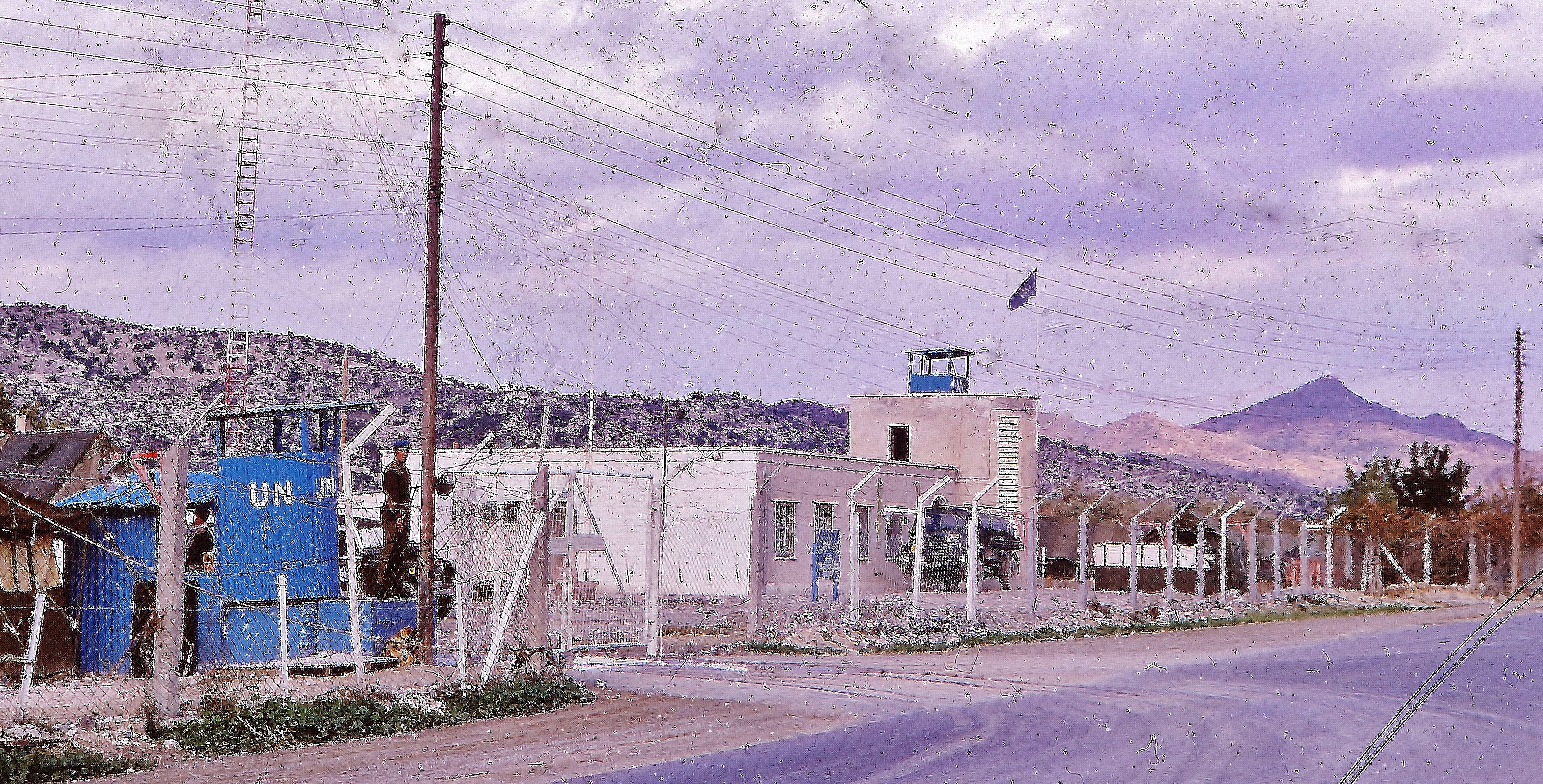
UN-Lager zwischen Limassol und Larnaka, 1969

Der Bürgerkrieg wurde durch die Entsendung von UN-Truppen – im Juni 1964 waren es 6.238 Soldaten – beendet und am 10. August 1964 ein Waffenstillstand geschlossen. Fast hundert türkische Dörfer waren zeitweilig evakuiert worden, man zählte 25.000 Flüchtlinge, die Griechen verließen Lefka und Ambelikou. Bereits im März 1964 waren die Armenier aus der Altstadt von Nikosia vertrieben worden. Insgesamt wurden 270 Moscheen, Schreine und andere Gotteshäuser geschändet.
1968 zählte man auf der Insel 114.518 Türken, was 18,4 % der Bevölkerung entsprach. 1887 hatte man noch erheblich weniger, nämlich 47.926 Türken gezählt. Doch noch lange war das Griechische bei den Türken verbreitet, viele Griechen sprachen auch Türkisch. Dies begann sich ab etwa 1963 zu ändern, als die Sprachgruppen sich hierin deutlicher separierten. Auslöser war die „Blutige Weihnacht von 1963“, in deren Verlauf rund 1000 türkische und mindestens 200 griechische Zyprioten starben.
Die Zugehörigkeit zu den beiden inzwischen als ‚Völker‘ definierten Gruppen hing also lange von Sprache und Religion ab, basierte vielfach auf Selbsterklärung, hing jedoch nicht von einer ethnischen oder gar genetischen Zugehörigkeit ab. So hatte Kambyli 1847 noch sieben maronitische Familien gezählt, 1901 hatte man 151 Einwohner gezählt, davon waren 141 „Türken“ gewesen, wohl überwiegend zum Islam konvertierte Maroniten. 1881 hatte man 2.454 Muslime griechischer Sprache ermittelt, also 5 % der türkischen Gruppe, 1946 nur noch 1.080 „Türken“, die für gewöhnlich Griechisch sprachen. Noch 1960 erklärten 29 % der Türken, Griechisch als Zweitsprache zu beherrschen. 1970 lebten Türken nicht mehr in 278 der 620 Dörfer Zyperns, sondern nur noch in wenig mehr als der Hälfte, nämlich 140. Dabei stabilisierte sich eine Kette von Enklaven zwischen der Mesaoria-Ebene und dem Karpas bis Galinoporni/Kaleburnu.
Der Karpas, der am Ostrand dieser Enklavenkette lag, war schon 1960 überwiegend von Griechen bewohnt. Nach dem Zensus dieses Jahres verteilten sich die 20.150 Griechen und 5.778 Türken sehr ungleichmäßig auf die 40 Dörfer des Karpas:

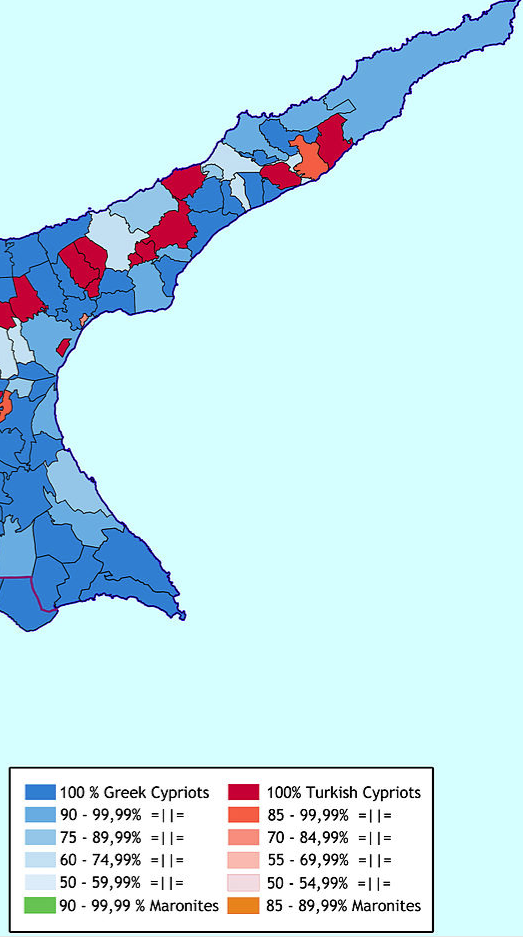
Verteilung von Griechen und Türken im Osten Zyperns, 1960

| griechischer Name         | türkischer Name     | Griechen | Türken |
| ------------------------- | ------------------- | -------- | ------ |
| Agia Trias                | Sipahi              | 1121     | –      |
| Agialousa (Gialousa)      | Yeni Erenköy        | 2537     | 1      |
| Agios Andronikos          | Yeşilköy            | 771      | 434    |
| Agios Evstathios          | Zeybekköy (Ayistat) | –        | 90     |
| Agios Iakovos             | Altınova            | –        | 365    |
| Agios Ilias               | Yarköy              | 422      | –      |
| Agios Symeon              | Avtepe              | –        | 333    |
| Ayios Theodoros           | Çayırova            | 805      | 23     |
| Akanthou                  | Tatlısu             | 1507     | –      |
| Bogazi                    | Boğaz               | 88       | 2      |
| Davlos                    | Kaplıca             | 462      | –      |
| Eptakomi                  | Yedikonuk           | 738      | 233    |
| Flamoudi                  | Mersinlik           | 299      | –      |
| Galatia                   | Mehmetçik           | –        | 1270   |
| Galinoporni               | Kaleburnu           | –        | 836    |
| Gastria                   | Kalecik             | 261      | –      |
| Gerani                    | Turnalar            | 211      | –      |
| Koilanemos                | Esenköy             | 85       | 12     |
| Koma tou Gialou           | Kumyalı             | 854      | –      |
| Komi (Komi Kebir)         | Büyükkonuk          | 654      | 289    |
| Koroveia                  | Kuruova             | –        | 280    |
| Krideia                   | Kilitkaya           | –        | 353    |
| Leonarisso                | Ziyamet             | 707      | –      |
| Livadia                   | Sazlıköy            | –        | 191    |
| Lythrangomi (Lythrankomi) | Boltaşlı            | 170      | 105    |
| Mandres                   | Ağıllar             | 398      | –      |
| Melanarga                 | Adaçay              | 175      | –      |
| Monarga                   | Boğaztepe           | 18       | 57     |
| Neta                      | Taşlıca             | 224      | –      |
| Ovgoros                   | Ergazi              | –        | 362    |
| Patriki                   | Tuzluca             | 581      | –      |
| Platanissos               | Balalan             | –        | 386    |
| Perivolia tou Trikomou    | Bahçeler            | –        | 44     |
| Rizokarpaso               | Dipkarpaz           | 3151     | 2      |
| Sygkrasi                  | Sınırüstü           | 175      | 102    |
| Tavrou                    | Pamuklu             | 311      | 1      |
| Trikomo                   | Yeni İskele         | 2188     | 7      |
| Vasili                    | Gelincik            | 391      | –      |
| Vokolida                  | Bafra               | 337      | –      |
| Vothylakas                | Derince             | 509      | –      |

Insgesamt fand bereits zwischen 1960 und 1974 eine Abwanderungsbewegung statt, wobei die im Karpas Verbliebenen zunehmend in diejenigen Dörfer zogen, in denen ihre ethnische Gruppe bereits die Majorität stellte. Bis 1973 sank dementsprechend die Einwohnerzahl von Rizokarpaso auf 2626, wobei kein einziger Türke mehr in dem Dorf lebte, die von Yialousa auf 2460, die von Trikomo stieg hingegen auf 2323, die von Agia Trias auf 1212. Zugleich fiel die von Akanthou bereits auf 1294, die von Koma tou Gialou auf 818. Aber auch die überwiegend oder ausschließlich von Türken bewohnten Dörfer verloren einen Teil ihrer Einwohner, wie etwa Mehmetçik, dessen Einwohnerzahl auf 1184 zurückging. Andere, wie Kaleburnu, Balalan oder Altınova wuchsen auf 902, 415 bzw. 391 Einwohner an. Dort wo die jeweilige Gruppe die Minderheit stellte, verschwand sie mitunter ganz.
Bereits für 1965 konstatierte der Armutsforscher Prodromos Panayiotopoulos, dass die türkische Bevölkerung Zyperns auf nur 1,6 % der Landmasse der Insel zu leben gezwungen war, und dass sie weitgehend von der Hilfe der Türkei abhing. Die Zyperntürken wurden nach innen von der Türkischen Widerstandsorganisation (TMT) kontrolliert, die sich zum Teil aus illegalem Antiquitätenhandel finanzierte, nach außen durch griechische Extremisten. Die Einwohner sahen sich ihrerseits durch zunehmende Armut gezwungen, Antiken zu rauben, um sie an die TMT zu verkaufen, die den Handel organisierte. Doch dieser wurde auch durch Versuche angetrieben, einzelne Artefakte zu retten, wie etwa durch den Erzbischof.

### Flucht der Griechen und Maroniten, Massaker, Zuwanderung aus Anatolien (ab 1974)

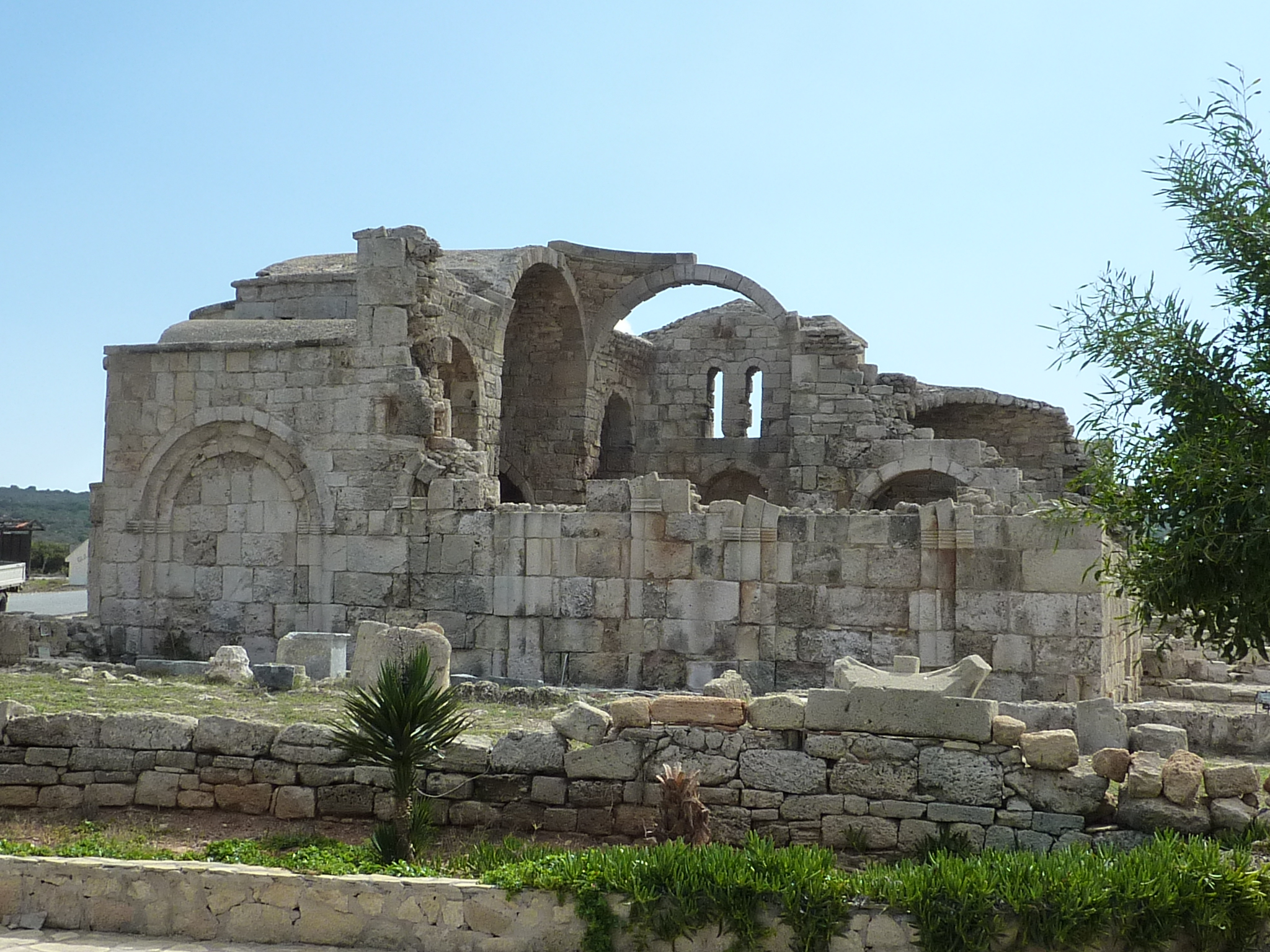
Agios Philon in Rizokarpaso

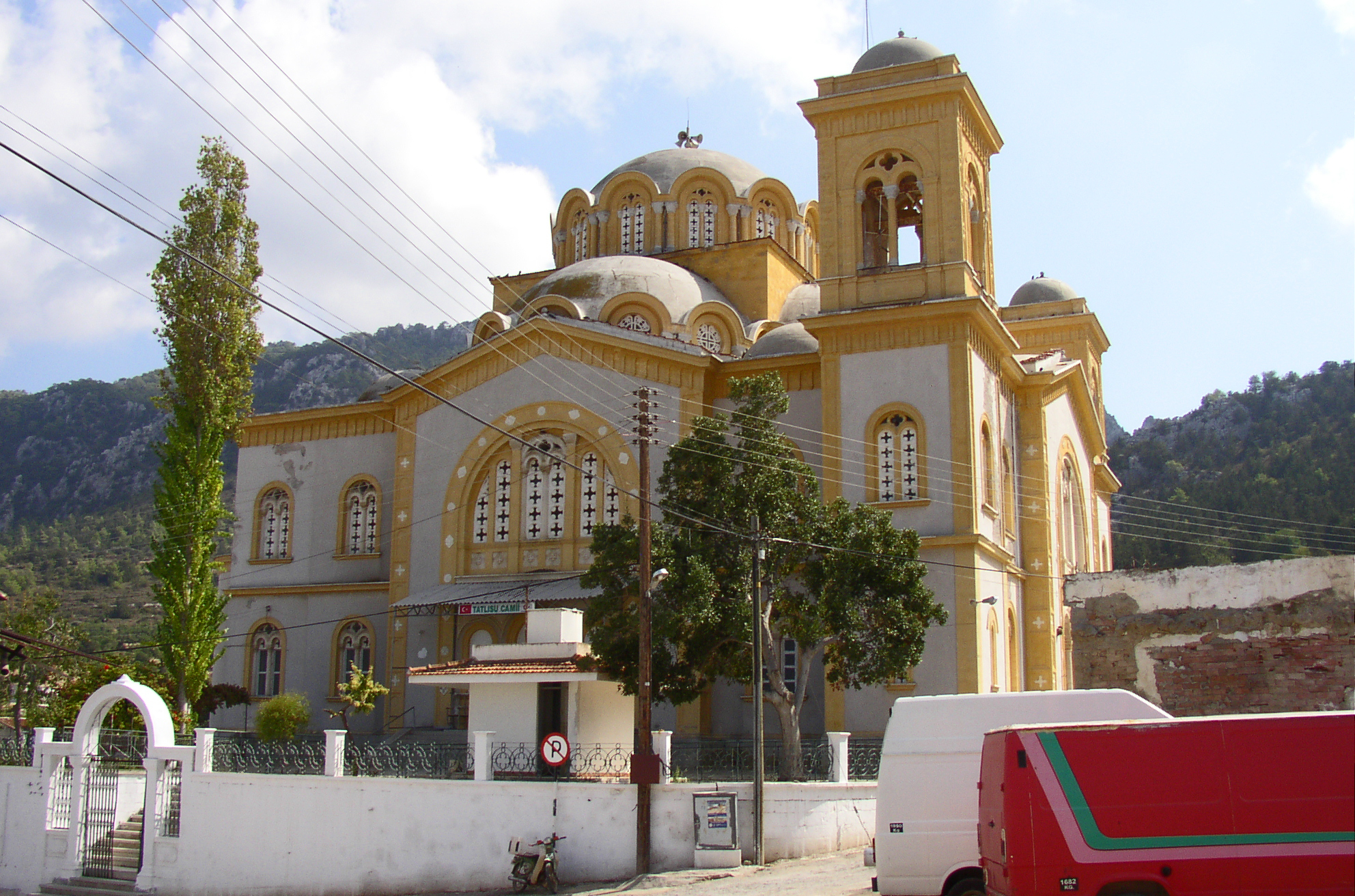
Die in eine Moschee umfunktionierte orthodoxe Kirche von Tatlısu, dem früheren Akanthou

1974 stürzte die griechische Militärjunta den Präsidenten und versuchte Zypern an Griechenland anzuschließen. Daraufhin besetzte die Türkei den Norden der Insel einschließlich der Karpas-Halbinsel, die weitgehend abgeriegelt wurde, so dass die griechische Fluchtbewegung sich verlangsamte. Dort lebte schließlich 1979 der ganz überwiegende Teil der etwa 1500 Griechen des äußersten Nordens. Rizokarpaso blieb aufgrund dessen die größte griechische Gemeinde des Nordteils der Insel, deren Einwohnerzahl 1975 bei 1.996 lag. Bis Oktober 1976 fiel die dortige Zahl der griechischen Zyprer auf 1.664, im Mai 1980 zählte man nur noch 1.002. 2015 schätzte man ihre Zahl noch auf 250. Insgesamt flohen während der ersten Phase der türkischen Okkupation bis zum 3. August 1974 26.000 Menschen nach Süden, in der zweiten Phase bis zum 22. August waren es weitere 170.000. Aus dem Süden flohen wiederum 40.000 Türken nach Norden. Während der zweiten Phase wurde der Karpas vom übrigen Zypern abgeschnitten.
Als die türkische Armee auf den Karpas zumarschierte, wurden dort am 2. September 1974 Massengräber in drei Orten entdeckt. Das Massaker von Maratha, Santalaris und Aloda an insgesamt 126 Türken war am 14. August 1974 durch Angehörige der radikalen Abspaltung EOKA-B von der EOKA verübt worden, der ‚nationalen Organisation zypriotischer Kämpfer‘. Das Massaker am Westrand des Karpas, das größte Massaker des Bürgerkriegs an türkischen Zyprern, ist bis heute Anlass für einen jährlichen Gedenktag.
Ab 1976/77 kamen Siedler aus Anatolien in die Region. Sie stammten aus Ağrı, Muş und Bulanık im Osten, dann aus den Distrikten Akkuş, Çarşamba, Akçaabat, Sürmene, Araklı sowie Trabzon und anderen Gebieten am Schwarzen Meer sowie aus der Provinz Adana sowie aus Mersin, Kahramanmaraş und schließlich der Provinz Karaman. Nach der Volkszählung von 2006 hatte Rizokarpaso wieder 1.935 Einwohner.
Noch 1999 beklagten sich Griechen und Maroniten bei der UNO, dass die isolierten Angehörigen ihrer Gemeinden auf der Karpas-Halbinsel trotz Intervention der Weltorganisation unter Restriktionen der Bewegungsfreiheit und Verletzungen der Menschenrechte litten. Dabei machte die Art der Erfassung der Bevölkerungsgruppen, wie sie seit Beginn der britischen Kolonialherrschaft in Gebrauch war, die Maroniten beinahe unsichtbar, denn sie wurden als „Griechen“ gezählt. So hatte etwa in Monarga, am Westrand des Karpas, bis zur Flucht im Jahr 1974 eine vierköpfige maronitische Familie gelebt, die in den Volkszählungen nie auftauchte.
Aber auch innerhalb Nordzyperns kam es zu Umsiedlungen, wobei etwa 700 Zyperntürken aus Erenköy/Kokkina, das zur Militärbasis umfunktioniert wurde, nach Yialousa verbracht wurden, dessen Name in Yeni Erenköy umgewandelt wurde und dessen griechische Bevölkerung geflohen war.
Über 40 % der landwirtschaftlichen Nutzfläche Zyperns waren bei Kriegsende in türkischer Hand. Dies war vor allem die Mesaoria-Ebene, die Kornkammer Zyperns, dann das Tabak-Anbaugebiet auf dem Karpas sowie das Becken zwischen Morfou und Kyrenia mit seinen Zitrusplantagen.

### Türkische Republik Nordzypern (seit 1983)

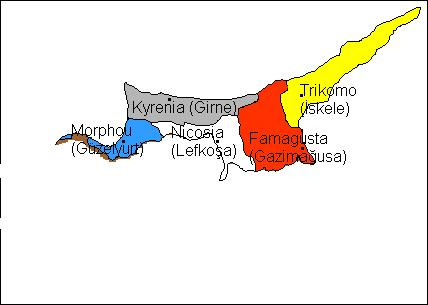
Die fünf Distrikte der 1983 ausgerufenen Türkischen Republik Nordzypern

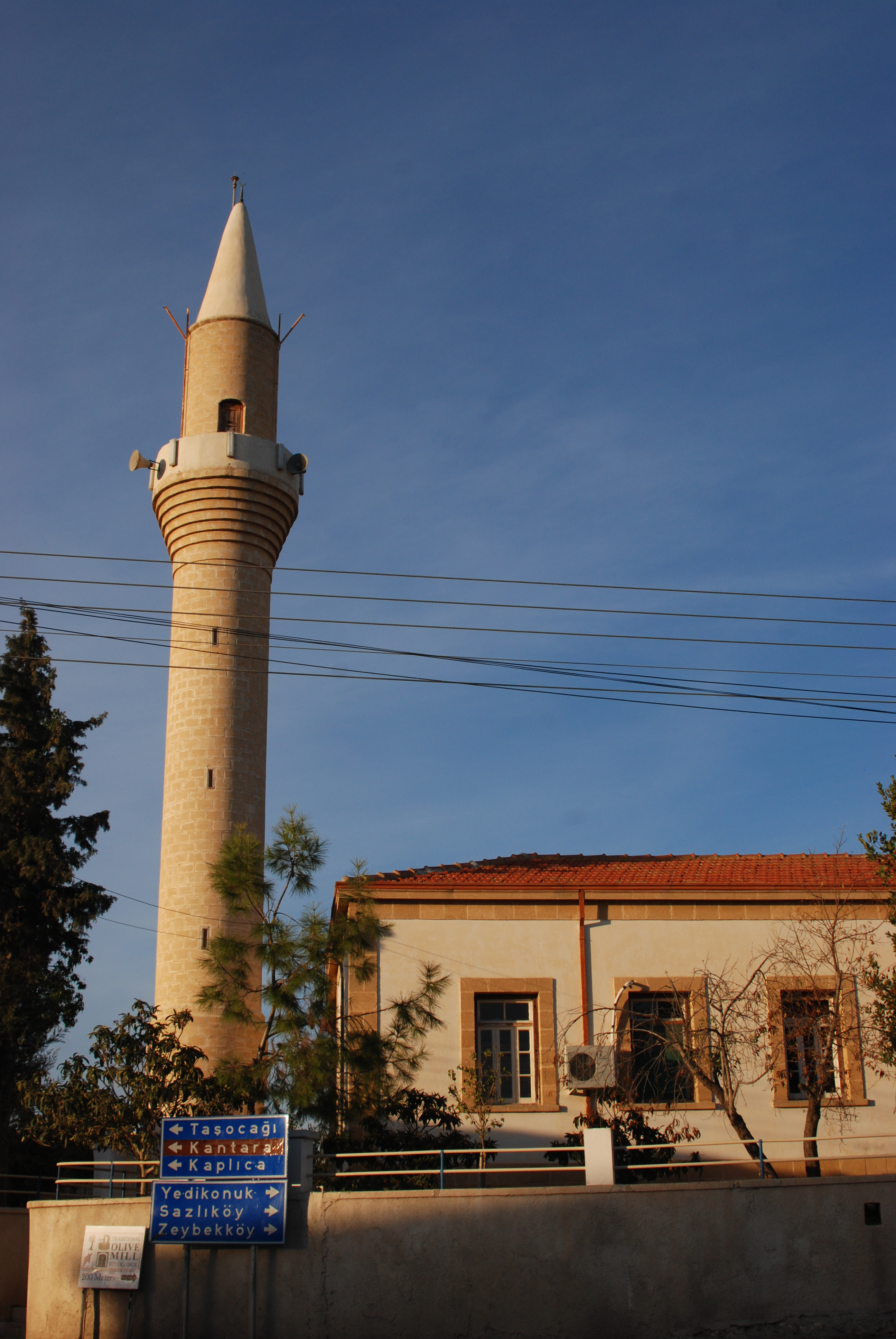
Minarett in Komi Kebir (Büyükkonuk), 2008. Auf den Verkehrsschildern tauchen die griechischen Ortsnamen nicht mehr auf, es sei denn, es handelt sich um touristische Attraktionen

Der Nordteil der Insel bildet seit 1983 die international nur von der Türkei anerkannte Türkische Republik Nordzypern. 162.000 griechische Zyprioten wurden aus dem nun besetzten Teil Zyperns vertrieben oder flohen, eine kleine Minderheit verblieb auf der Halbinsel Karpas, vor allem in Rizokarpaso, ebenso wie einige Maroniten. Daraufhin mussten türkische Inselbewohner ihre Heimat im Süden verlassen. Zugleich wurden sie im Norden zu einer Minderheit von 89.000 Einwohnern, denn Ankara siedelte neben den 43.000 Soldaten geschätzte 160.000 türkische Siedler im Norden an. Der erste Zensus der neugegründeten Republik ergab 2006 eine Bevölkerungszahl von 265.100. Die de jure Bevölkerung war zwischen 1996 und 2006 von 188.662 auf 256.644 angestiegen, wobei die Zahl der Bürger des Staates zwischen 1996 und 2006 nur von 164.460 auf 178.031 angewachsen war; von diesen waren wiederum nur 147.405 auf Zypern geboren. Bei 120.031 stammten beide Eltern von der Insel, bei 132.635 Vater oder Mutter.
2004 wurden von der Regierung Beschlüsse zum Schutz der Halbinsel verabschiedet. Schon 1989 hatte sie ein Umweltschutzgesetz beschlossen, dem 2004 ein Kabinettsbeschluss speziell für die Karpas-Halbinsel folgte, deren kulturelle und natürliche Ressourcen geschützt werden sollen; das galt ab Juni 2006 auch für Bafra. Als besonders schützenswert galt dementsprechend der Küstensaum, die Wald- und Agrargebiete einschließlich Flora und Fauna, das Andreas-Kloster, archäologische Fundstätten. Dabei kam es zu erheblichen Konflikten, als etwa die Landstraße zwischen Dipkarpaz und dem Andreas-Kloster verbreitert werden sollte, um die Zufahrt zu einem am Goldenen Strand geplanten Techno-Festival im Osten der Halbinsel zu erleichtern. Umut Akcil, der Leiter des Nationalparks, sah darin eine unmittelbare Bedrohung des Naturerbes des Karpas.

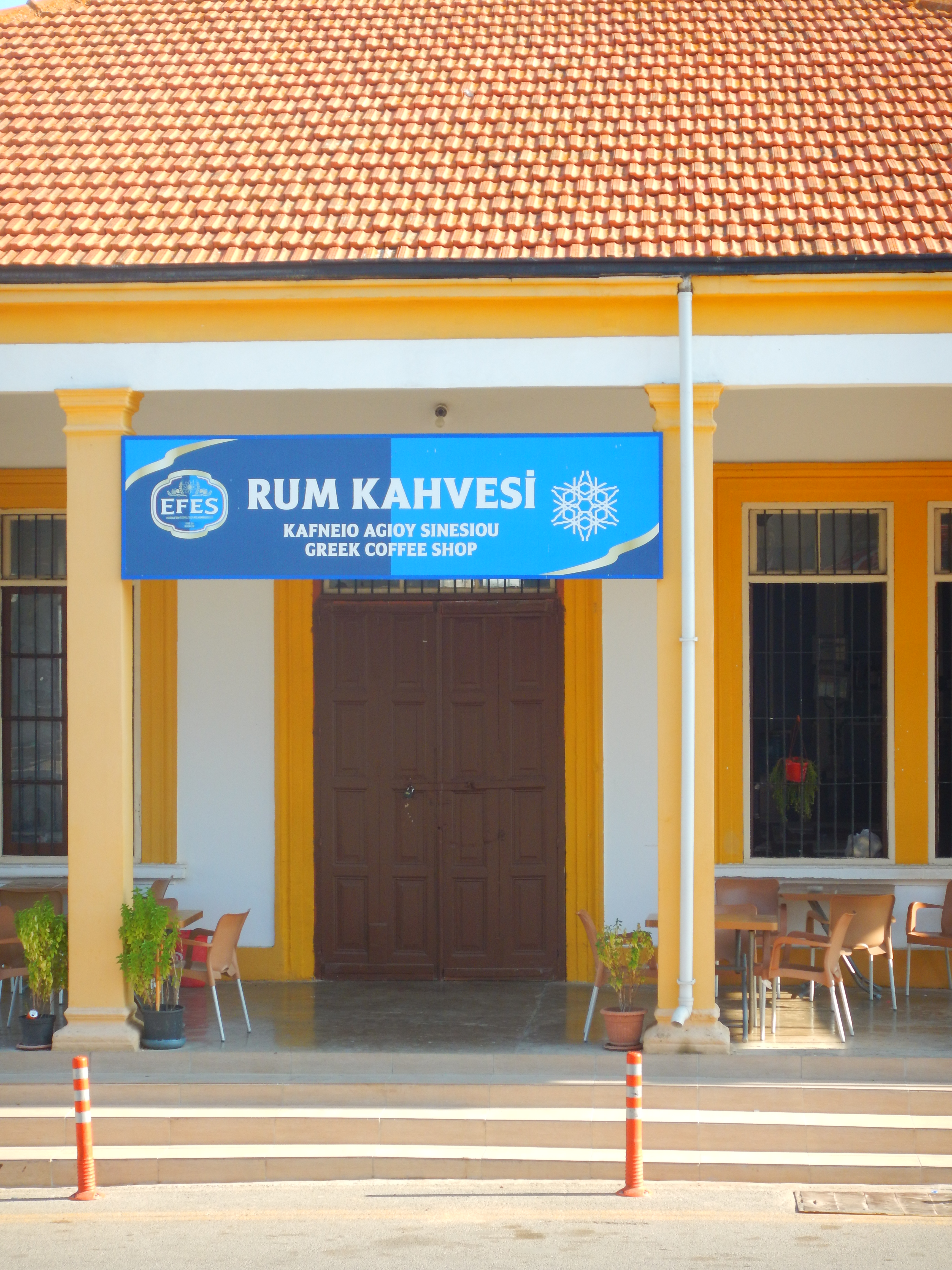
Eingang zum griechischen Kaffeehaus in Rizokarpaso

In Rizokarpaso, der größten Ortschaft der Halbinsel, behindern seit 1974 ungeklärte Eigentumsfragen Investitionen ebenso, wie das Nebeneinanderherleben der Griechen und Türken. Die etwa 10 % der Bevölkerung ausmachenden Griechen werden von den Vereinten Nationen aufgrund von Vereinbarungen über den Schutz der Minderheiten partiell alimentiert, was im lokalen griechischen Kaffeehaus geschieht. Die Streusiedlung weist kaum urbanen Charakter auf und wird nur durch die Monumente gegliedert, vor allem die Kirchen Ayios Theodoros und Ayios Sinesious sowie die Erzengel-Michael-Kirche und die Dip-Karpaz-Moschee. Hinzu kommen wenige öffentliche Gebäude und eine Markthalle. Von 2018 bis 2019 erfolgten Restaurierungsarbeiten an den Mosaiken der Agia Triada aus dem 5. Jahrhundert. Auch entsprechende Arbeiten in der Kirche Agios Philon (12. Jahrhundert) konnten 2019 abgeschlossen werden, gleichfalls in griechisch-türkischer Zusammenarbeit.
2014 entschied der Europäische Gerichtshof für Menschenrechte, dass die Türkei für Wiedergutmachungen an die Angehörigen der ab 1974 Vermissten ebenso wie für die Bildung der griechischen Enklaven auf dem Karpas in Höhe von 123 Millionen Dollar aufzukommen habe. Ankara lehnte dies jedoch ab. Auch die verhängten 60 Millionen Euro für die Maroniten auf der Karpas-Halbinsel lehnte der türkische Außenminister ab. 2016 scheiterten erneute Versuche zur Wiedervereinigung, diesmal unter dem Dach der EU. Unterhändler waren Nikos Anastasiadis und Mustafa Akıncı, ersterer legte besonderen Wert auf die Region rund um Morfou, Akinci stellte sich stattdessen die Abgabe des Karpas vor. Die Türkei unterhält immer noch 35.000 Soldaten im Norden Zyperns.
Am 17. März 2020 wurde die Präsidentenwahl in Nordzypern wegen der Corona-Pandemie um sechs Monate verschoben, eine Woche später mussten 840 deutsche Touristen das Land aus demselben Grund verlassen, nachdem bereits ab dem 11. März keine Flugerlaubnis mehr nach Deutschland und in andere Länder ausgegeben worden war. Im April wurden 15 Dörfer auf dem Karpas abgesperrt, Reisen zwischen den Distrikten untersagt; ab dem 7. Mai war Nordzypern ohne weiteren Infektionsfall. Doch nachdem Anfang Juli ein Fall aufgetreten war, wurde die Absperrung erneut ausgesprochen. Bis Ende Dezember wurden knapp 1200 Infektionsfälle in Nordzypern registriert, fünf Menschen starben. Ersin Tatar, seit 2020 Präsident der Türkischen Republik Nordzypern, unterstützt eine Zweistaatenlösung.
Die Regierung des Südens unterstützt auch weiterhin die zu dieser Zeit noch 245 Griechen im Norden (Stand: 2022). Etwa 345 Menschen kehrten in die Gegend zurück, von denen 50 nach Rizokarpaso gingen, wo ein Kindergarten und zwei Schulen unterhalten werden, 260 nach Kormakitis im Nordwesten und 25 weitere auf die Halbinsel.

## Wirtschaft
Das Agrarland der Insel schrumpft seit geraumer Zeit rapide. Waren 1995 noch 200.500 ha zu verzeichnen, so waren es 2010 nur noch 133.400 ha. Dabei fehlt dem Norden die Möglichkeit, über andere Länder als die Türkei Exporte zu tätigen.
Während in den Ebenen Zyperns vielfach Getreide angebaut wird, gedeihen auf der Karpas-Halbinsel eher Oliven, Wein, Früchte und Nüsse. Allerdings wird im Südwesten des Karpas und dort vor allem in den Ebenen gleichfalls Getreide geerntet. Dabei ist auf der Gesamtinsel 18 % des Landes bewässert (Stand: 2012). Olivenbäume findet man auf der Karpas-Halbinsel vor allem im Südwesten und nahe dem Sankt-Andreas-Kap, wo Wiederaufforstungen mit den ursprünglichen Arten vorgenommen wurden.
Wichtigster Wirtschaftsfaktor ist inzwischen der Tourismus, der sich zunächst auf Kyrenia und auf Famagusta konzentrierte, dann zusätzlich weite Teile des Küstensaumes erfasste. Die wichtigsten Stützpunkte dieses Reiseverkehrs sollen die Gemeinden selbst sein. Dies hängt damit zusammen, dass die Natur auf dem Karpas noch als relativ unverbraucht gilt und die ländlichen Strukturen als intakt bis traditionell. Jedoch erwies eine Untersuchung aus dem Jahr 2012, dass es zwischen Siedlern und Alteingesessenen erhebliche Differenzen wegen dieses Wirtschaftszweiges gibt, die auf unterschiedliche Interessen zurückgehen. Dabei neigen Einheimische eher zu Formen des Ökotourismus, wie eine Studie zu Büyükkonuk, einem Dorf mit 800 Einwohnern zeigte. Büyükkonuk ist das erste Dorf, das das zuständige Ministerium als Öko-Tourismus-Dorf bezeichnete. In einer ehemaligen Ölmühle arbeiten inzwischen 45 Frauen an traditionellen Stoffen, drei Hostels bestehen, dazu werden Solaranlagen betrieben. Hingegen ist die Dominanz der nichtzyprischen Investoren vor allem beim Bafra-Projekt im äußersten Westen der Halbinsel unverkennbar, wo ein Dutzend Fünf-Sterne-Hotels entstehen soll. Ein eigenes Recreation Management System soll helfen, den unerwünschten Nebenwirkungen des Tourismus in Verbindung mit dem Klimawandel und den saisonalen Oszillationen der Besucherzahlen entgegenzuwirken. Eine entsprechende Ausrichtung der Wirtschaftspolitik scheitert vielfach an der kaum vorhandenen Zusammenarbeit der beteiligten Behörden.

## Umwelt

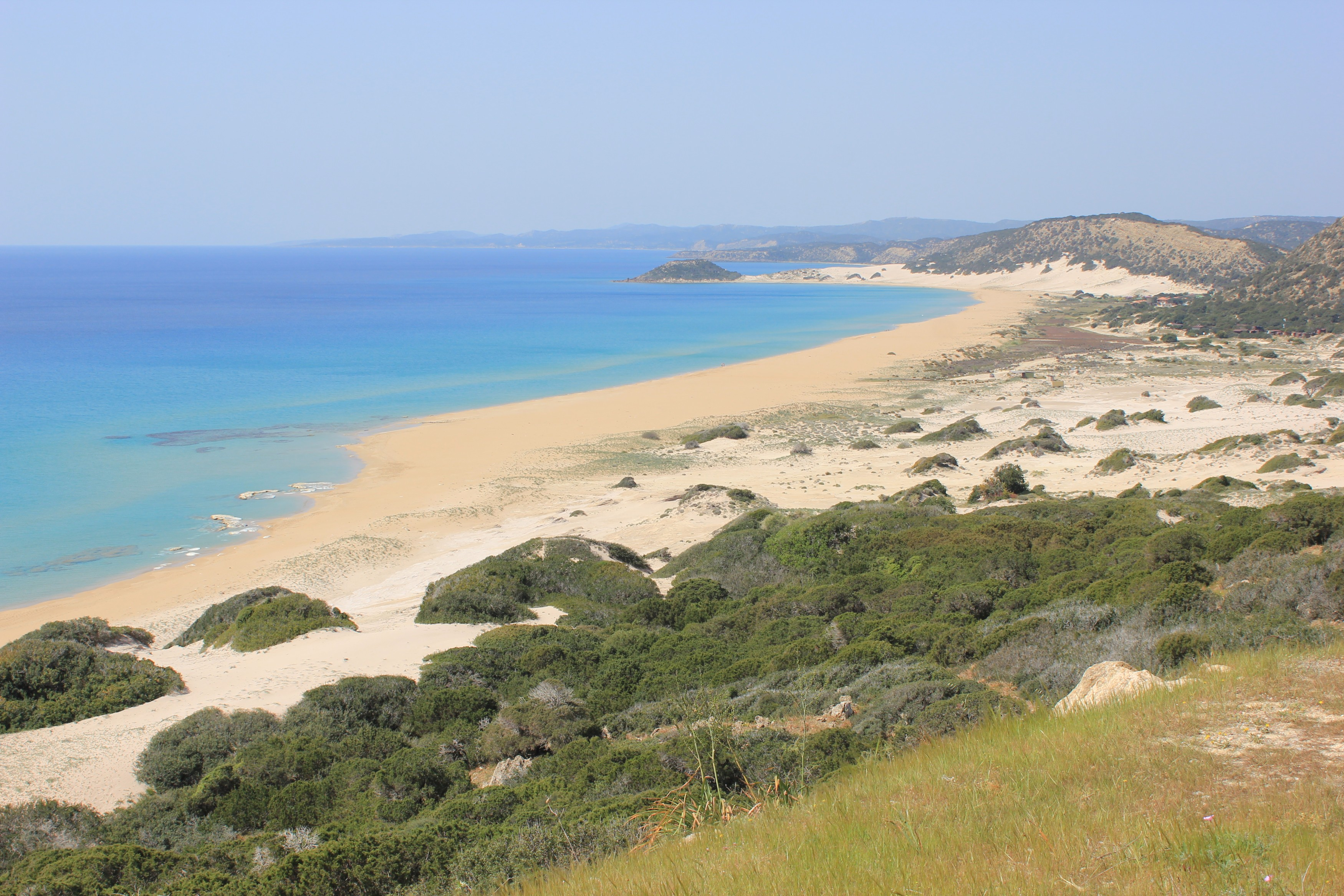
Sandstrand im Dipkarpaz-Nationalpark

Der Küstensaum der Karpas-Halbinsel unterliegt einem erheblichen Nutzungsdruck durch Ansiedlungen, Verschmutzung, Ölsuche, illegales Bauen, Tourismus und fehlenden Einfluss der Umweltbehörde, der es zudem an Expertise mangelt. Darüber hinaus ist sie dem Tourismusministerium untergeordnet. Ein integriertes Managementsystem des Küstensaums besteht, sieht man von wenigen Ansätzen aus der Zeit vor 1960 ab, nicht, so dass die Küste als vernachlässigt gilt. Bei der Verschmutzung – die Strände Nordzyperns und insbesondere des Karpas zählen zu den am stärksten verschmutzten des Mittelmeerraums – handelt es sich ganz überwiegend um Plastikmüll.
Mit Blick auf die britische Kolonialzeit konnte Sarah Elizabeth Harris in ihrer Dissertation nachweisen, dass die Kolonialherren fälschlicherweise glaubten, die Wälder seien unregulierter Gemeinbesitz und seien daher starker Degradation unterworfen. Zudem schlussfolgerten sie unter Unverständnis für die mediterrane Ökologie, dass Hirten und Bauern räumlich voneinander getrennt werden müssten. Die Intensivierung der Landwirtschaft führte ebenso zu erheblichen ökologischen Schäden, wie die von ihrer nördlichen Heimatinsel mitgebrachten Vorstellungen von Waldmanagement, dazu kam die Idee, die Wälder in imaginierte ursprüngliche Zustände zurückführen zu wollen. So war Land, das von den Staatswäldern ausgegliedert worden war, grundsätzlich nicht mehr gegen Waldfrevel geschützt, was dazu führte, dass die Survey-Teams alles, was auch nur entfernt nach Wald aussah, als schutzwürdig markierten, selbst dann, wenn dort kein Baum stand. So kam es allein in den beiden Jahren 1910 und 1911 zu 960 Beschwerden wegen dieser Grenzziehungen im Karpas. Der Mudir (Müdür) des Karpas musste seinen privaten Besitz zurückverlangen.

## Verkehr

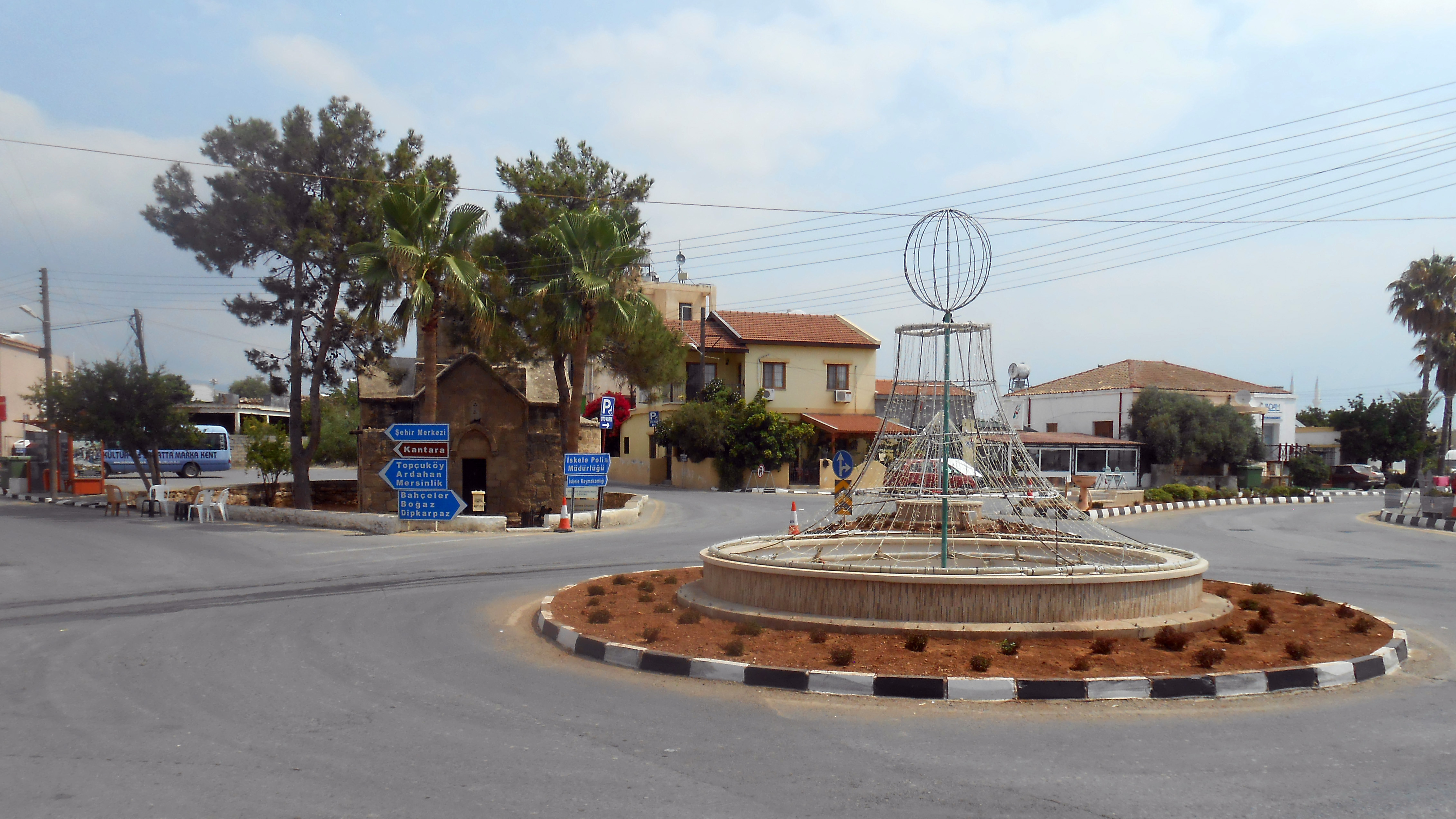
Hauptplatz in İskele

2010 existierten elf Verkehrsunternehmen auf der Halbinsel. Öffentliche Verkehrsmittel existieren in Gazimağusa, alle anderen Orte werden von privaten Unternehmen mittels Bus und Dolmuş versorgt. Die Hauptstrecken für den Überlandverkehr sind Gazimağusa-Yeni Erenköy-Dipkarpaz, Lefkoşa-İskele-Yeni Erenköy, Tatlısu-Girne/Lefkoşa und vom Flughafen Ercan zur Bafra-Tourismusregion, wo auch Busse des Flughafens und des Artemis Hotels verkehren.
Bis ins späte 20. Jahrhundert war die Karpas-Halbinsel nur über wenige Landstraßen mit dem übrigen Zypern verbunden. Dazu zählt eine inzwischen verbesserte West-Ost-Verbindung vom Lefkoşa/Ercan-Flugplatz nach İskele, die über Serdarlı und Geçitkale und weiter nach Yeni Erenköy bis nach Dipkarpaz führt. Girne (Kyrenia) ist mit dieser Hauptachse über die Tatlısu-Büyükkonuk-Straße verbunden. Gazimağusa ist nordwärts mit İskele über eine gut ausgebaute Küstenstraße verbunden, ein Ausbau, der allerdings zu Diskussionen über die Umweltverträglichkeit führte.

## Kultur
- Liste der Kirchen im Bezirk Famagusta

### Umgang mit dem kulturellen Erbe

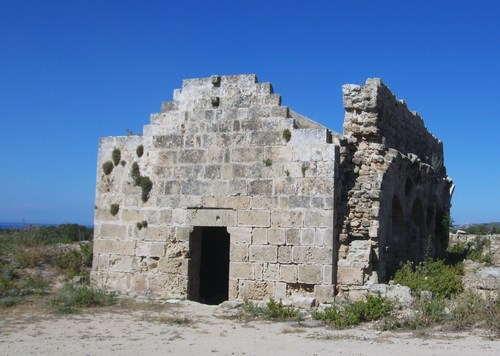
Panagia Aphendrika in Koutsovendis

Während der Süden erhebliche Einnahmen durch den Tourismus generieren konnte, der sich vor allem auf das kulturelle Erbe stützt, wird dieses im Norden stark vernachlässigt. Gleichzeitig sahen die Regierungen lange tatenlos zu, wie das kulturelle Erbe der jeweils anderen Volksgruppe zerstört wurde. So wurden im Norden 133 griechische Kirchen zerstört, 77 in Moscheen umgewandelt (was zum Teil ihren Bestand sicherte), weitere 33 anderen Zwecken zugeführt. 2013 wurden auf dem Karpas nur noch sechs Kirchen von ihren Gemeinden genutzt, sie alle wurden von einem einzigen Priester versorgt. Im Süden wiederum sahen die Behörden tatenlos zu, wie Moscheen geplündert und Wohnhäuser zerstört wurden. Dort wurden mindestens 29 der 115 Moscheen vollständig zerstört, während 19 der 505 Kirchen völlig zerstört wurden. Allerdings sind die Kirchen im Norden sehr viel stärker beschädigt und geplündert worden. Immerhin wurden inzwischen 15 Moscheen restauriert – Muslime aus Nordzypern dürfen die vier noch funktionierenden Moscheen jedoch nicht besuchen.

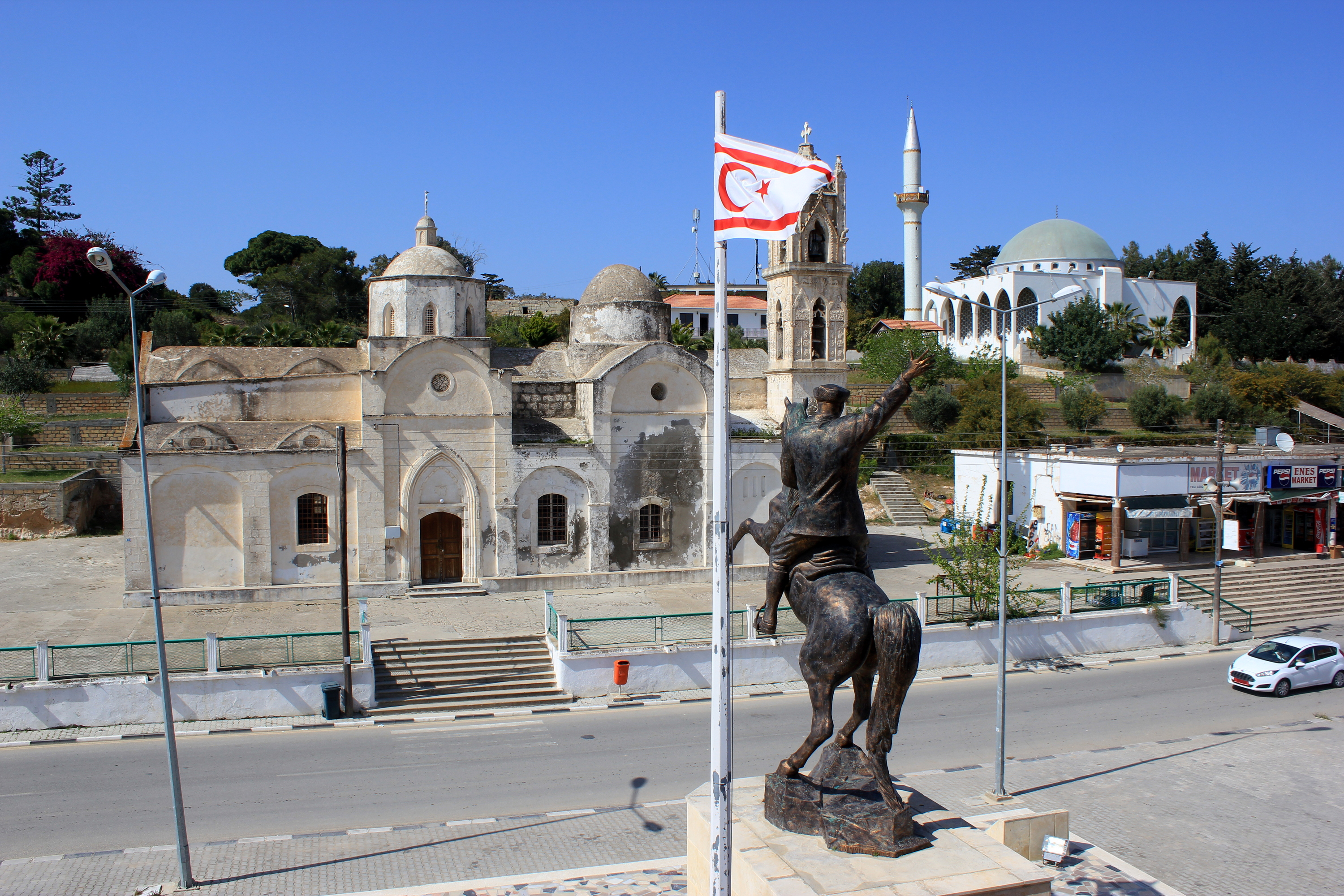
Blick auf Kirche und Moschee in Rizokarpaso/Dipkarpaz im Jahr 2016

Nach Angaben der Republik Zypern war 2016 von den 520 orthodoxen und armenischen Kirchen des Nordens nur von 244 bekannt, was aus ihnen geworden ist. 68 von ihnen wurden in Moscheen umgewandelt, 100 partiell zerstört oder geplündert, 14 wurden von der Armee in Besitz genommen, 11 wurden als Ställe oder Scheunen genutzt. Insgesamt gelten 15.000 Ikonen als vermisst. Dabei kam es insgesamt zwar auch zu Einzeltaten, jedoch wurde der Kunstraub von Aydin Dikmen aus München organisiert, dessen Kontakte bis weit in die Zeit vor 1974 zurückreichten. 1989 verlangte ein Gericht in Indianapolis die Rückgabe mehrerer von Dikmens Männern geraubter Mosaiken des 6. Jahrhunderts. Dikmen wurde inhaftiert, 8000 Werke wurden entdeckt, doch wurde er nach einem Jahr entlassen und die Kunstschätze blieben in München. Ihr Wert wurde auf 30 Millionen Euro geschätzt.
Neben Gotteshäusern wurden auch archäologische Stätten nicht verschont, jedoch ist der wirksamste Faktor über 40 Jahre nach dem offenen Konflikt die Vernachlässigung. Bereits Mitte September 1974 besuchte ein türkisches Expertenteam das Gebiet und forderte ein Inventar der Kulturgüter, sowie einen leitenden Archäologen zum Schutz der Kulturgüter; ähnliches forderte einen Monat später eine Kommission der UNESCO, die im Februar 1975 Jacques Dalibard nach Zypern entsandte. Doch sein über 120-seitiger Bericht wurde nie veröffentlicht.
Zwar wurden im Norden Schutzgesetze in den Jahren 1975 und 1994 erlassen, doch die Behörden sind immer noch zu schwach ausgestattet, um vor allem dem Kunstraub Einhalt gebieten zu können. Aus Mitteln der Europäischen Union und der Evkaf, einer gemeinnützigen muslimischen Organisation, wurden erste Restaurierungsprojekte durchgeführt, zunächst in Famagusta. Bereits 1980 kooperierten Restauratoren des Nordens und des Südens. Zwischen 1998 und 2005 investierte die United States Agency for International Development 67 Millionen Dollar in bikommunale Projekte, darunter die Hala Sultan Tekke und das Kloster Apostolos Andreas von Rizokarpaso, ein Projekt, das vom Entwicklungsprogramm der Vereinten Nationen und vom United Nations Office for Project Services unterstützt wurde. 2013 stellte die Türkische Republik Nordzypern 5 Millionen Euro für die Restaurierung des Klosters bereit. Doch auch hier behindern die ungeklärten Eigentumsverhältnisse den Fortgang. Dementsprechend erklärte Erzbischof Chrysostomos II., er sei nicht „Geber“, wie es in einem UN-Dokument hieß, sondern Eigentümer des Klosters.
Der Karpas ist von diesen überwiegend zerstörerischen Kräften stark betroffen. So listet die Website Greek Cypriot & Turkish Cypriot Religious buildings Built before 1974 allein 105 Gotteshäuser im Distrikt Famagusta auf.

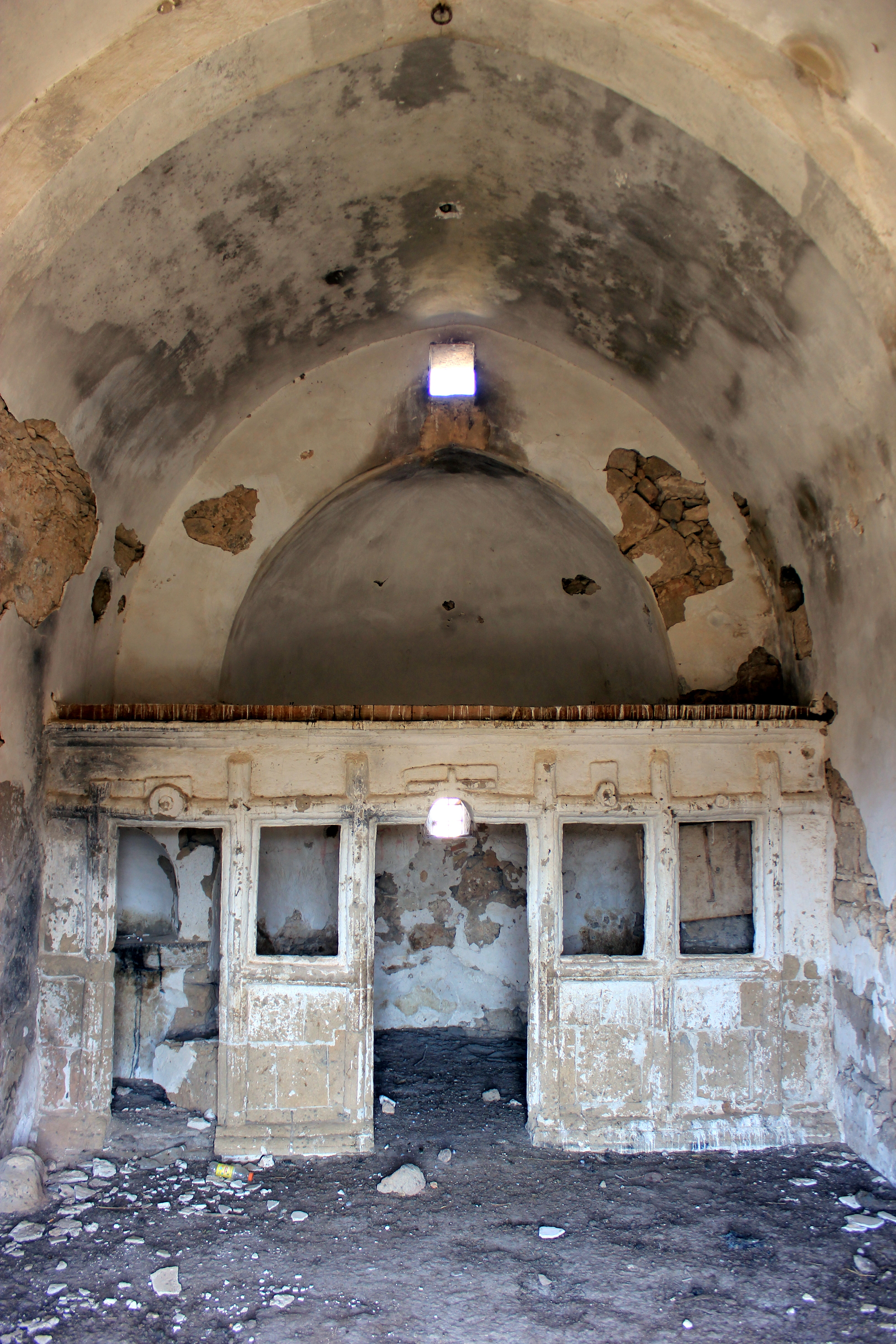
Entweihte Kapelle mit Altarresten nahe Davlos/Kaplıca

In Davlos/Kaplıca wurde die Kirche Agios Georgios zwar entweiht, blieb aber unzerstört, während der Friedhof verwüstet wurde; außerhalb des Ortes wurde die Kapelle Agios Sozomenos ihrer Türen und Fenster beraubt, der Altar zerstört. In Ardana/Ardahan wurde Agios Georgios entweiht, während die Kapelle Agios Demetrios entleert wurde. Die Kirche Agios Georgios in Flamoudi/Mersinlik wurde in eine Moschee umgewandelt, während Friedhof und Kapelle völlig zerstört wurden. In Gerani/Yerani wurde Agios Georgios in eine Moschee umgewandelt, die Kapelle Panagia Evangelistria wurde entweiht, ebenso wie Agia Katerina und ihr Friedhof, die später völlig zerstört wurden. Doch solcherlei Listen geben kaum eine Vorstellung, wie es etwa zu Umwandlungen in Moscheen kam. Agios Polychronios in Melanarga/Adaçay wurde irgendwann zwischen 2001 und 2007 in eine Moschee umgewandelt, da die dortige Gemeinde einen Ersatz für ihre zerstörte Moschee suchte. Die Architektur wurde während dieser Zeit gut gepflegt, an anderen Orten war dies sogar die einzige Möglichkeit, die Gebäude gegen Zerstörungen zu schützen. 2009 beschloss man dort, eine neue Moschee zu bauen, was sich kaum vordergründig als bloßer Wille zur Turkisierung deuten lässt.

### Bildung
Die einzigen Kindergärten befinden sich in İskele und Rizokarpaso.
Auf der Halbinsel besteht, wie auf ganz Zypern, Schulpflicht. Etwa 60 % der Schüler besuchen eine weiterführende Schule, 37 % der über 18-jährigen besuchen eine höhere Schule im Sinne von berufsbezogenen Einrichtungen.
In Koma tou Gialou/Kumyalı existiert eine Berufsschule, in der im Jahre 2010 auf die Bereiche Tourismus, Elektronik, Maschinentechnik, Kraftfahrzeuge, Möbelbau und Dekoration, Informationstechnik und ‚Kindesentwicklung‘ 161 Schüler vorbereitet wurden. In der Handelsschule von İskele waren 30 Schüler untergebracht. Eine Hochschulausbildung kann als nächstliegender Ausbildungsstätte an der Ostmediterranen Universität von Famagusta absolviert werden.

### Museen, Bibliotheken, Brauchtumspflege

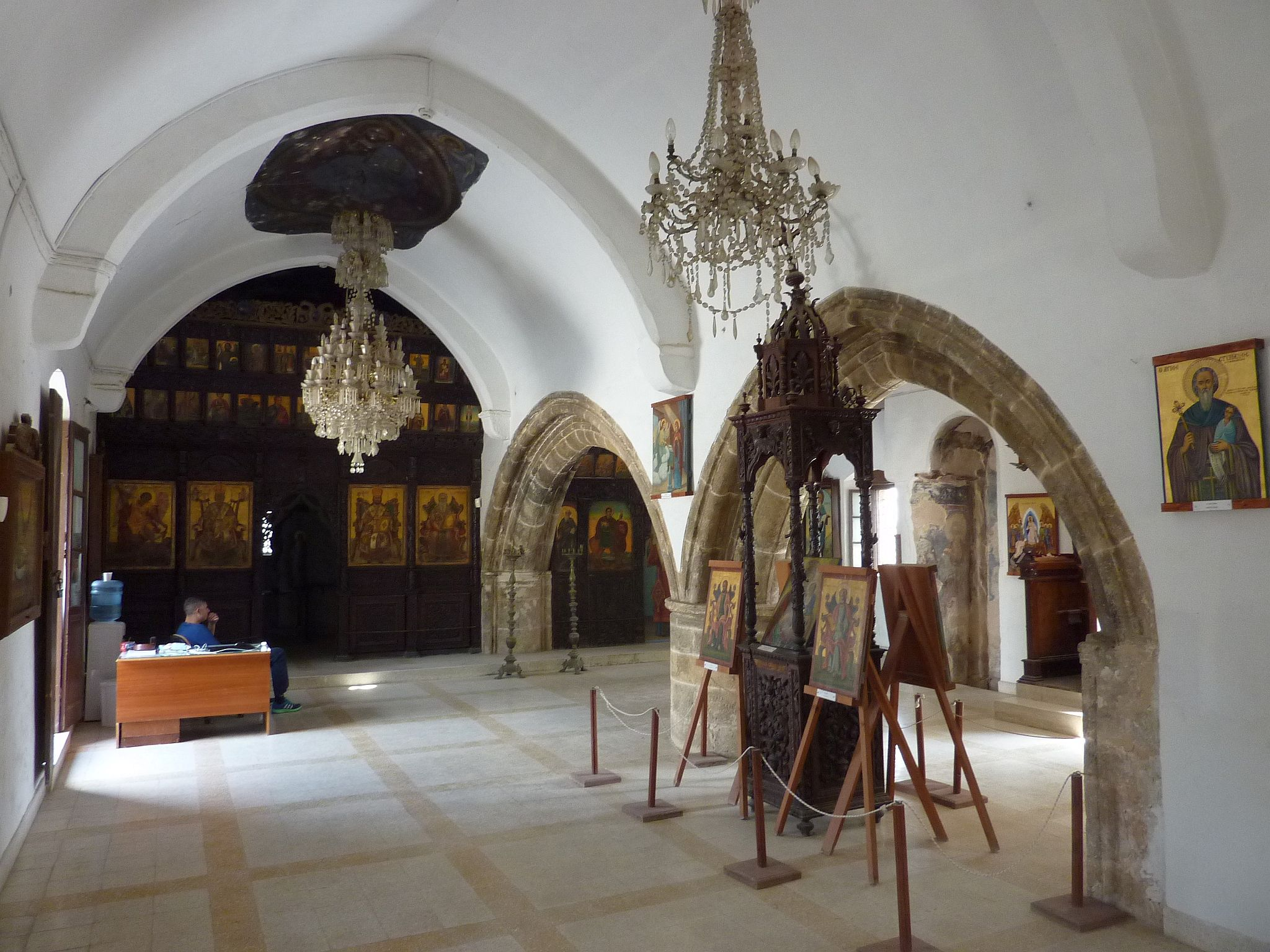
Ikonensammlung in der Kirche Panagia Theotokos in Trikomo-İskele, 2016

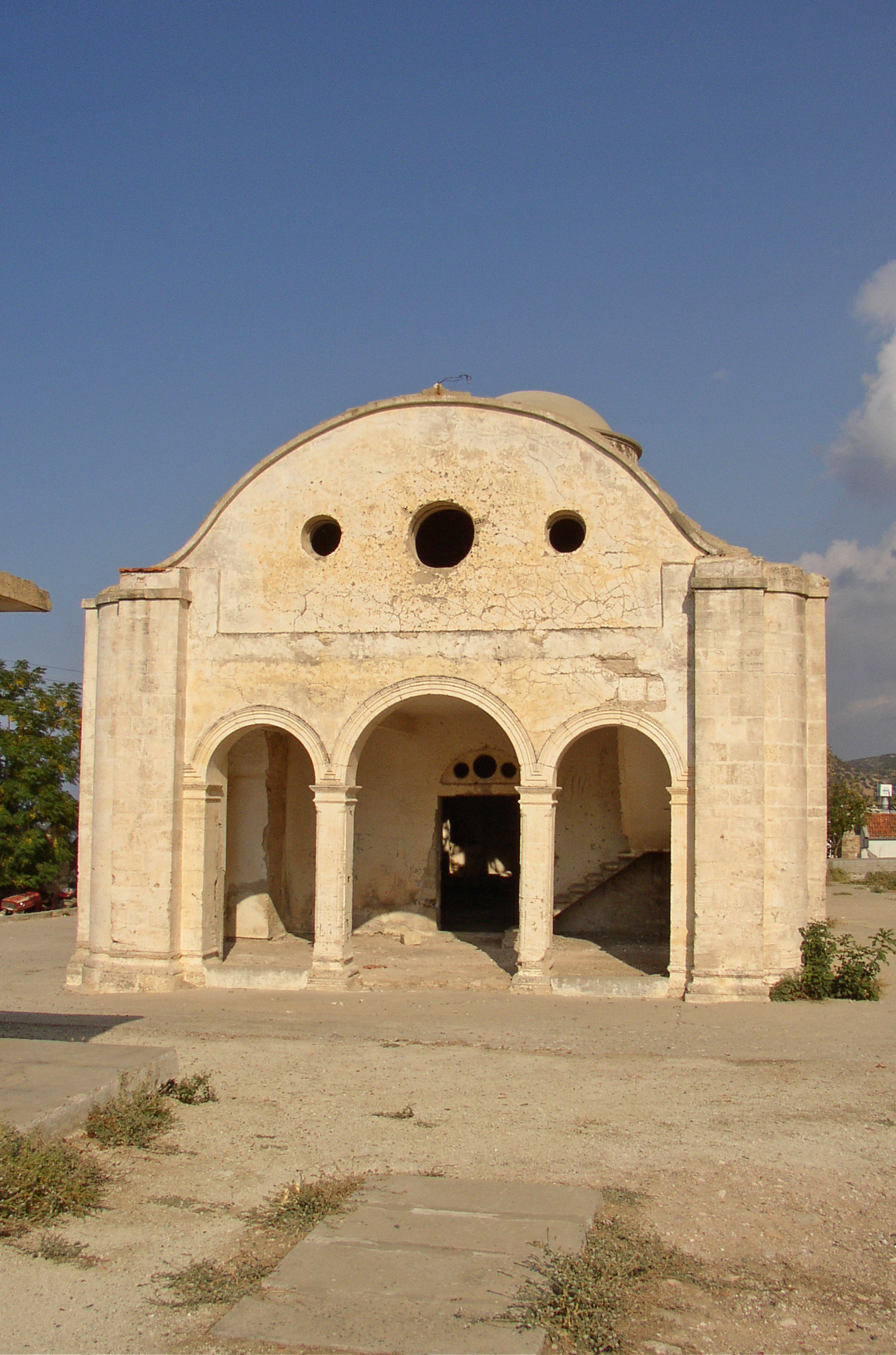
Ehemalige orthodoxe Kapelle in Büyükkonuk

In Trikomo/İskele besteht ein Ikonenmuseum in der Kirche Panagia Theotokos (12. Jahrhundert). Mit dem Minia Cyprus Museum wurde 2015 ein Miniaturenmuseum zur Geschichte Zyperns im Hof der Kirche von Tatlısu eröffnet, wo allerdings überwiegend osmanische und türkische Bauwerke als Miniaturen ausgestellt werden, wie die Gönendere-, die Hala-Sultan-, die Arab-Ahmet-, die Selimiye- und die Sınırüstü-Moschee. Hinzu kommt das Stadthaus des Derviş Paşa von 1807 (er publizierte mit Zaman 1891 die erste türkischsprachige Zeitung auf Zypern), der Büyük Han (Nord-Nikosia), das Tatlısu-Hourup-Warenhaus sowie das Wasserrad von Tatlısu. Daneben wird das Amphitheater von Salamis und die venezianische Säule (gleichfalls aus Salamis), die heute in Nord-Nikosia steht, dann das Apostolos-Andreas-Kloster dargestellt, ebenso wie das St. Barnabas-Kloster bei Famagusta, schließlich Tor und Burg von Kyrenia. Der Bezug zum Karpas ist gering.
Die größeren Gemeinden verfügen über eine Bibliothek, wobei der Internetzugang im Jahr 2010 in Dipkarpaz der schlechteste war. Die Dörfer waren nicht ans Internet angeschlossen. In İskele und Yeni Erenköy befinden sich Kulturzentren, in denen vor allem Theateraufführungen stattfinden. In Büyükkonuk entstand zu dieser Zeit das einzige Theater auf der Halbinsel. 1974 befanden sich von den 107 öffentlichen Bibliotheken 36 im Norden, hinzu kamen 194 Schulbibliotheken, doch wurden die meisten von ihnen geplündert oder zerstört.
Dipkarpaz profitiert vor allem von türkischen und griechischen Traditionen, die sich in der Altstadt niederschlagen. Dazu sind alte Dorfhäuser ab 2000 restauriert worden, bei denen Stil und Baumaterialien auf lokalen Traditionen aufbauen. Hinzu kommt der Karpas-Nationalpark. Außerdem finden in Büyükkonuk und Yeni Erenköy Dorfbasare statt. Auch findet ein internationales Folk- und Tanzfestival statt.
Ein eigenes Museum, das die Kulturschätze der seit mehr als zehn Jahrtausenden bewohnten Region darbietet, existiert nicht.

### Sport
Alle Kommunen verfügen über Fußball-, einige auch über Basketballplätze. İskele und Yeni Erenköy bieten überdachte Sporthallen und im Distriktzentrum befindet sich ein Tennisplatz. In den stärker von Touristen frequentierten Orten, wie etwa Boğaz oder Bafra, befinden sich weitere Sporteinrichtungen.